# Congrégation du Très Saint Rédempteur
La congrégation du Très Saint Rédempteur (en latin Congregatio Sanctissimi Redemptoris, abrégé en CSsR), dont les membres sont appelés « Rédemptoristes », forme une congrégation cléricale masculine de droit pontifical, dont les membres sont des clercs réguliers, et le plus souvent prêtres. Elle a été fondée en 1732 par saint Alphonse de Liguori à Scala, en Italie, afin de travailler auprès des pauvres dans les campagnes napolitaines. C'est une congrégation missionnaire qui exerce désormais dans plus de 100 pays du monde.
Les Rédemptoristes sont sous le patronage particuler de Notre-Dame du Perpétuel Secours, depuis que le pape Pie IX les a fait gardiens et propagateurs de la dévotion à cette icône, vénérée dans l'église Saint-Alphonse de Rome. Pour autant, la patronne de la congrégation depuis 1749 est Notre-Dame sous le titre de l'Immaculée Conception, dogme dont Alphonse de Liguori était partisan avant même sa promulgation.

## Histoire

### Fondation et débuts

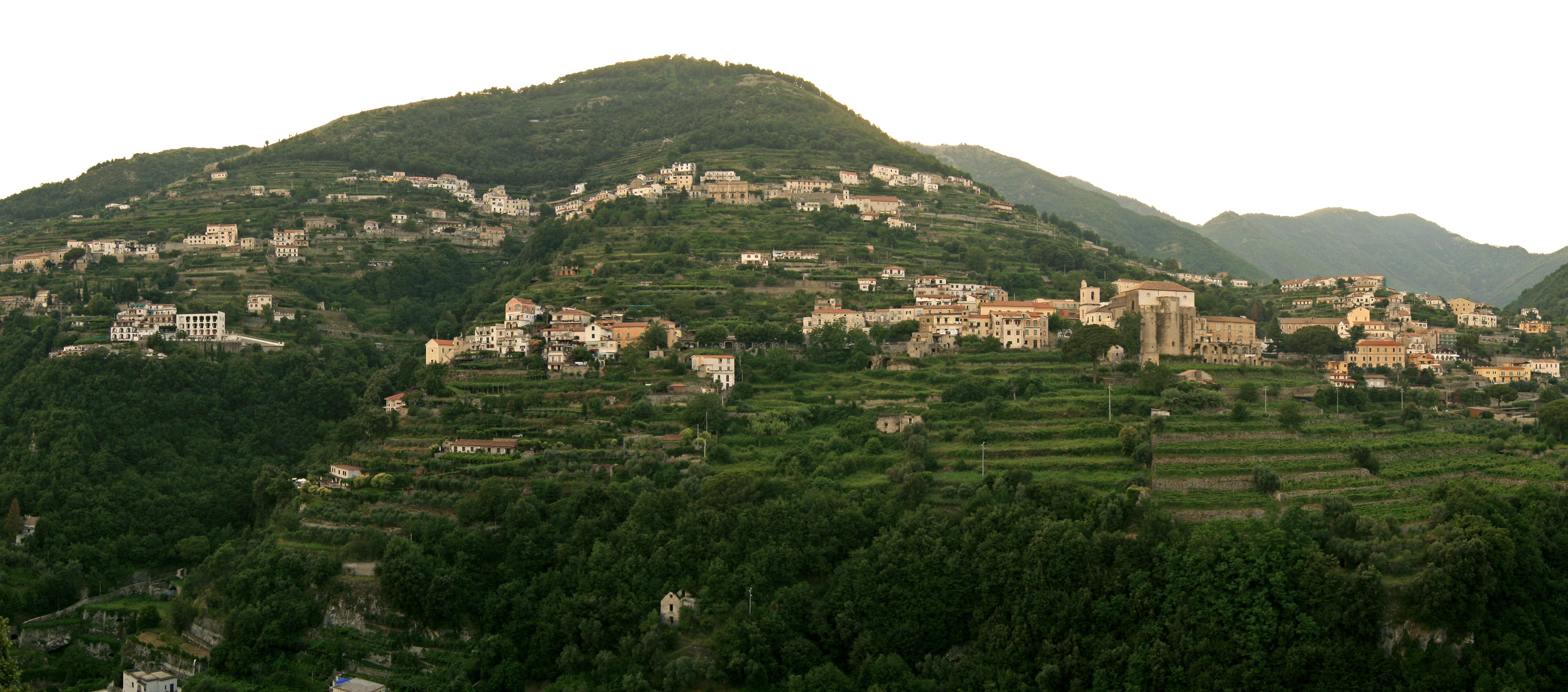
Scala: le lieu de fondation.

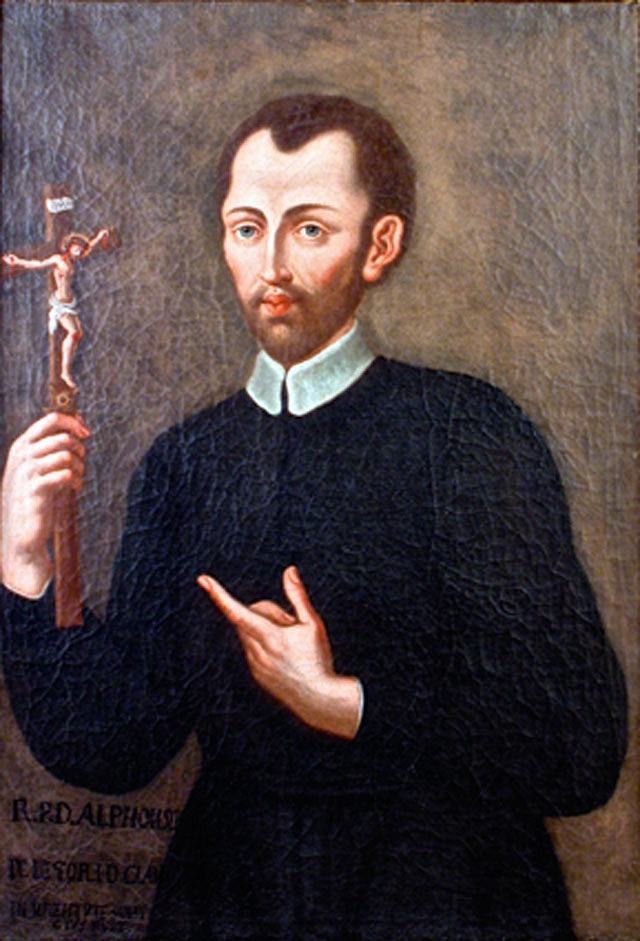
Alphonse de Liguori, représenté jeune, de son vivant, en habit rédemptoriste.

Docteur en droit et avocat, Alphonse de Liguori, né à Naples dans une famille de l'aristocratie, renonce, à 27 ans, à sa carrière pour devenir prêtre. Après diverses expériences de vie au service des plus pauvres dans les quartiers déshérités de la ville de Naples, il rejoint dans la ville de Scala, près d'Amalfi, quelques autres prêtres attirés par une vie dédiée à la prédication, dont Tommaso Falcoia (it), membre de la congrégation des pieux ouvriers catéchistes ruraux, qu'il avait rencontré en 1729 au collège chinois (it) de Naples. Celui-ci est élu évêque de Castellammare di Stabia en 1730 et un embryon de congrégation prend forme sous son égide, les prêtres du Très-Saint-Sauveur. L'amitié développée par Liguori avec la religieuse visitandine Marie Céleste Crostarosa l'encourage à la fondation d'un ordre masculin, celle-ci lui témoignant avoir reçu le 3 octobre 1731 une vision confirmant ce projet. La même année, Mère Marie Céleste transforme les constitutions du couvent de Scala, fondant ainsi l'ordre des Rédemptoristines.

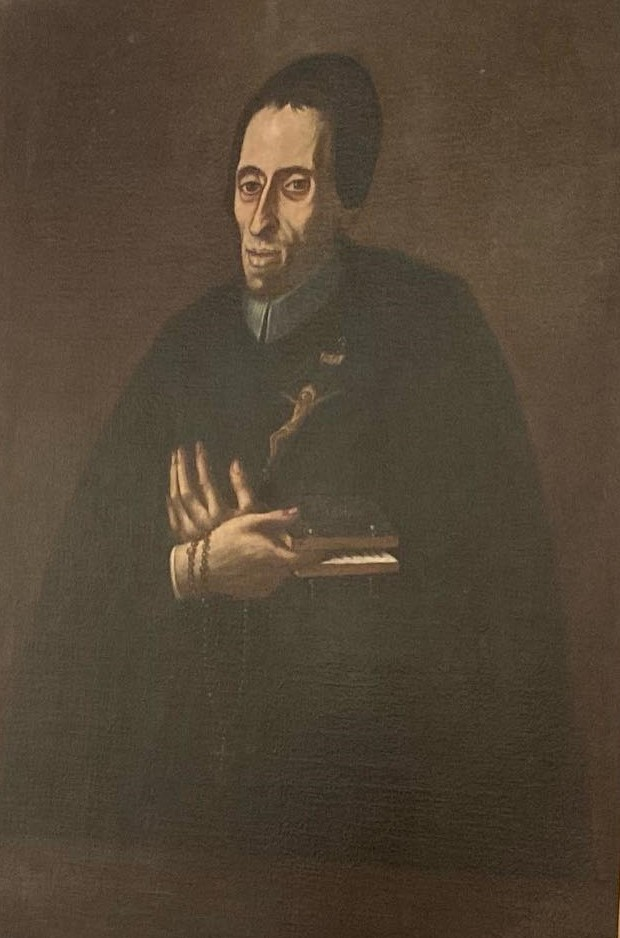
Janvier Sarnielli.

C'est le 9 novembre 1732 que les membres fondateurs (Alphonse de Liguori, Pietro Romano, Giovanni Battista di Donato, Vincenzo Mannarini, et Silvestro Tosquez) commencent une vie commune sans règle, Falcoia étant « directeur » de l'œuvre. Janvier-Marie Sarnelli rejoint la communauté un an plus tard, et devient vite le bras droit de Liguori, de même que Vito Curzio, premier frère non-prêtre de la congrégation. Tommaso Falcoia résume dans une note manuscrite son idée pour le nouvel institut: « Première raison: Travailler à sa propre perfection en s'approchant le plus possible de l'imitation de la vie du Sauveur. Deuxième raison: Développer par des missions la compassion envers les innombrables âmes qui souffrent de l'ignorance du Salut. Troisième raison: Le souci des pauvres évêques qui doivent porter un fardeau immense sans pouvoir bénéficier des collaborateurs nécessaires.»
Une première maison est établie à Villa dei Schiavi (aujourd'hui Liberi), proche des frontières de quatre diocèses: Capoue, Caiazzo, Caserte, et Piemonte, et les compagnons se livrent à des missions itinérantes dans les diocèses avoisinants. En 1736, la communauté naissante compte trois maisons: Scala, Villa dei Schiavi, et Ciorani (aujourd'hui dans la commune de Mercato San Severino). Les missions itinérantes lui attirent l'intérêt et la protection de l'archevêque de Naples, le cardinal Giuseppe Spinelli, qui demande à Liguori de mener de telles missions dans son diocèse en 1741 et 1742. C'est aussi durant l'année 1741 qu'un événement politique notable rend désormais possible l'érection de nouvelles congrégations religieuses dans le royaume de Naples, un concordat étant signé le 2 juin entre le pape Benoît XIV et le roi Charles VII.

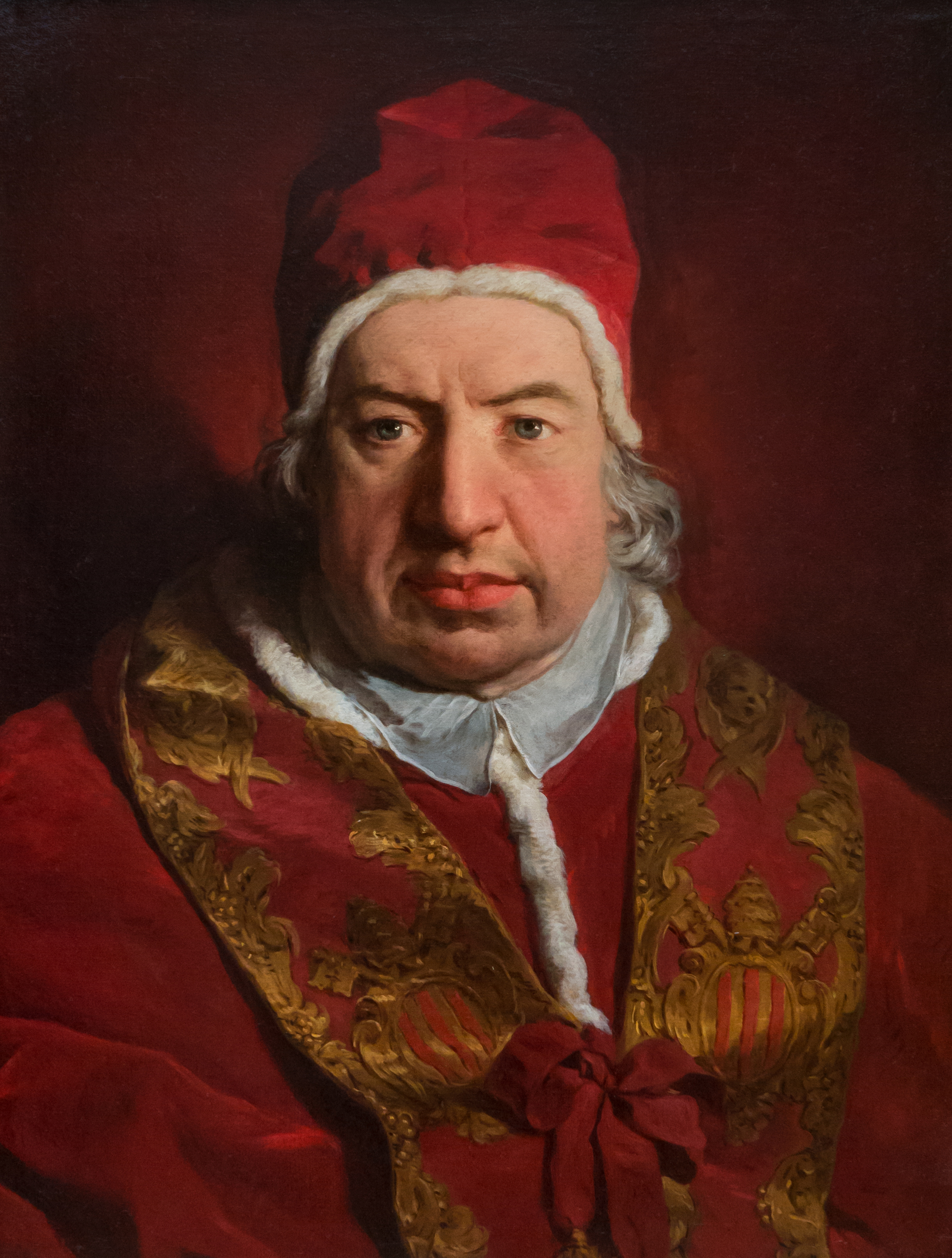
Benoît XIV.

En 1743, à la mort de Falcoia, Alphonse de Liguori, élu supérieur majeur à vie, opère de profonds changements en faisant prononcer aux membres de la société les trois vœux de pauvreté, chasteté et obéissance, auxquels il ajoute les vœux accessoires de persévérance dans la congrégation, de renonciation aux dignités ecclésiastiques et de prédication aux infidèles. Falcoia avait laissé des notes préparatoires à une règle que Liguori met en ordre, non sans y imprimer sa propre vision de l'institut. Le 20 octobre 1747, les membres de l'institut adoptent une première règle, appelée ensuite règle primitive, par un vote. Avec le soutien du cardinal Spinelli, cette règle est transmise à Rome en vue d'une approbation pontificale.

### Approbation et essor en Italie

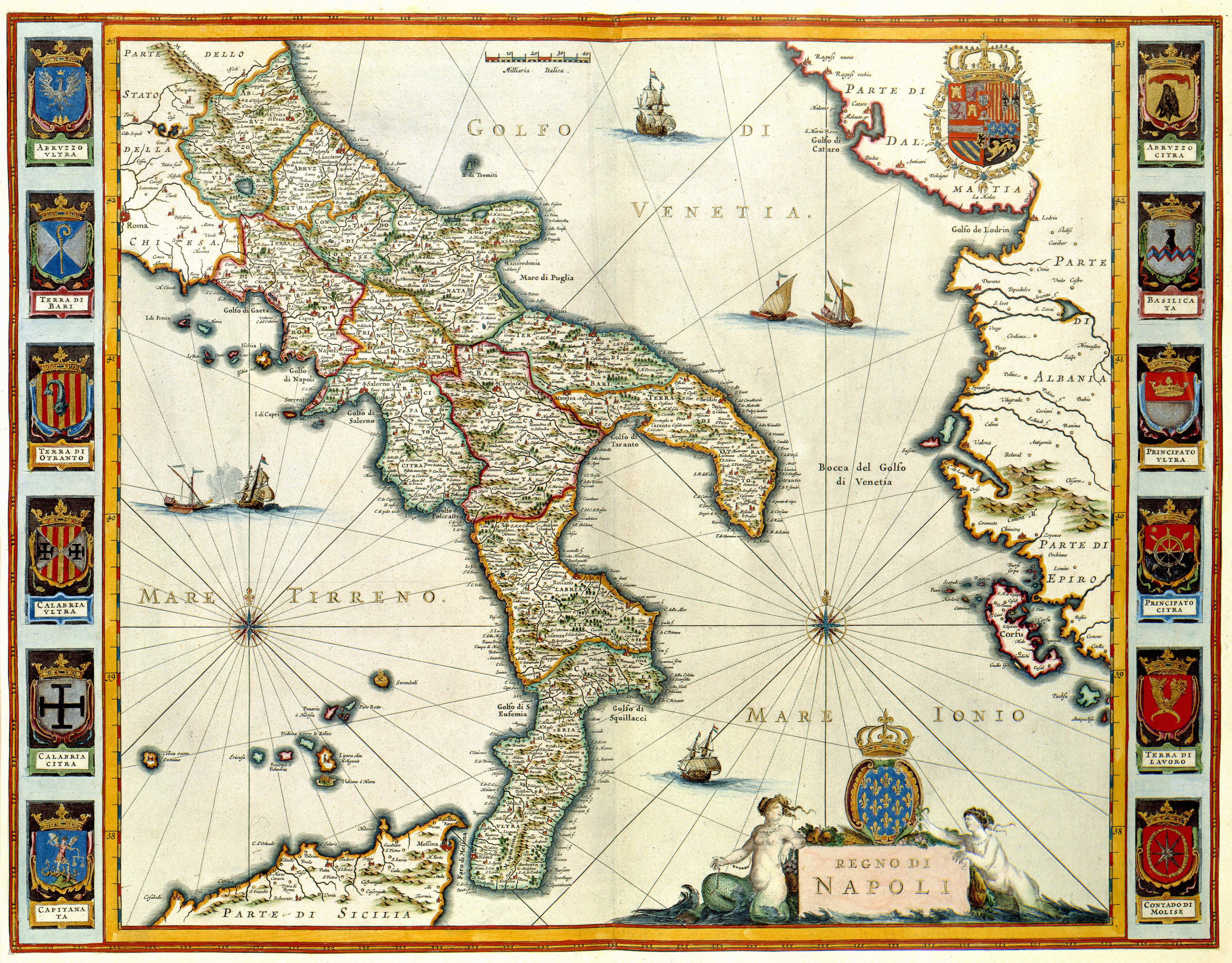
Le royaume de Naples sous les Bourbon.

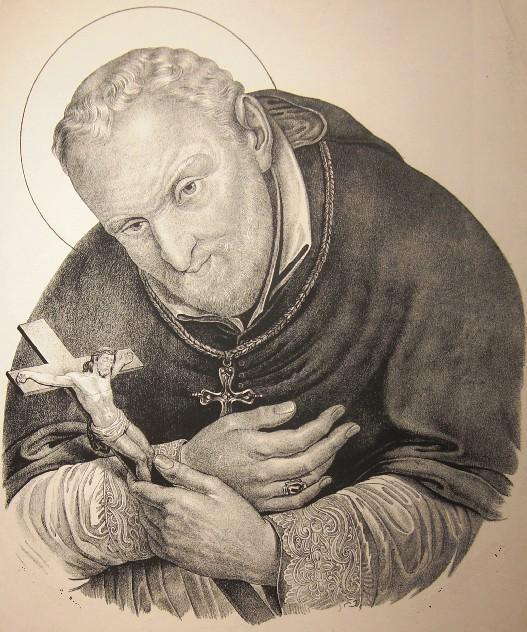
Alphonse de Liguori représenté dans son vieil âge.

Par la lettre apostolique Ad pastoralis dignitatis fastigium, le pape Benoît XIV approuve le 25 février 1749 les statuts de l'institut, et celui-ci reçoit le nom de Congrégation du Très Saint Rédempteur, afin d'éviter toute confusion avec d'autres congrégations portant le nom de Saint-Sauveur. Cependant, Bernardo Tanucci, ministre du roi et de tendance anticurialiste, refuse l'exequatur à ce bref le 9 décembre 1752, privant également le jeune institut de la possibilité de recevoir des dons. De plus, ses biens sont remis en pleine propriété aux évêques des lieux de fondation, et il lui est interdit de se désigner comme un ordre religieux. Pour sauver la congrégation, il devient urgemment nécessaire de réaliser des fondations hors du royaume de Naples. En 1755, une maison est donc fondée à Sant’Angelo a Cupolo, dans le duché de Bénévent, qui ressort de l'autorité temporelle du pape. La même année, le frère Gérard Majella, discrète figure de sainteté des premiers temps de l'institut, meurt à Caposele. Une autre ouverture est réalisée par Pietro Paolo Blasucci en 1762 à Agrigente, dans le royaume de Sicile, alors État distinct du royaume de Naples bien qu'ayant le même souverain, à la demande de l'évêque du lieu Andrea Lucchesi Palli (it). Partout où ils s'installent, les Rédemptoristes prêchent des missions itinérantes, promeuvent la confession et se rendent disponible pour la donner, catéchisent les enfants, visitent les familles pauvres et leurs apportent des secours. Leur vie commune, fondée sur la charité fraternelle et la prière de l'office divin, est aussi un moyen d'influence sur les âmes par l'exemple.

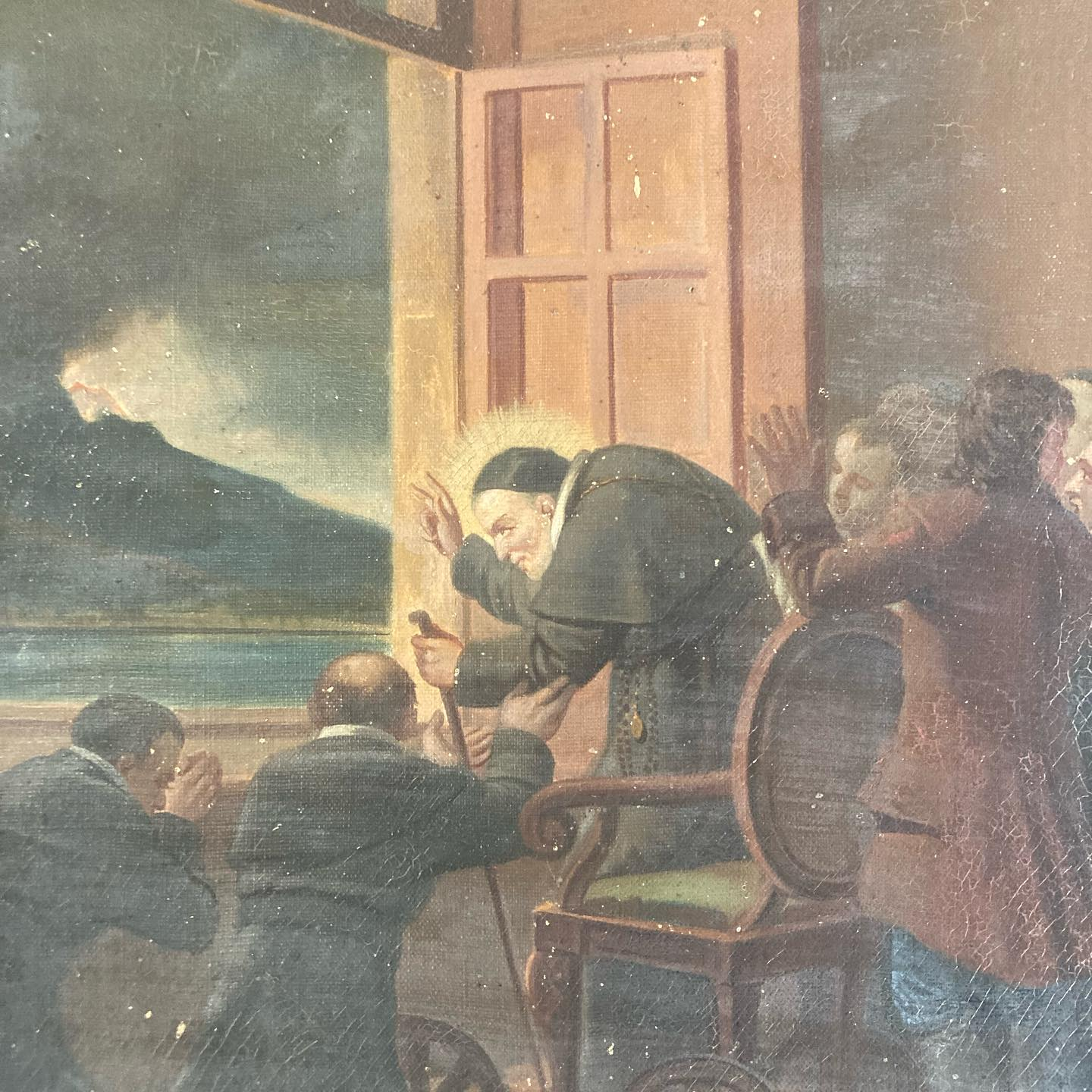
Alphonse de Liguori et ses frères en prière pendant une éruption du Vésuve.

L'année 1762 marque un tournant pour la congrégation, puisqu'elle voit son fondateur, Alphonse de Liguori, être élevé sans son consentement par le pape Clément XIII à l'épiscopat sur le siège de Sant'Agata dei Goti. En réponse à une supplique de la communauté, il est confirmé dans sa charge de supérieur le 25 mai 1762 par la Congrégation pour les Évêques et Réguliers. Andrea Villani est élu vicaire général et chargé de la conduite des affaires courantes. En 1764, un chapitre général met la dernière main aux constitutions de l'institut, qui sont transmises en 1779 à l'administration royale par les pères Majone et Cimino. Ceux-ci, voulant les rendre plus acceptables à un cabinet virulemment anticurialiste, les renomment Regolamento (règlement), et en retirent les vœux de pauvreté et d'association perpétuelle à l'institut. Ainsi, ce document ne se présente plus comme les constitutions d'un ordre religieux, mais simplement comme un règlement intérieur de maisons où vivent ensemble des prêtres. Il obtient reconnaissance légale le 1er janvier 1780 de la part du conseil d'État du roi Ferdinand IV.

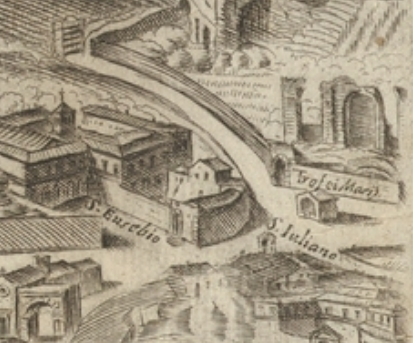
L'église Saint-Julien sur l'Esquilin, représentée en 1593. Elle est entièrement détruite en 1874.

En juin 1780, le pape Pie VI est informé par Francesco Carafa, alors secrétaire de la Congrégation des Évêques et Réguliers, de la non-conformité de la règle approuvée par le roi de Naples à celle approuvée par son prédécesseur en 1749. Il ordonne alors aux Rédemptoristes des États Pontificaux d'ignorer complètement le Regolamento napolitain. Puis, le 22 septembre, le pape décide de la division de la congrégation comptant alors quelques 100 clercs en deux instituts, les membres restant en territoire napolitain étant considérés comme exclus, et même n'avoir jamais fait partie de l'institut. Ainsi Alphonse de Liguori se voit renvoyé de la congrétation qu'il a fondée. Francesco de Paola lui succède à la tête de la communauté, mais seulement avec le titre de président, et seulement pour les maisons situées en territoire pontifical. Il est ensuite élu supérieur à vie en 1783. Les maisons de Sicile, royaume distinct de celui de Naples, ne s'estiment donc pas concernée par le Regolamento napolitain, et acceptent l'autorité de Francesco de Paola.

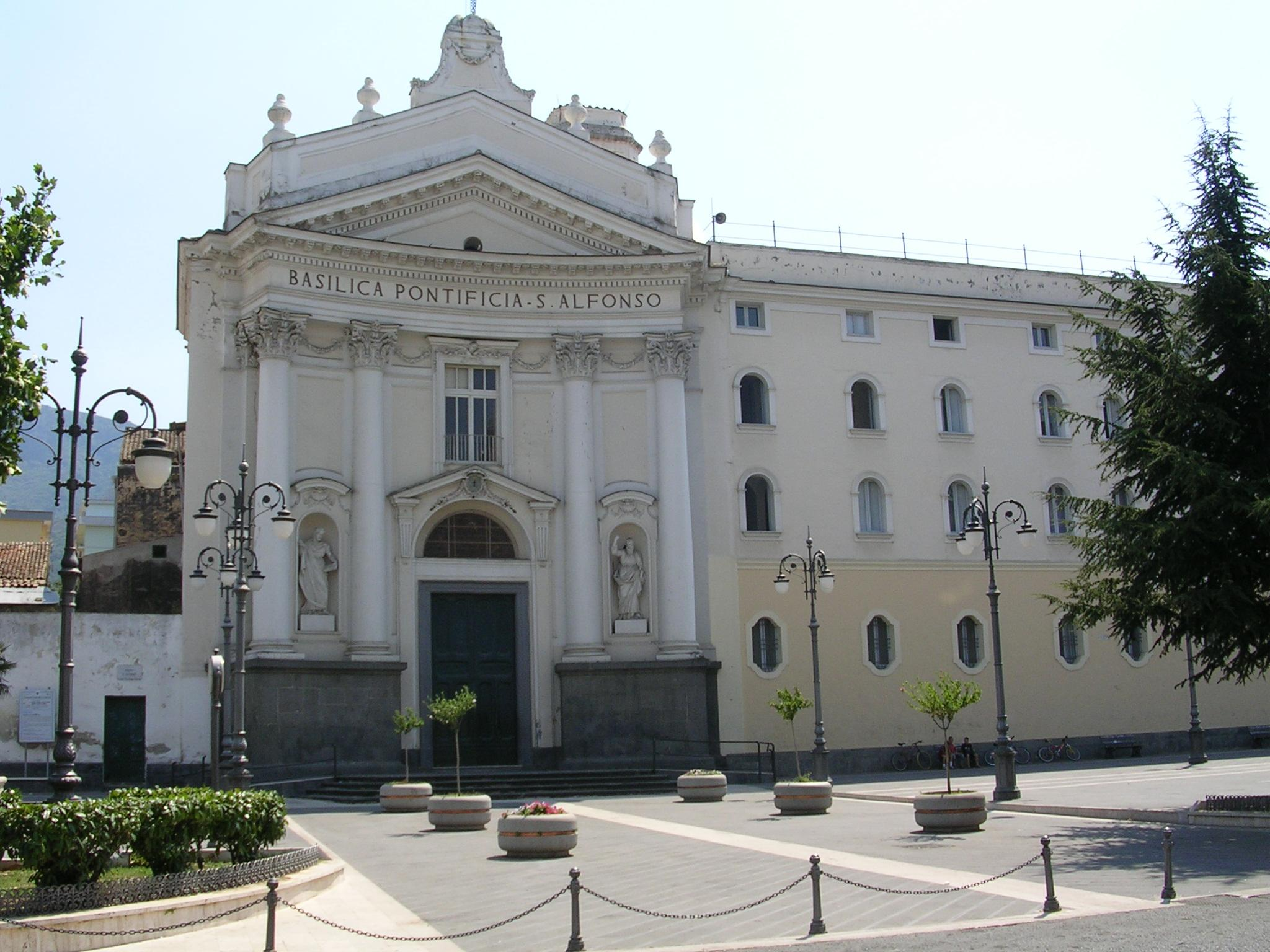
A droite de la basilique voulue par Alphonse de Liguori, mais terminée bien après sa mort, on peut voir le couvent des Rédemptoristes de Pagani tel qu'il existait du vivant du fondateur.

Pour douloureuse qu'elle soit, cette scission permet un certain essor de la congrégation, libérée de la tutelle étouffante du roi de Naples. Ainsi, des maisons sont ouvertes par la branche romaine à Spello en 1781, Gubbio en 1782, Rome en 1783 (cette dernière située dans le couvent attenant à l'église église Saint-Julien sur l'Esquilin (it)), Cisterna en 1785. Alphonse de Liguori meurt le 1er août 1787, âgé de 90 ans. Cette disparition ne laisse pas l'institut désemparé, car le grand âge du supérieur et les scissions romaines et siciliennes avaient entraîné un renouvellement des cadres dirigeants. 
En 1783, les vœux religieux sont de nouveau autorisés dans le royaume de Naples. En 1788, une loi nouvelle enjoint tous les religieux du royaume « à observer strictement les constitutions qu'ils ont acceptées au jour de leur profession ». Cela ouvre la voie pour les Rédemptoristes napolitains à un retour aux constitutions originelles. Enfin, le 23 octobre 1790, sur demande officielle du supérieur des maisons napolitaines, Pietro Paolo Blasucci, le roi de Naples abolit le pénible Regolamento et donne l'exequatur aux constitutions approuvées par Benoît XIV. En 1793, enfin, un chapitre général réuni à Pagani, dans le royaume de Naples, réunit les trois factions de l'ordre, la napolitaine, la romaine, et la sicilienne, et élit Blasucci comme supérieur à vie de tout l'ordre, Francesco de Paola ayant démissionné de sa charge dans l'intérêt de la réconciliation.

### Expansions, expulsions et dispersions en Europe

#### En Italie

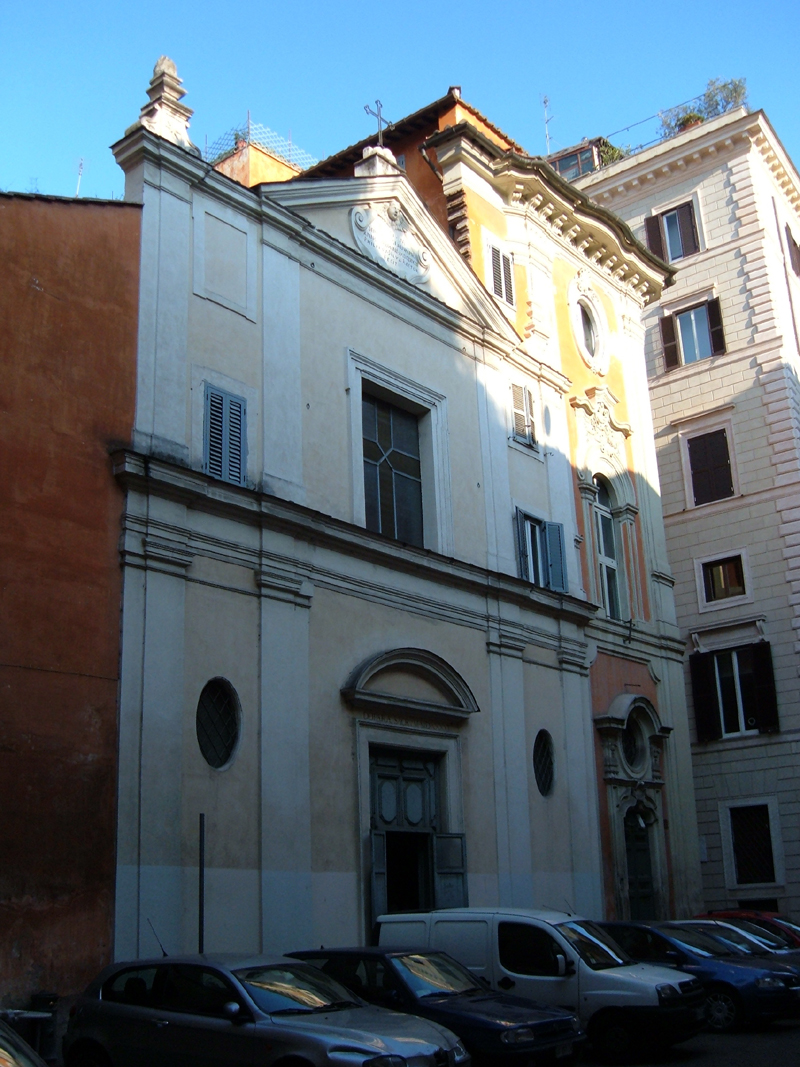
Église et couvent de Sainte-Marie à Monterone, Rome.

En 1790, Blasucci, alors supérieur de la branche napolitaine, fonde simultanément trois nouvelles maisons en Calabre (Tropea, Catanzaro et Stilo), geste audacieux au regard des moyens humains disponibles.
En raison de l'invasion française en 1798 des États Pontificaux, les religieux rédemptoristes se trouvent chassés de leurs couvents par les autorités d'occupation. Ils les réintègrent en 1800. Entretemps, le supérieur Pietro Paolo Blasucci est emprisonné en 1798 par les autorités du royaume de Naples, sous l'accusation de discours pro-français, au monastère camaldule de Vico Equense.
En 1806, les maisons du duché de Bénévent sont fermées en raison de la confiscation du duché par Napoléon Ier. En 1808, celui-ci occupe Rome, puis l'annexe à l'Empire Français. Cette annexion est suivie de deux décrets, datés du 17 et du 25 avril 1810, epxulsant les religieux étrangers et dissolvant toutes les communautés religieuses dans les territoires occupés. La plupart des membres de l'institut se réfugient alors dans le royaume de Naples, jusqu'au retour de Pie VII à Rome en 1815. La refondation des maisons détruites n'est ni rapide ni facile, et toutes ne sont pas rouvertes. En compensation de l'attribution de certaines de certaines de leurs maisons aux Jésuites, les Rédemptoristes reçoivent l'église Sainte-Marie-à-Monterone de Rome et le convent attenant, où ils installent leur procure romaine. D'autres fondations en des lieux nouveaux sont cependant aussi réalisées, comme à Spolète en 1826, où, par exception aux statuts, les Rédemptoristes prennent pour la première fois la charge d'une paroisse.

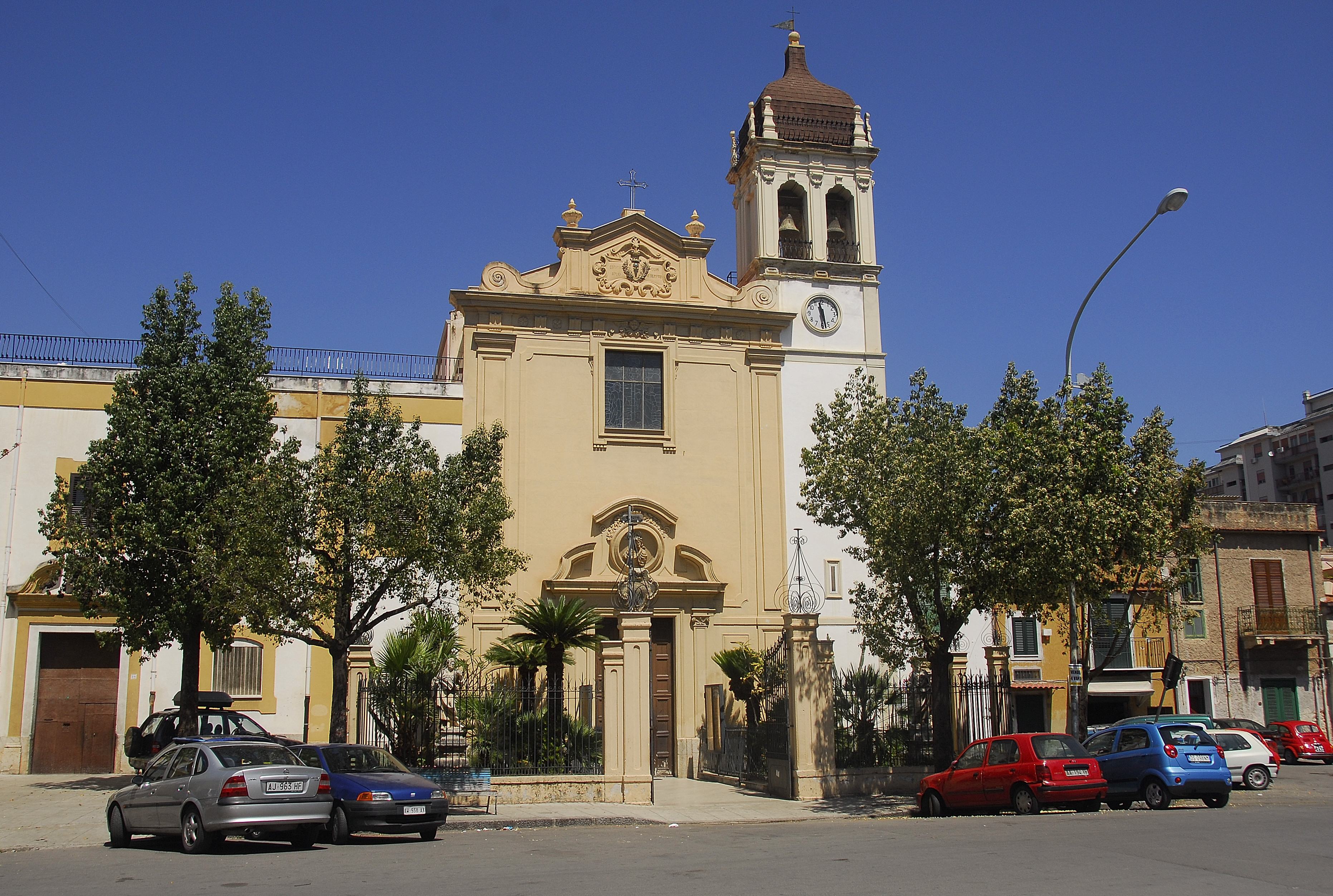
Église de lEcce homo, Palerme.

La fortune du converti anglais Edward Douglas, entré dans l'ordre en 1848, permet l'achat en 1853 de la Villa Caserte, qui devient le siège de l'ordre avec la construction de la principale église rédemptoriste de Rome, Saint-Alphonse à l'Esquilin. Douglas lui-même devient en 1854 supérieur de la province de Rome, puis recteur de la maison dont il avait permis l'acquisition, jusqu'à sa mort en 1898.
Lors du Risorgimento, la congrégation en Italie souffre une période de persécution de la part du nouveau régime politique. En 1860, les maisons du sud de la péninsule sont dispersées, un petit nombre de frères seulement étant permis d'y résider. Les maisons de Modène, Montecchio, et Finale sont fermées entre 1859 et 1866, de même que celles de Gubbio et Trévise. Les religieux se réfugient alors dans la communauté du sanctuaire de Bussolengo, fondée en 1856. La maison-mère de l'Esquilin échappe à la confiscation grâce à Edward Douglas, qui la revendique comme propriété britannique et fait même flotter l'Union Jack au clocher de l'église Saint-Alphonse.
En 1898, le Pape Léon XIII confie à l'ordre la paroisse San Gioacchino in Prato de Rome à l'ordre, ce qui est un signe de particulière considération puisque l'église de cette paroisse fut construite pour commémorer son jubilé sacerdotal.

##### Naissance de laCongrégation Transalpine

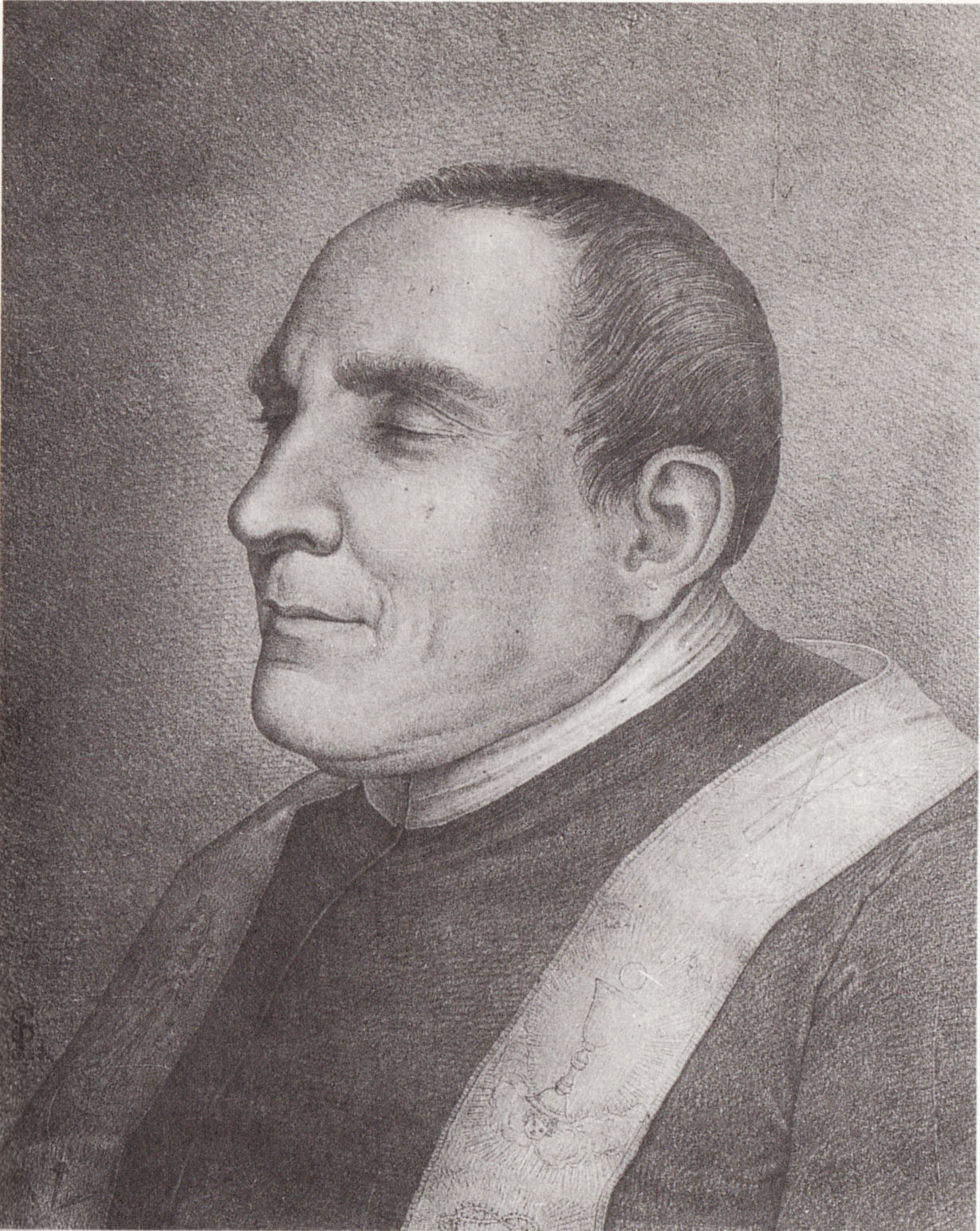
Clément Marie Hofbauer.

En 1784, les Rédemptoristes de Rome accueillent leurs premiers postulants non-italiens, Clément-Marie Hofbauer et Thaddeus Hübl, ressortissants autrichiens d'origine morave. Francesco de Paola, supérieur de la branche romaine, les envoie au nord des Alpes en 1785, nommant en 1788 Hofbauer procurateur général de tous les établissements futurs au-delà des Alpes avec des pouvoirs très étendus. Une telle nomination est alors nécessaire en raison des lois anticongréganistes de l'empereur Joseph II interdisant à tout ordre religieux présent sur son territoire une quelconque dépendance envers des supérieurs étrangers. Il semble que Paola nourrissait des projets de missions assez large en Pologne, Courlande, Suède, envisageant un établissement dans la ville alors suédoise de Stralsund. Clément Hofbauer se prête bien à ces projets, car c'est un homme imaginatif, polyglotte (il parle l'allemand, le tchèque, le polonais, le français et l'italien), et très énergique et décidé.

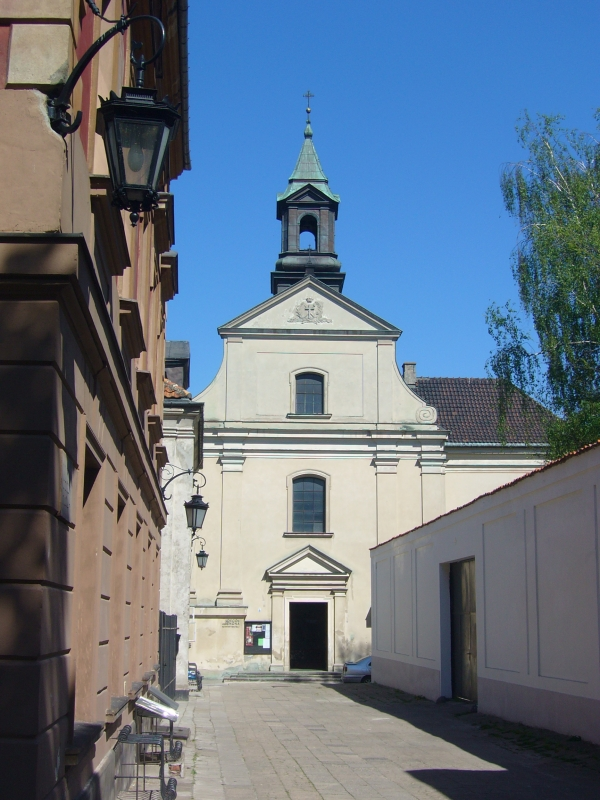
L' de Varsovie.

Après une période d'étude et de réflexion à Vienne, les deux religieux s'installent à Varsovie en 1787. Cette installation dans une ville où ils ne sont initialement que de passage est liée à la présence du nonce apostolique d'origine napolitaine, Ferdinando Maria Saluzzo, et à l'invitation de la confrérie germanophone de Saint-Bennon, administrant l'église du même nom, à assumer la charge pastorale de cette église, d'une école et d'un orphelinat, en résidant au couvent attenant. L'église devient alors un lieu de mission perpétuelle, trois grand-messes chantées y étant célébrées tous les jours, et cinq sermons, dont deux en allemand et trois en polonais, y sont donnés. Ces exercices pieux s'accompagnent du chemin de croix, de la visite au Saint-Sacrement selon la méthode de Saint Alphonse, d'un examen de conscience et d'une biographie du saint du jour. Ces entreprises pieuses s'accompagnent aussi d'entreprises sociales, l'orphelinant donnant une formation professionnelle aux orphelins multipliés par l'état de guerre qui règne en Europe. Pour accompagner son action, Hofbauer fonde une congrégation féminine, les Sœurs de Saint-Joseph, dédiées à l'éducation des jeunes filles dans une école jointe à l'église Saint-Bennon.
Le roi de Pologne Stanislas-Auguste Poniatowski accueille cette fondation très favorablement, confiant même l'éducation de deux enfants appartenant à sa famille à l'établissement scolaire tenus par les Rédemptoristes. Le soutien du roi permet à la fondation d'obtenir une reconnaissance officielle de la Diète en novembre 1793, et de réaliser une fondation à Mittau, dans le duché de Courlande, en 1795. Thaddeus Hübl est assassiné dans une rue de Varsovie en 1807 par un opposant à l'œuvre d'Hofbauer. La communauté de Varsovie et celle de Mittau perdurent à travers les partages de la Pologne, les occupations russe, prussienne, et française, jusqu'en 1808, date de l'expulsion des religieux par les autorités du duché de Varsovie, sur décret du maréchal Davout. Les religieux sont même brièvement emprisonnés dans la forteresse de Custrin sous l'accusation de complot contre l'État, avant que les étrangers ne soient expulsés, et les natifs du duché renvoyés sur leur lieu de naissance, sous surveillance policière.

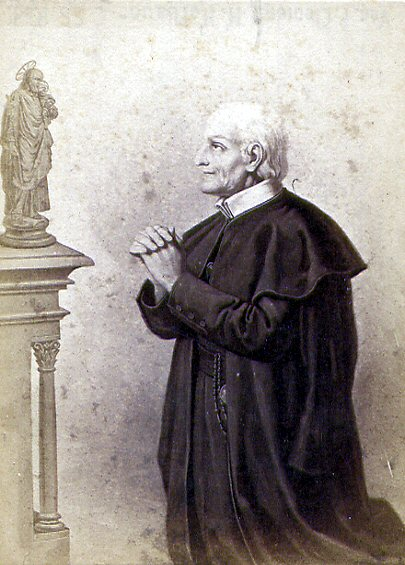
Joseph Amand Passerat.

L'expérience polonaise n'est cependant pas sans fruit. Elle sert ainsi pendant 20 ans de base missionnaire à Hofbauer, qui parcourt la Suisse alémanique, la Prusse, la Bavière, le Hanovre, l'Autriche, et les parties occidentales de l'Empire russe, prêchant des missions, faisant connaître son nom et celui de sa congrégation à de nombreux évêques intéressés, mais aussi aux chancelleries pas toujours bien disposées. C'est ainsi qu'en 1805, les autorités d'occupation prussiennes à Varsovie écrivent au cabinet du roi Frédéric-Guillaume III: « Hofbauer, ce fameux grand fanatique, voyage partout, seul ou avec d'autres membres de son ordre, et cherche à fonder d'autres maisons. Il faut que le gouvernement l'arrête ». La personnalité du père Clément Marie lui permet aussi d'attirer dans la congrégation des candidats non-italiens de valeur, comme le français Joseph Passerat. Le noviciat de Varsovie devient alors vraiment international, regroupant des aspirants à la vie religieuse moraves, bohémiens, polonais, français émigrés, ou originaires de différents états allemands.

#### En Suisse

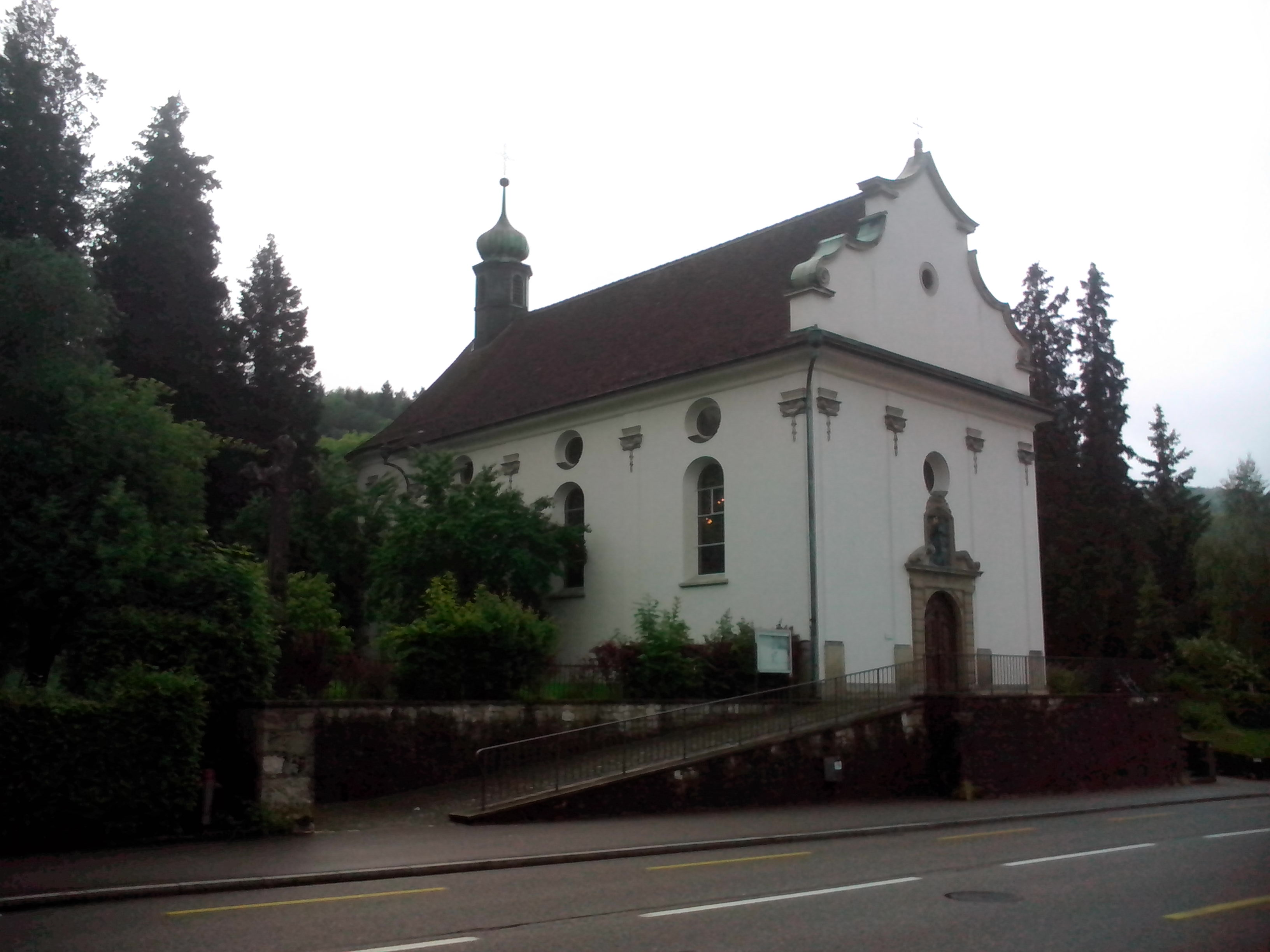
Mariawil.

En 1802, le prince Joseph de Schwarzenberg fait don à la communauté du couvent du Mont-Tabor de Jesteten, afin d'y permettre la fondation d'une nouvelle maison. Elle ouvre en 1803, Passerat en devenant le supérieur. Des tentatives infructueuses à Triberg et Babenhausen, une expulsion de Jesteten suivie d'une fondation sans lendemain à Coire, conduit en 1807 les religieux à Viège, dans le Valais, où les rejoignent en 1808 leurs frères expulsés de Varsovie, pour être de nouveaux expulsés du Valais en 1810 après l'invasion française. En 1811, les religieux s'installent à Fribourg grâce au magistrat François de Diesbach, et de là fondent une maison dans la chartreuse de La Valsainte, qui leur est cédée par le canton de Fribourg, celui-ci ne voulant pas assumer les frais d'entretien du bâtiments. La contrepartie de la cession est constituée par la fondation d'un orphelinat, qui permet en outre une reconnaissance légale de la congrégation par les autorités du canton. Lorsque les Rédemptoristes quittent la Valsainte en 1826, cette précieuse reconnaissance leur permet de créer enfin un établissement pérenne sur le territoire suisse, le couvent de Fribourg, qui ferme ses portes en 1848 lorsque la guerre du Sonderbund, remportée par les cantons protestants, cause l'expulsion de tous les religieux catholiques de Suisse. Une figure marquante de cette communauté fribourgeoise est Alois Czech, prêtre et musicien. Les Rédemptoristes reviennent en Suisse en 1880 et en 1903, en raison de la politique anticongréganiste en vigueur alors en France. La province de Lyon fonde une maison à Uvrier, dans le Valais, et celle de de Strasbourg à Bertigny, dans le canton de Fribourg. Après la première Guerre Mondiale, une maison est ouverte à Mariawil, dans la commune de Baden, dans le canton d'Argovie, en 1922, par des religieux de la province de Strasbourg souhaitant continuer à prêcher en allemand après l'annexion de l'Alsace par la France, et la Suisse devient une province à part entière en 1948.

#### En Europe centrale

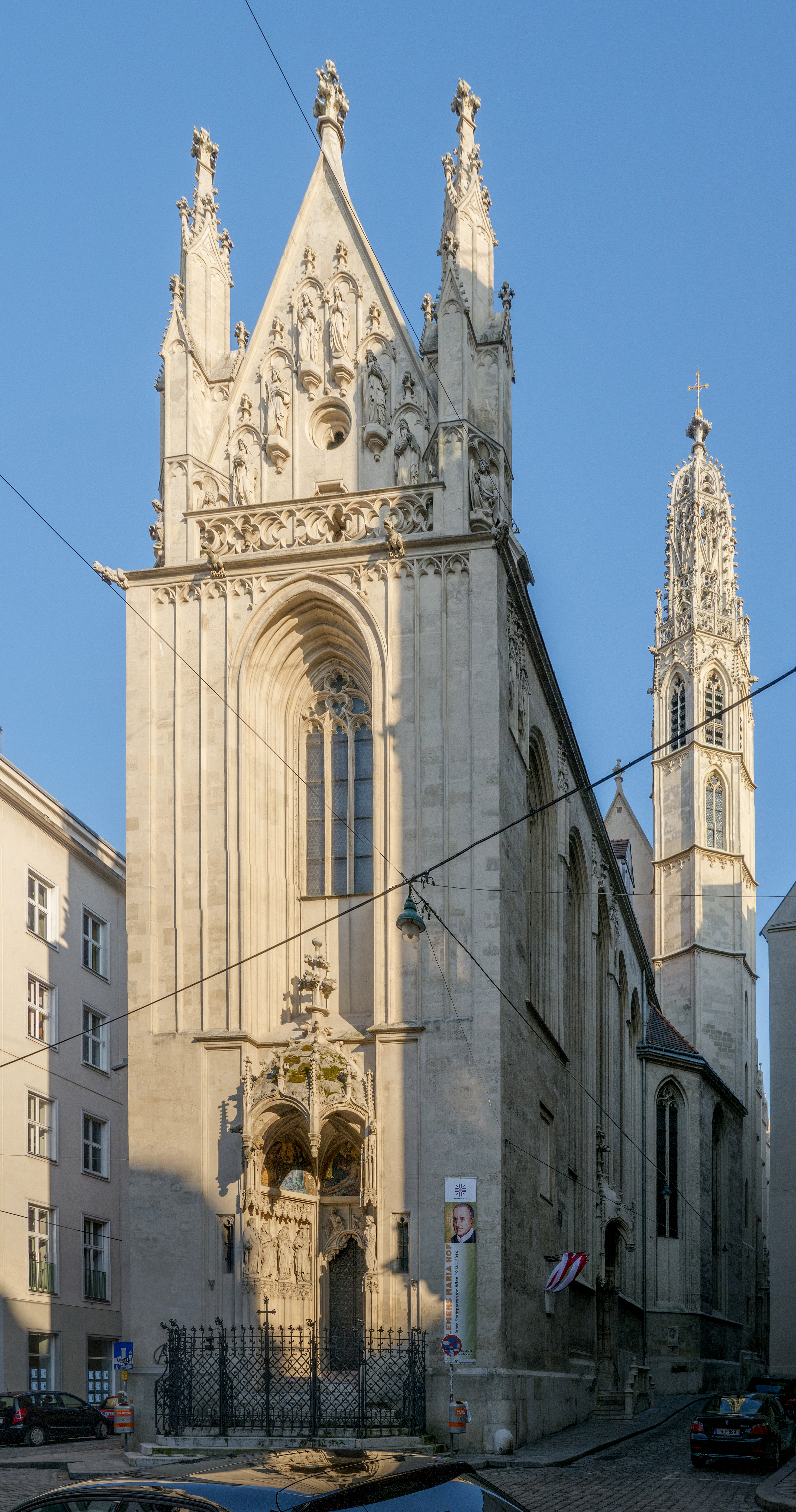
Notre-Dame-du-Rivage (Maria am Gestade), Vienne.

Expulsé de Varsovie, Hofbauer s'installe quant à lui de manière officieuse avec quelques religieux à Vienne, où il anime un cercle de piété dont font notamment partie le philosophe Friedrich Schlegel, le médecin Johann Emanuel Veith, le poète Zacharias Werner, l'écrivain Clemens Brentano... et tente de rassembler ses confrères dispersés dans divers États, devenus curés de paroisse, ou vivants d'expédients, privés du soutien moral et financier de leur communauté. En 1815, une fondation paraît possible à Bucarest, l'évêque de Nicopolis (en) Fortunato Ercolani demandant l'envoi de missionnaire. Hofbauer y envoie les pères Josef Libotzki et Franz Haetscher et le frère Matthias Widhalm. Une école est ouverte, mais l'opposition des autorités locales conduit à l'abandon de la mission en 1821.
En 1820, peu après la mort d'Hofbauer, la communauté de Vienne est reconnue par le gouvernement de l'empereur François Ier et prend résidence dans le couvent attenant à l'église Notre-Dame-du-Rivage, recevant la charge de cette église. Cette reconnaissance marque la fin du joséphisme, et une volte-face de l'attitude des gouvernements envers les ordres religieux en Europe, qui sont désormais considérés comme bénéfiques au maintien de l'ordre social face aux mouvements révolutionnaires naissants. La même année, Joseph Passerat succède à Clemens Hofbauer, et s'installe à Vienne comme vicaire général de l'ordre dans les régions transalpines.
En 1826, l'État autrichien demande la fondation d'une maison à Lisbonne, afin d'y servir les expatriés de langue allemande. Cette fondation ne dure pas, mais manifeste un complet retournement de situation, puisque désormais le pouvoir politique peut être à l'origine de l'ouverture d'une maison. La congrégation peut dès lors s'étendre librement en Autriche, ouvrant des maisons à Frohnleiten en 1826, Mautern en 1827, Innsbruck en 1828, Maribor et Eggenburg in 1833, et Leoben en 1834.

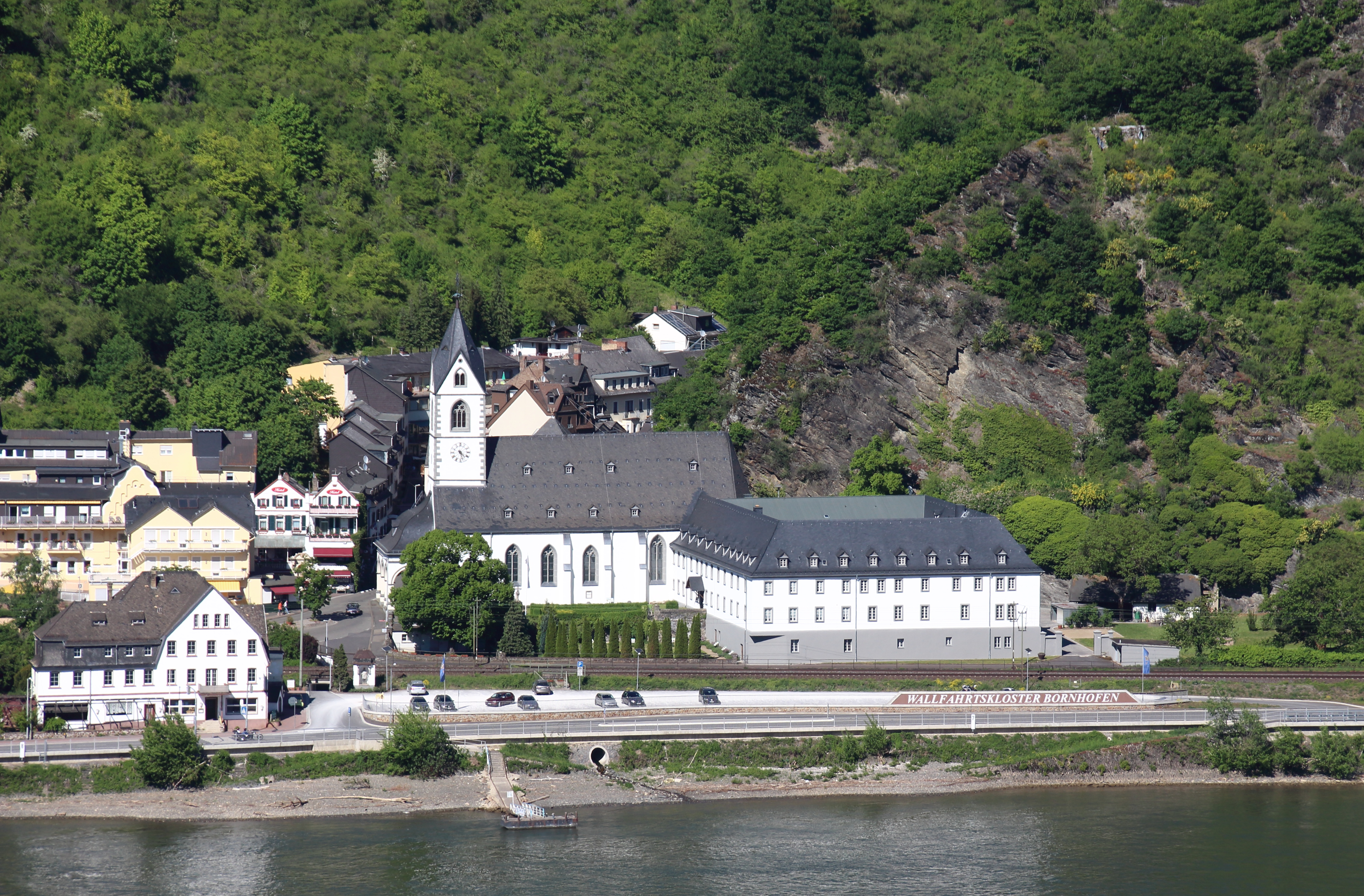
Couvent de Bornhofen.

C'est partir de l'Autriche que se réalise la première fondation pérenne en Allemagne, lorsqu'en 1841, le roi Louis Ier de Bavière invite les religieux Rédemptoristes à prendre en charge le sanctuaire marial d'Altötting. À partir de là, la congrégation essaime à Bornhofen, Coblence, et Trêves. Le monastère de Bornhofen a une grande importance dans le diocèse nouvellement fondé de Limburg, en tant que premier établissement religieux fondé après la sécularisation. Son supérieur, le père Johann Baptist Eichelsbacher, exerce une grande influence comme prédicateur de missions paroissiales, mais aussi de retraites spirituelles. Il contribue notamment à la fondation des Pauvres servantes de Jésus-Christ de Dernbach et des Frères de la Miséricorde de Montabaur.

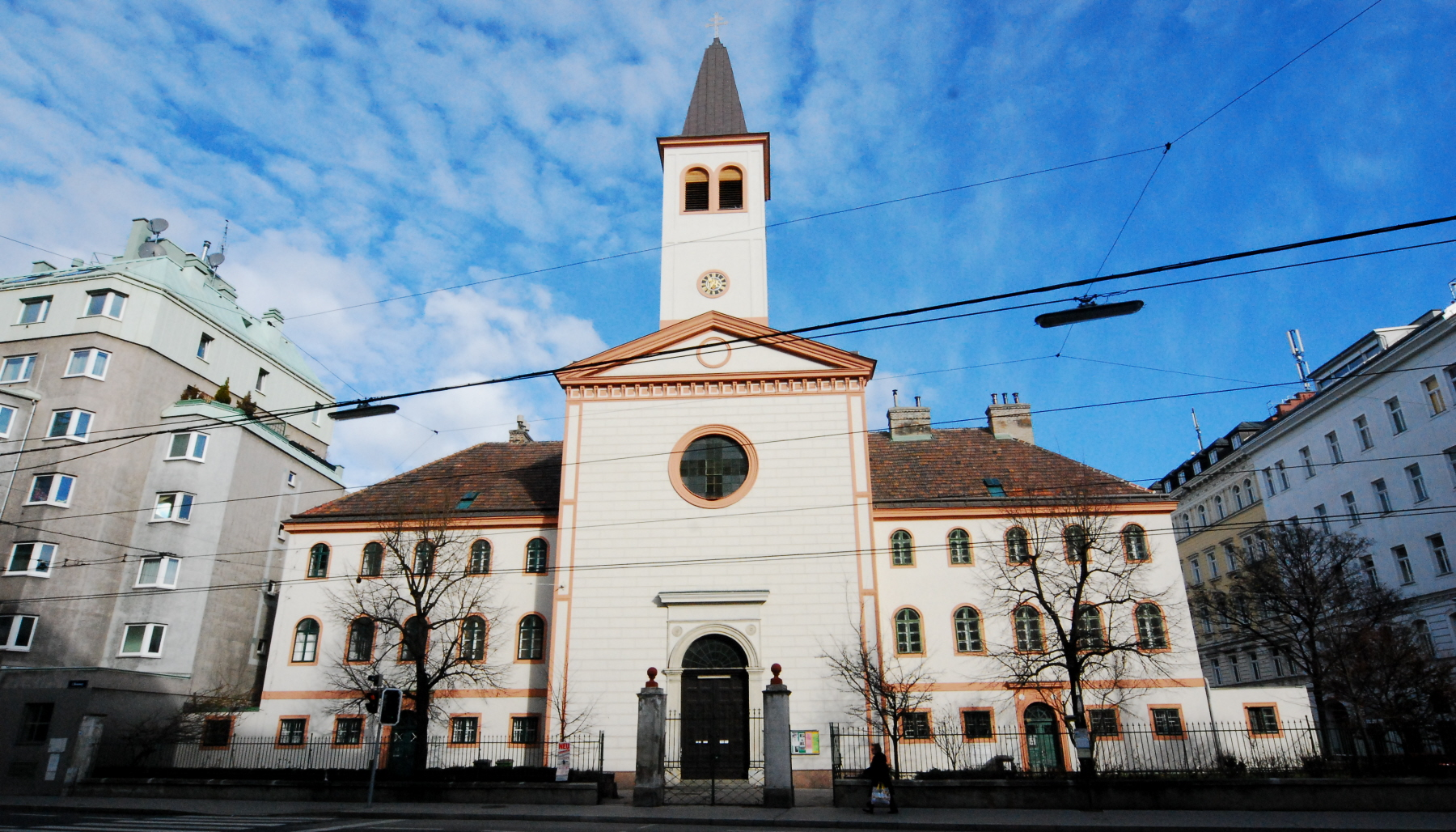
Couvent du Rennweg, Vienne.

C'est aussi en Autriche que les premières Rédemptoristines hors d'Italie trouvent leur origine. L'exilée française Eugénie Gauvenet Dijon rencontre Joseph Passerat à Vienne, et devient avec son soutien l'organisatrice d'une groupe de femmes pieuses s'occupant d'une maison pour jeunes filles repenties. Envoyée à Sant'Agata dei Goti pour étudier la vie religieuse de l'ordre du Très Saint Rédempteur, elle reçoit l'habit des mains du cardinal Odescalchi à Rome le 2 avril 1831, devenant Mère Marie-Alphonse de la Volonté Divine. Elle s'établit à Währing, alors près de Vienne, avec d'autres religieuses, et fonde en 1841 un couvent à Bruges avant de mourir le 23 mars 1869.

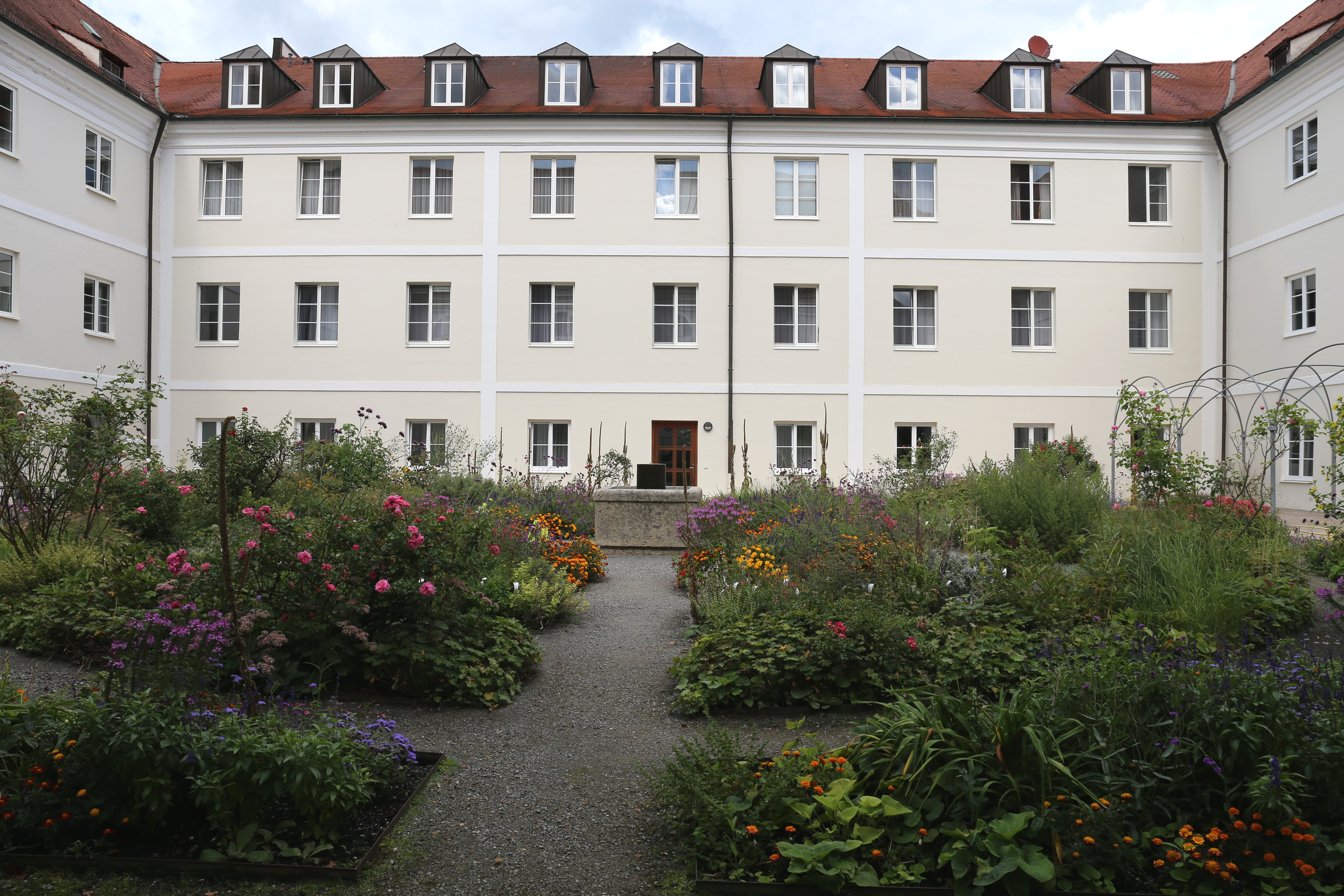
Couvent de Gars am Inn.

En 1848, les événements du Printemps des Peuples mènent à une expulsion temporaire des Rédemptoristes d'Autriche. Le gouvernement ayant désormais pris fait et cause pour les congrégations religieuses, les intégrant dans son projet de conservatisme social, elles se trouvent visées par les mouvements révolutionnaires en tant que représentantes supposées du régime autoritaire du Prince de Metternich. En mars 1848, celui-ci doit s'exiler, et le 6 avril 1848, une foule d'émeutiers prend d'assaut le monastère de Notre-Dame-du-Rivage, et en chasse les Rédemptoristes. Les religieux résidant au monastère du Rennweg doivent également fuir. Par une résolution impériale du 7 mai 1848, la congrégation Rédemptoriste et l'ordre des Jésuites sont abolis. Le Parlement de Francfort d'autre part vote dès la première lecture l'interdiction des Jésuites et des Rédemptoristes d'Allemagne. Fin mai 1848, ils sont également expulsés de Linz . Cet exil ne dure pas longtemps, puisqu'en 1852, l'ordre peut réintégrer ses maisons d'Autriche. En 1858, l'abbaye de Gars est acquise à Gars am Inn pour y installer le noviciat et le juvénat des provinces germanophones.

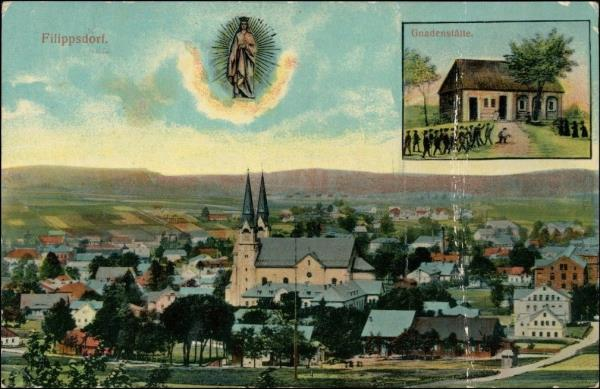
Le sanctuaire de Philippsdorf en 1912.

En 1854, une province allemande indépendante de l'Autriche est créée, dont les maisons du nord de l'Allemagne sont séparées en 1859. Le 19 mars 1859, les provinces de Haute-Allemagne (Munich) et de Basse-Allemagne (Cologne) sont érigées.
En 1856, l'ordre se développe dans les pays de langue tchèque, avec l'ouverture d'une maison à Prague, puis en 1860 lorsqu'une maison est offerte à Littau, par l'archiduc Maximilien d'Autriche-Este. Le premier supérieur est Johann Ondrouschek. Une troisième maison est établie au sanctuaire de Heiligenberg, à Fribourg de Bohème, en 1861.
La province de Prague est établie en 1901, la maison de Littau devenant son juvénat. En 1885, le sanctuaire de Philippsdorf (aujourd'hui Filipov), dans la commune de Georgswalde est pris en charge par l'ordre. De la province de Prague émergent la vice-province de Karlsbad, pour le soin pastoral des allemands des Sudètes, celle de Bratislava, et celle de Michalovce pour le soin pastoral des fidèles slovaques de rite byzantin.

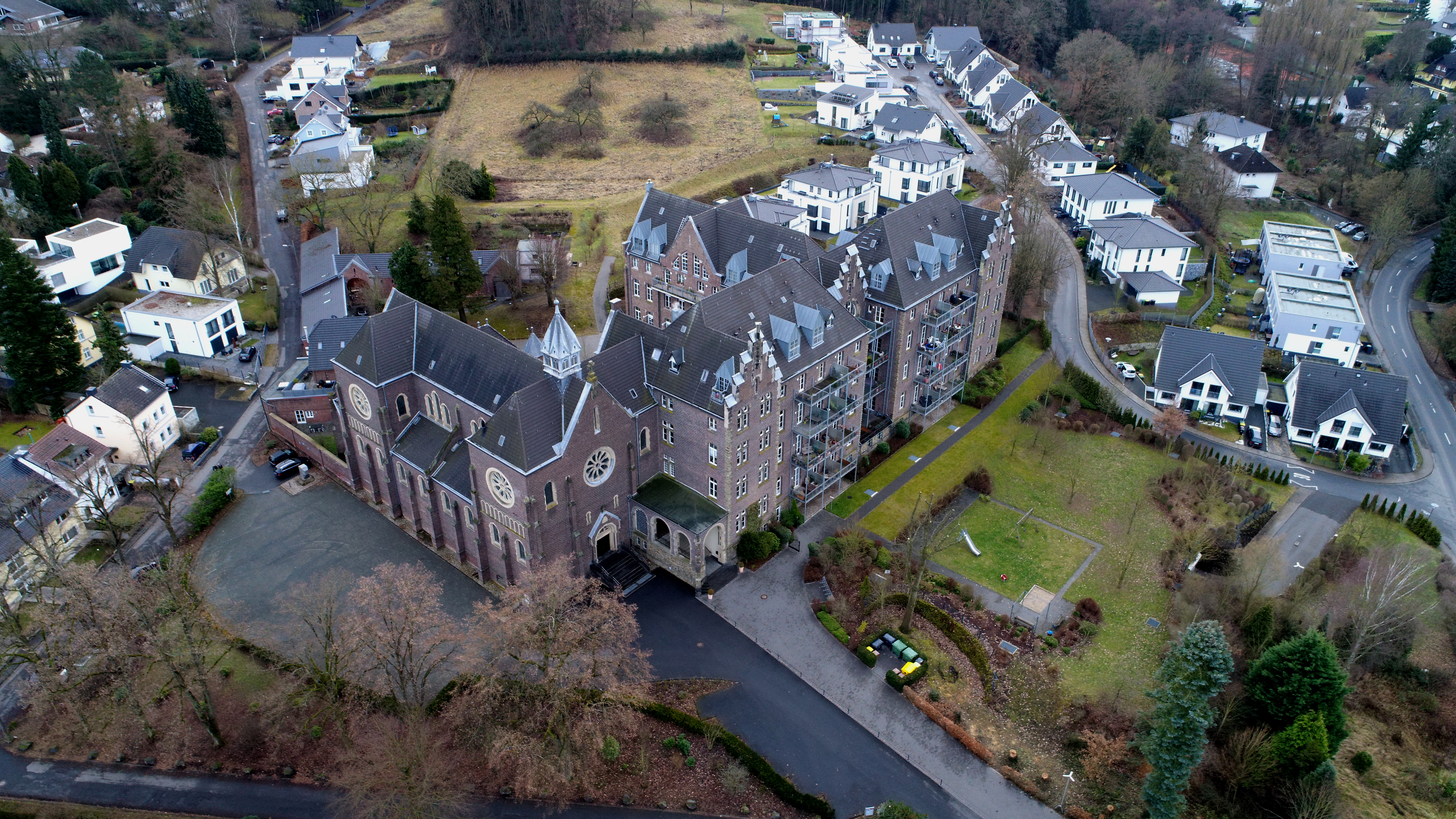
Couvent de Geistingen.

Pendant le Kulturkampf, l'ordre est interdit conformément à un décret d'application de la loi anti-jésuite de 1873 . Les Rédemptoristes doivent donc quitter l'Allemagne jusqu'en 1894. Certains religieux s'établissent à Echternach au Luxembourg, y fondant une maison en 1881.
En 1898 et 1901, la province autrichienne réalise des fondations à Odense et Copenhague (paroisse Sainte-Anne), puis à Næstved en 1922, pour desservir la petite minorité catholique du Danemark.
En 1918, le théologien et philosophe Augustin Rösler (en) implante une maison de l'ordre à Breslau, puis en 1920, le sanctuaire allemand de Bickesheim (aujourd'hui dans la commune de Durmersheim) est confié à l'ordre. Des maisons sont ouvertes à Munich en 1926 et à Berlin en 1929.

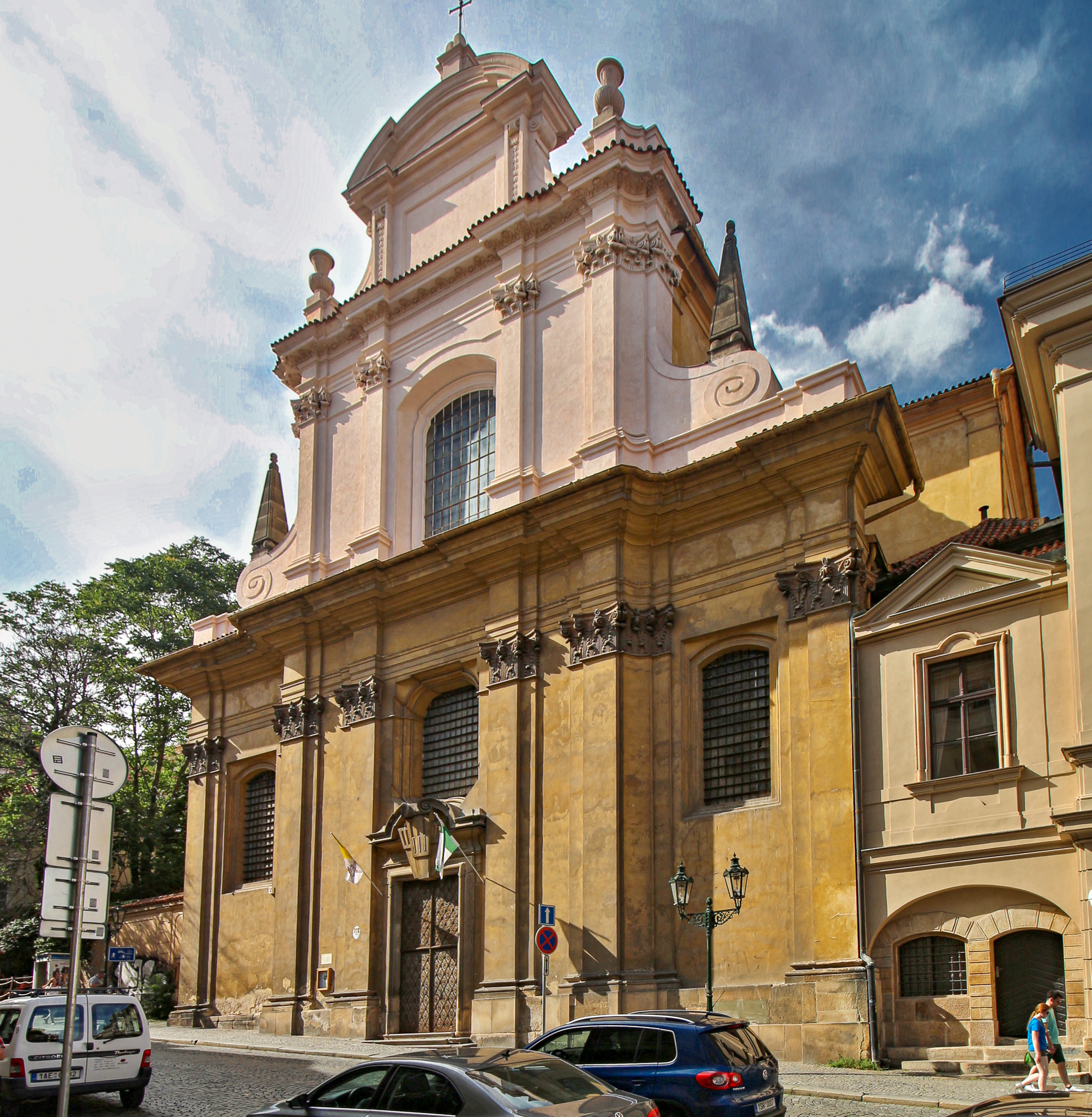
Notre-Dame-du-Perpétuel-Secours-et-Saint-Gaétan, Prague.

Afin de permettre le travail pastoral auprès des populations germanophones des Sudètes dans un contexte politique où cette région est tiraillée entre Allemagne et Tchécoslovaquie, les maisons s'y trouvant sont réunies dans une vice-province de Karlsbad et Zwittau en 1921. Le vice-provincial, Augustin Reimann, est emprisonné par le régime Nazi pendant la guerre, et en 1946 tous les religieux de la vice-province sont expulsés de Tchécoslovaquie en raison des décrets Beneš.
Sous le Troisième Reich, la plupart des maisons rédemptoristes d'Allemagne sont fermées et le travail pastoral devient difficile, voire impossible. Nombre de religieux s'engagent dans une forme de résistance, à l'instar de Hermann Joseph Vell, condamné à mort en 1944 pour avoir distribué des tracts du mouvement la Rose blanche. Après la Seconde Guerre mondiale, l'ordre connut à nouveau un grand essor en Allemagne, également dû au fait que de nombreux Rédemptoristes déplacés des territoires perdus par l'Allemagne à l'Est rejoignent l'Allemagne de l'Ouest.
La province de Prague subit des persécutions et la fermeture de ses maisons pendant la période communiste en Tchécoslovaquie. Cette persécution est la raison du martyre de Méthode-Dominique Trčka à la suite de l'Action K de liquidation des ordres religieux en Tchécoslovaquie.
Outre les missions paroissiales, les Rédemptoristes allemand sont engagés dans l'éducation, administrant des lycées à Bonn et Heiligenstadt, un institut de formation d'enseignants, et deux universités, à Gars am Inn (de 1907 à 1973) et à Hennef-Geistingen (de 1903 à 1996).

##### En France, en Belgique et aux Pays-Bas

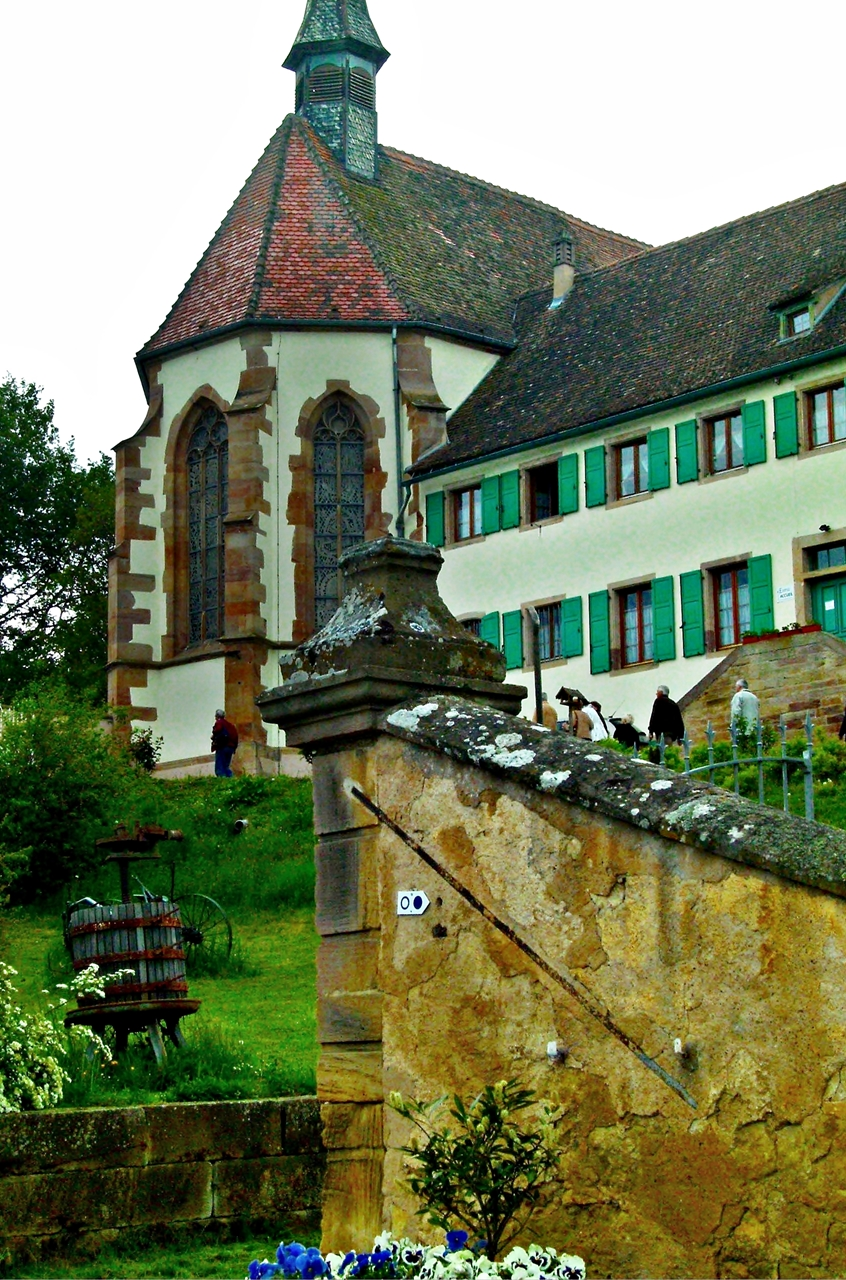
Le Bischenberg.

Depuis Varsovie, Clément Marie Hofbauer vise une fondation en France depuis l'admission de candidats français, émigrés chassés par la Révolution française, ou fuyant les conscriptions impériales: Joseph Passerat, Nicolas Lenoir, Pierre-François Mercier et Jacques Vannelet. La politique de Napoléon Ier est pourtant très hostile envers le clergé régulier, même non-cloîtré. La Restauration est donc pour la congrégation une bonne surprise, d'autant qu'Hofbauer avait rencontré le roi Louis XVIII lorsque celui-ci résidait à Varsovie entre 1801 et 1803. La duchesse d'Angoulême se fait médiatrice de leur cause auprès de son oncle, et, après quelques autres tentatives sans résultats en Alsace, la communauté se fixe finalement au couvent du Bischenberg en 1820, quelques mois après la mort d'Hofbauer. Passerat lui succède comme vicaire général pour les pays transalpins.
À l'initiative du baron René de Cazier, propriétaire des charbonnages du Bois de Cazier, Friedrich von Held est envoyé par Passerat en Belgique, établissant les maisons de Tournai en 1831, Saint-Trond in 1833, Liège en 1833, et Bruxelles in 1849, ainsi que la maison de Wittem aux Pays-Bas. En France, l'ordre fonde des maisons à Landser en 1842, Saint-Nicolas-du-Port en 1845, Teterchen et Contamine en 1847. À partir de Teterchen, une fondation est faite à Luxembourg en 1851.

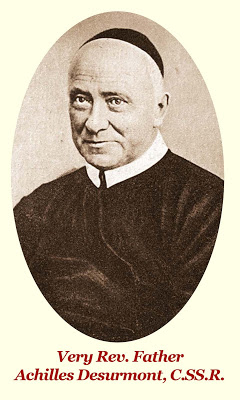
Achille Desurmont.

En 1855, une province anglo-hollandaise est créée, avec la maison d'Amsterdam, fondée en 1851, pour siège. Après la réorganisation en provinces, Achille Desurmont succède au père Passerat à la tête de la province franco-suisse en 1865, jusqu'en 1887. C'est sous son supériorat que l'ordre s'établit en Espagne.

En France, des maisons sont ouvertes à Châteauroux et Dunkerque en 1854, Lille en 1867 Argentan en 1867 Mulhouse en 1868 et en 1873, les religieux doivent quitter le couvent du Bischenberg en raison de l'annexion de l'Alsace par l'Allemagne. En effet, une loi du 4 juillet 1872 ayant expulsé d'Allemagne les Jésuites, un décret rendu le 20 mai 1873 déclare les Rédemptoristes apparentés aux Jésuites. Ce décret est annulé en 1894, et la maison rouvre en 1895. L'ordre établit ensuite des maisons à Valence en 1873, Paris en 1874, et Montauban en 1893. En 1897, une mission de 4 semaines est menée dans 22 paroisses de Marseille par 75 religieux, et débouche sur la fondation d'une maison dans cette ville en 1899. Une maison ouvre à Saint-Étienne en 1900. Les Rédemptoristes de Paris édifient sur les plans du frère Gérard Grunblatt l'église Notre-Dame-du-Perpétuel-Secours en 1898.

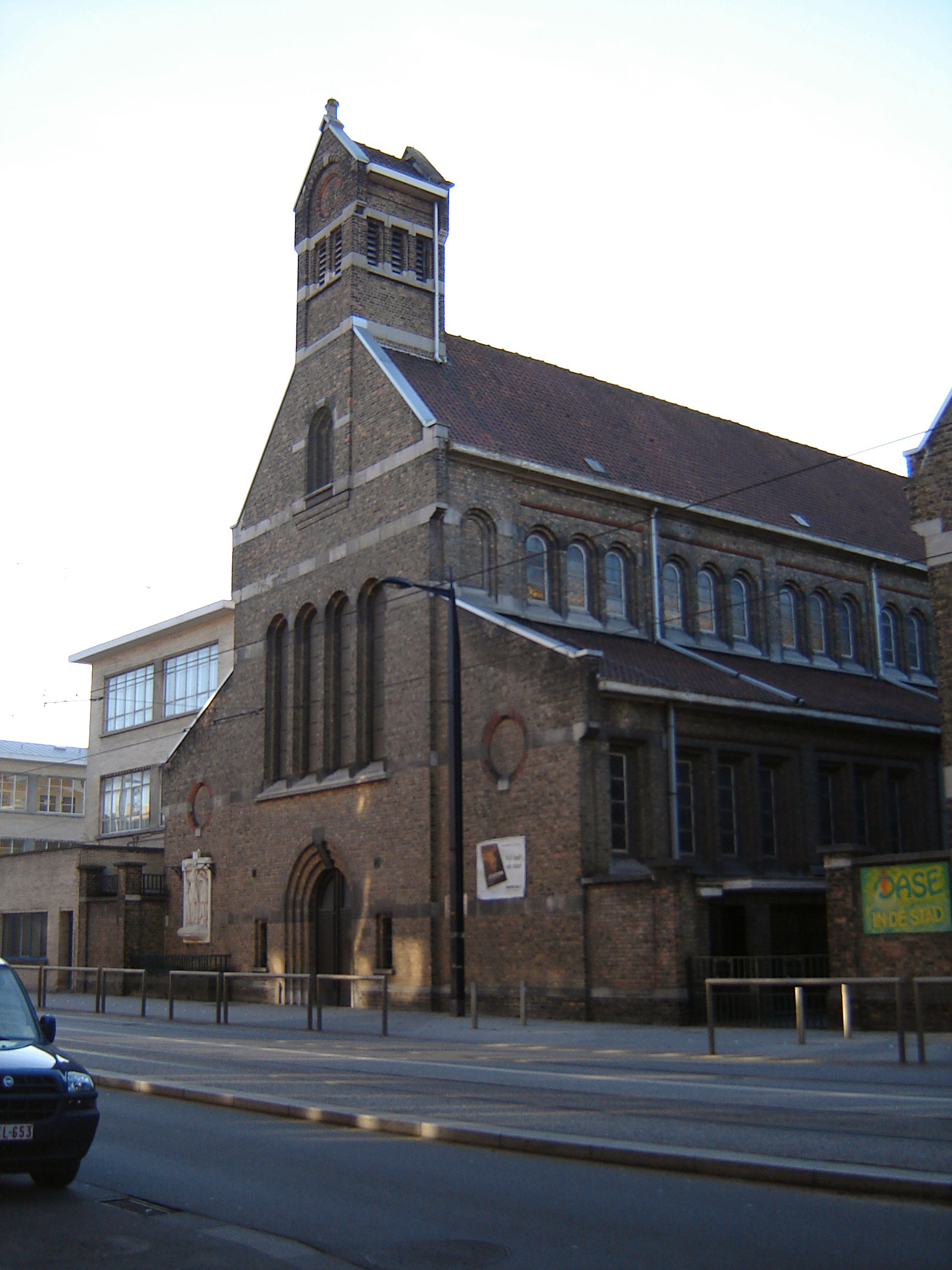
Église des Rédemptoristes de Gand.

En 1880, le député de Paris Léon Gambetta lance une politique antireligieuse, avec pour cible particulière les congrégations. Un discours qu'il prononce à Romans-sur-Isère la même année témoigne des raisons qui l'animent: « J’ai le droit de dénoncer le péril que fait courir à la société française, telle qu’elle est constituée et telle qu’elle veut l’être, l’accroissement de l’esprit non seulement clérical, mais vaticanesque, monastique, congréganiste et syllabique, qui ne craint pas de livrer l’esprit humain aux superstitions les plus grossières, en les masquant sous des combinaisons les plus subtiles et les plus profondes, les combinaisons de l’esprit d’ignorance, cherchant à s’élever sur la servitude générale… j’ai le droit de dire, en montrant ces maîtres en l’art de faire des dupes et qui parlent du péril social, le péril social, le voilà ! ».
Cette nouvelle politique se traduit par la parution au Journal Officiel des décrets du 29 mars 1880 ordonnant la dissolution de tout établissement tenus par les Jésuites, et la soumission à autorisation de l'existence de toute congrégation religieuse sur le territoire français, par une loi pour les congrégations masculines, par une loi ou un décret pour les congrégations féminines. 8 000 religieux et 100 000 religieuse sont concernés par ces dispositions. La plupart des ordres décident de ne pas demander l'autorisation, car leur siège étant situé hors de France, ils se savent interdits d'avance. La riposte est d'abord légale: Edmond Rousse, bâtonnier de l’ordre des avocats, démontre par un mémoire l'illégalité de ces décrets: « 1° aucune loi alors en vigueur ne prohibait la vie en commun des personnes appartenant à des associations religieuses non reconnues; 2° dans le cas où le Gouvernement aurait voulu dissoudre ces associations, il n’aurait pas eu le droit de le faire par voie administrative, mais les tribunaux ordinaires auraient dû d’abord en connaître; 3° la dissolution par voie administrative serait, dans l’application, une mesure impraticable et sans résultat possible ».

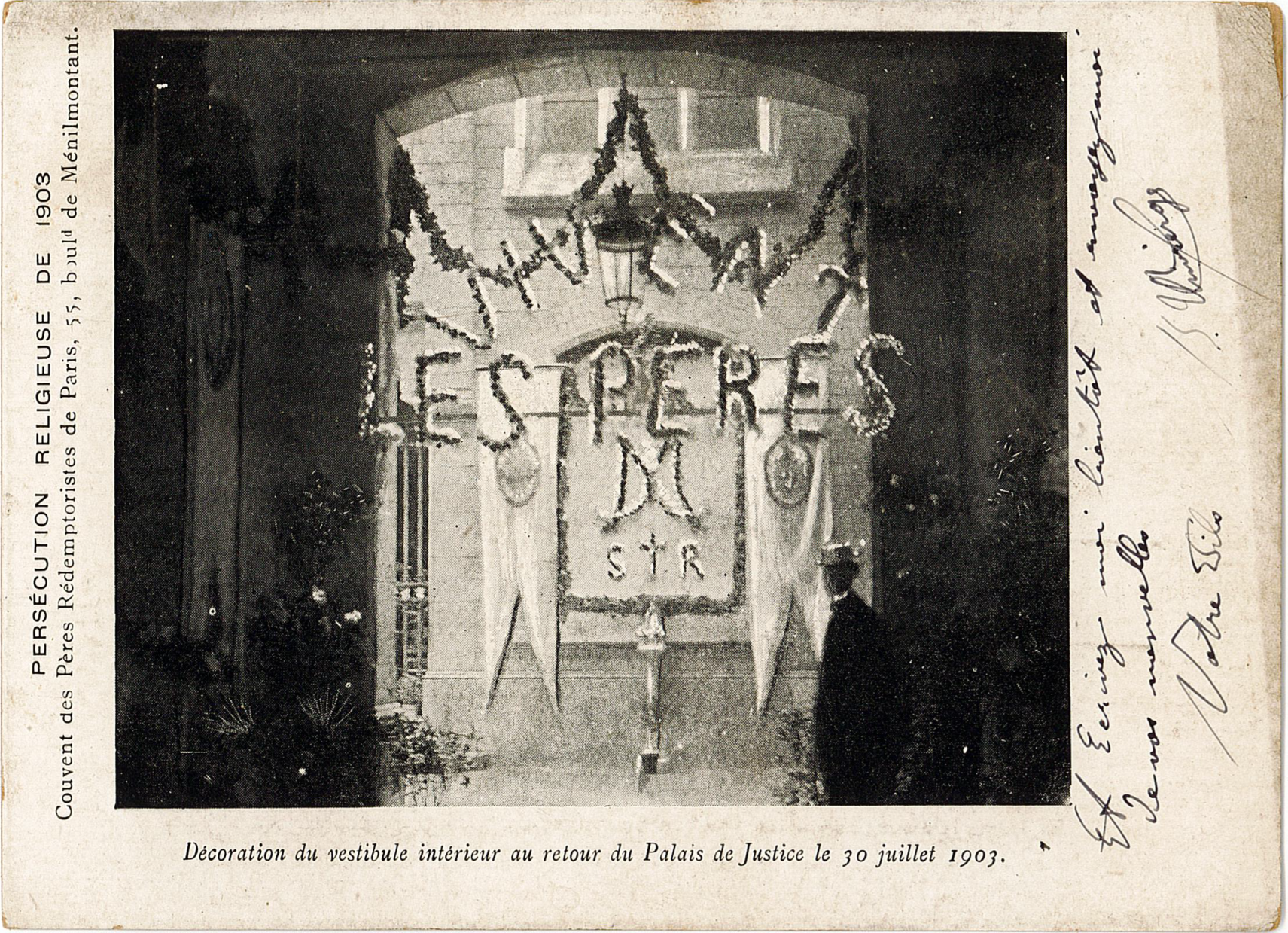
Vivent les Pères ! Soutien des fidèles envers les Rédemptoristes de Paris lors des expulsions de 1903.

Le provincial de France, Achille Desurmont, prend par avance des mesures conservatoires: Si les missionnaires peuvent être dispersés par petits groupes dans des presbytères et les résidences privées de bienfaiteurs, les étudiants en formation doivent trouver un point de chute à l'étranger. Des maisons sont donc acquises en Hollande, à Geleen, Borgvliet, Oosterhout, et Dongen. Les expulsions commencent en novembre 1880, avec le concours de la force publique, en présence de foules de fidèles désapprobateurs. Des scellés sont posés sur les portes afin de rendre délictueux tout retour de la communauté dans ses propriétés. Certaines expulsions sont spectaculaires, comme celle de la maison de Gannat le 4 novembre où quatre brigades de gendarmes, le sous-préfet, deux employés, un commissaire de police, un serrurier, des maçons et des manœuvres procèdent à l'expulsion de quelques religieux. Les communautés d'Avon et de Boulogne-sur-Mer sont expulsées de nuit, heure illégale pour une telle procédure. À Paris, l'office religieux est interrompu sans ménagement, enfreignant la liberté pourtant reconnue au culte. Seule la maison de Contamines-sur-Arve, où se situe le juvénat, est épargnée, en raison des dispositions du traité de Turin ayant annexé la Savoie à la France en 1860, mais la communauté acquiert tout de même par prudence une maison à Uvrier, dans le Valais.
Après ces désordres, les religieux regagnent discrètement et progressivement leurs maisons, car il est devenu évident au gouvernement que le maintien de ces mesures d'expulsion ne peut se faire sans grand dommages aux libertés de citoyens français et à l'ordre public. L'ordre Rédemptoriste peut même ouvrir de nouvelles maisons à Montauban et Saint-Étienne. La province de France est divisée en trois en 1900, et l'Espagne devient alors une province indépendante.

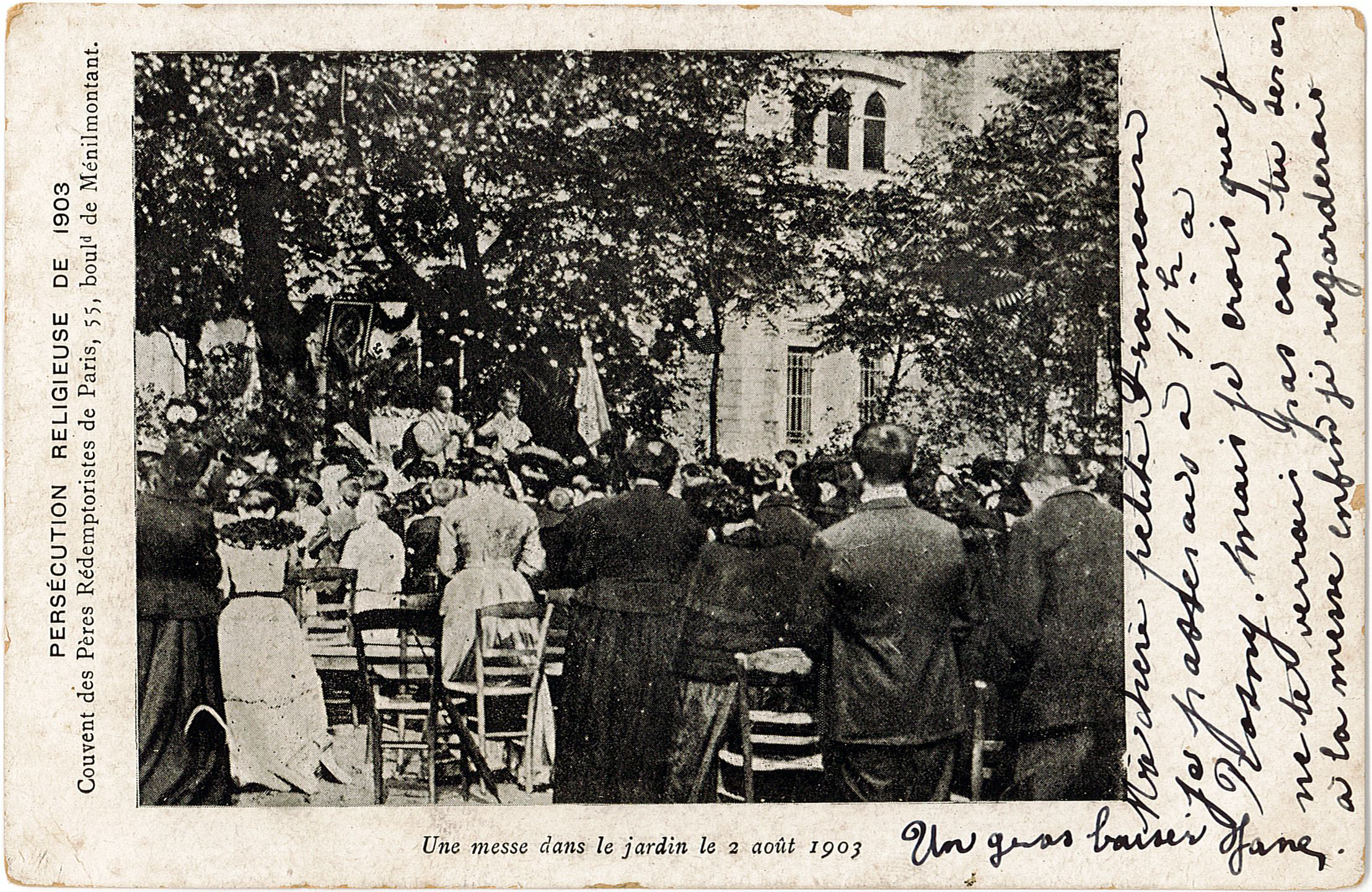
1903: L' église Notre-Dame-du-Perpétuel-Secours ayant été mise sous scellés, le culte se tient dans le jardin des Rédemptoristes de Paris.

Malgré le ralliement des catholiques à la République sous le pontificat du pape Léon XIII, les persécutions reprennent lorsque la Loi sur les associations du 1er juillet 1901 est votée, conduisant à l'expulsion des congrégations. Alors que les citoyens reçoivent toute liberté de s'associer, pour les congrégations religieuses, la loi pose de nombreux obstacles. Leur existence civile dépend du vote d’une loi au Parlement. L’ouverture de chaque établissement nouveau est soumise à un décret du Conseil d’État. Toute congrégation non autorisée ou toute succursale non autorisée d’une congrégation autorisée est illicite, le fait d’y appartenir constitue un délit passible d’une amende ou d’une peine de prison. Seules 5 congrégations masculines sont reconnues, dont ne font pas partie les Rédemptoristes, le Parlement refusant toute autre autorisation sous l'influence d'Émile Combes. Afin de ne pas tomber sous le coup de la loi, les religieux entreprennent des sécularisations fictives, au for externe seulement. Les expulsions reprennent, et entre le 3 avril 1903 et le 12 août, toutes les communautés rédemptoristes de France sont expulsées de leurs couvents. Comme en 1880, les missionnaires s'établissent en petits groupes clandestins dans des presbytères et des maisons privées, et les étudiants ainsi que les autres membres de la congrégation prennent le chemin de l'exil, à Attert et Beauplateau en Belgique, Albissola et Varallo en Italie. Certains enfin rejoignent d'autres lieux de mission soutenus par la province, comme le Chili et le Pérou.
La première Guerre Mondiale mobilise un grand nombre de religieux qui, à l'issue du conflit, ne sont pas prêts à se laisser de nouveau expulser. Ainsi naît la Ligue des droits du religieux ancien combattant, fondée par le père jésuite Paul Doncœur et le bénédictin François-Josaphat Moreau. Sous pression, le gouvernement renonce à ses projets contre les congrégations religieuses, qui pour autant n'acquièrent pas de statut légal. Le 24 février 1911, étant donnée la situation politique particulière de l'Alsace et de la Moselle, la province de Strasbourg est érigée afin de regrouper les maisons de ces régions. En 1961, la province de Belgique est divisée selon les lignes linguistiques entre flamands et wallons.

##### En Angleterre et en Irlande

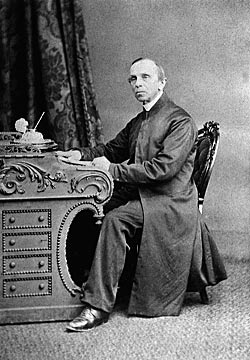
Vladimir Petchérine.

En 1843, les Rédemptoristes de Belgique commencent à prêcher des missions en Angleterre. Robert Coffin (en), un converti ayant fait partie du Mouvement d'Oxford, où il avait côtoyé John Henry Newman, Henry Edward Manning et Faber, est le premier anglais à faire profession dans l'ordre, en 1852. Il ouvre une maison à Clapham en 1855, devient provincial de la nouvelle province anglaise en 1865 et implante plusieurs maisons en Angleterre et en Écosse, celle de Perth étant le premier couvent écossais depuis la Réforme. Coffin devient évêque de Southwark en 1882, et son successeur comme provincial, Hugh McDonald, évêque d'Aberdeen en 1898. Les Rédemptoristes anglais sont particulièrement impliqués dans l'aide aux convertis venus de confessions protestantes, parmi lesquels certains rejoignent l'ordre, comme Thomas Bridgett (en), ou l'historien Harold Castle. La bienveillance du cardinal Herbert Vaughan, archevêque de Westminster, permet l'ouverture de plusieurs maisons en périphérie de Londres. En 1913, la province anglaise a des maisons à Clapham, Bishop-Eton, Monkwearmouth, Bishop's Stortford, Kingswood, Edmonton, et Perth.

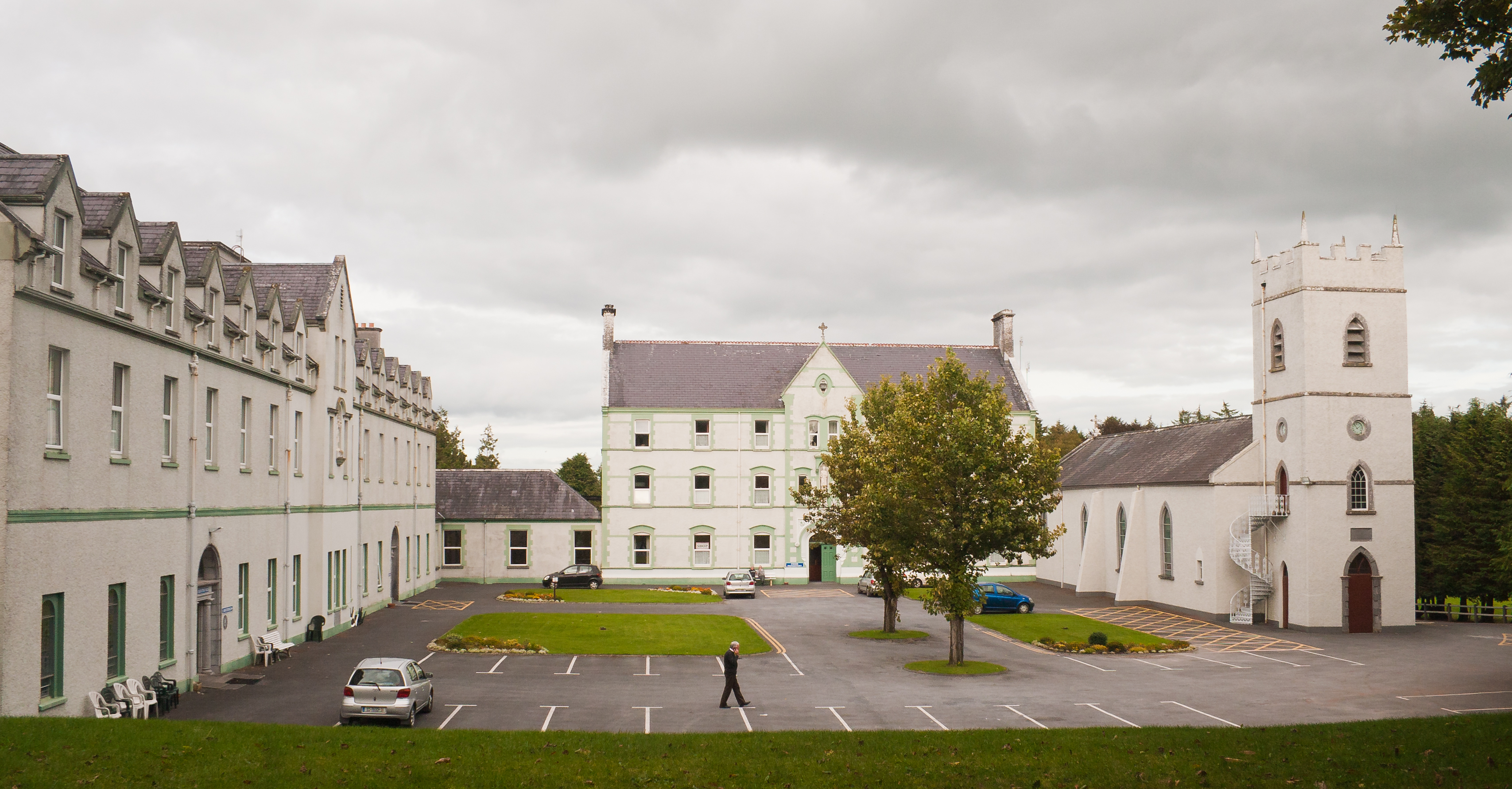
Le monastère d'Esker.

En 1898, les maisons d'Irlande sont constituées en province, Andrew Boylan devenant le provincial. Des maisons sont ouvertes entre 1898 et 1913 à Limerick, Dundalk, Belfast, et Esker. La personnalité originale de Vladimir Pétchérine, philosophe russe devenu catholique en 1840, marque la province d'Irlande où il travaille comme prêtre missionnaire rédemptoriste de 1843 à 1861. Au début du siècle suivant, le rédemptoriste John Creagh s'illustre de manière malheureuse par son rôle dans le pogrom et boycott de Limerick. Au XXe siècle, les Rédemptoristes d'Irlande s'engagent dans le processus de paix en Irlande du Nord, notamment à travers la figure d'Alec Reid.

#### L'organisation en provinces
Au milieu du XIXe siècle, l'essor de la congrégation en Europe, et les perspectives de fondation outremer nécessitent une réforme du gouvernement. Bien que la partie transalpine de l'ordre soit théoriquement soumise au recteur majeur, dans les faits, le vicaire résidant à Vienne en dirige les affaires. Joseph Passerat se rend à Rome en 1839 à l'occasion de la canonisation d'Alphonse de Liguori, et les négociations entamées débouchent sur l'érection par le pape Grégoire XVI des 6 provinces de Rome, Naples, Sicile, Suisse (incluant alors les maisons en France), Autriche et Belgique. Passerat démissionne en 1848 pour raisons d'âge, et Rudolf von Smetana (de) est nommé comme successeur par le Pape Pie IX. Celui-ci, voulant déplacer le siège du recteur majeur de Naples à Rome, doit affronter l'hostilité des autorités du royaume des Deux-Siciles à une telle manœuvre. Le pape persistant, cela entraîne encore une fois une séparation des Rédemptoristes de Naples du reste de la congrégation, jusqu'à la disparition du royaume en 1869.
Au chapitre général de 1855, le suisse Nicolas Mauron est élu supérieur général. L'activité déployée par celui-ci conduit la congrégation à douze provinces en 1890. Le Concile Vatican I est un catalyseur de la croissance de l'ordre, sa maison-mère à Rome étant le lieu de rencontre des partisans de la définition du dogme de l'infaillibilité pontificale, comme le cardinal Manning. C'est là-même qu'une assemblée d'évêque examine le 23 décembre 1869 les différentes propositions de document définissant l'infaillibilité, et élabore un schéma définitif, qui est signé par plus de 400 évêques le 28 janvier 1870 et transmis à la commission conciliaire.

#### En Espagne et au Portugal

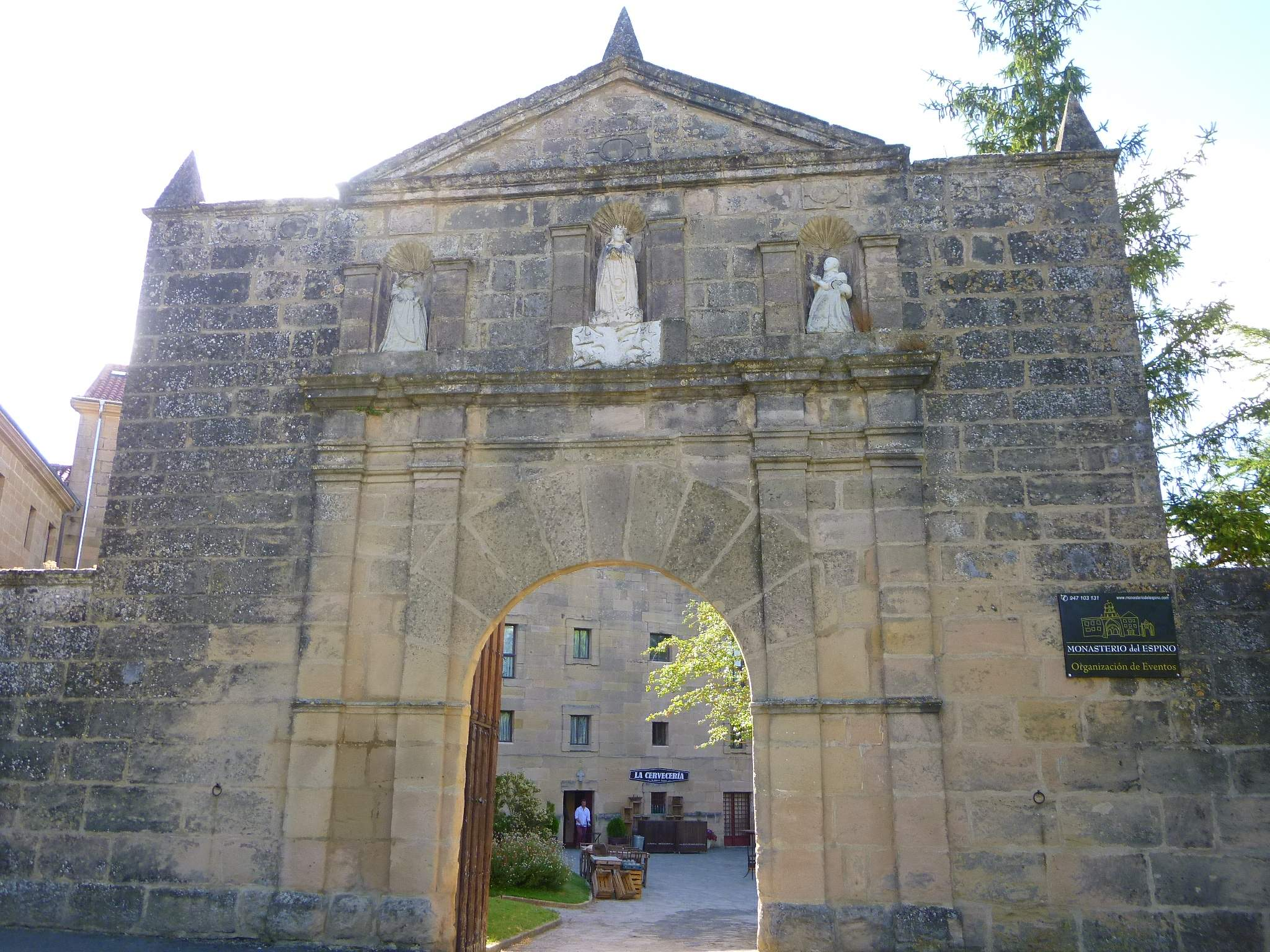
Santa Maria del Espino.

Le premier rédemptoriste espagnol est Isidoro Antonanzas, qui fait profession dans la congrégation en 1843 et meurt en 1845 du choléra après avoir soigné des malades à Finale, en Italie. La première fondation rédemptoriste en Espagne est faite à Huete en 1864, par des religieux en provenance d'Italie, notamment Vittorio Lojodice, seul survivant d'un projet malheureux de fondation en Colombie. En 1867, une seconde fondation est effectuée à Alhama. En 1868, le gouvernement révolutionnaire supprime les deux maisons et expulse les religieux. L'ordre s'installe en 1879 à Madrid, et y édifie en 1892 l'église Notre-Dame-du-Perpétuel-Secours, sur les plans du frère architecte Gérard Knockaert. Les fondations s'enchaînent alors: Nava del Rey en 1879, Santa Maria del Espino, qui devient le noviciat de la province de Madrid, en 1878, Astorga en 1883, Grenade en 1879, et Pampelune en 1891, Barcelone en 1926. La province d'Espagne est érigée le 2 février 1900.

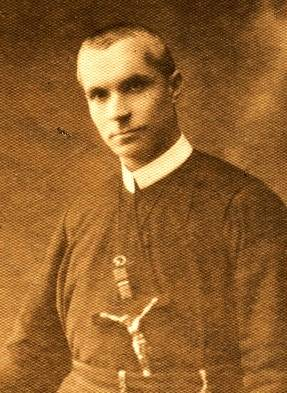
Vicente Toribio, martyr.

La Guerre civile espagnole occasionne le martyre de membres de l'ordre, assassinés à Madrid entre le 20 juillet et le 7 novembre 1936: Vicente Toribio (es), Crescencio Severo Ortiz Bianco, Ángel Martínez Miquélez, Bernardo Sáiz Gutiérrez, Nicesio Pérez del Palomar Quincoces, Gregorio Zugasti Fernández de Esquide, Aniceto Lizasoain Lizaso, José María Urruchi Ortiz, José Joaquín, Erviti Insausti, Antonio Girón González, Donato Jiménez Viviano, et Rafael Perea Pinedo.
L'ordre Rédemptoriste apparaît au Portugal en 1825, lorsque des religieux autrichiens prennent en charge la paroisse germanophone de Lisbonne, et développent également un apostolat auprès des portugais, attirant des vocations. Le gouvernement révolutionnaire les expulse cependant en 1883. Une deuxième tentative de fondation à Lourosa (Vila Nova de Gaia) et Canidelo (Vila do Conde) en 1903 aboutit à une nouvelle expulsion en 1910 en raison de la proclamation de la République. Ce n'est qu'en 1931 que l'ordre s'établit définitivement, à Braga, et à Guimaraes en 1944. La province de Lisbonne est érigée en 1962.

#### Nouvelle fondation en Pologne

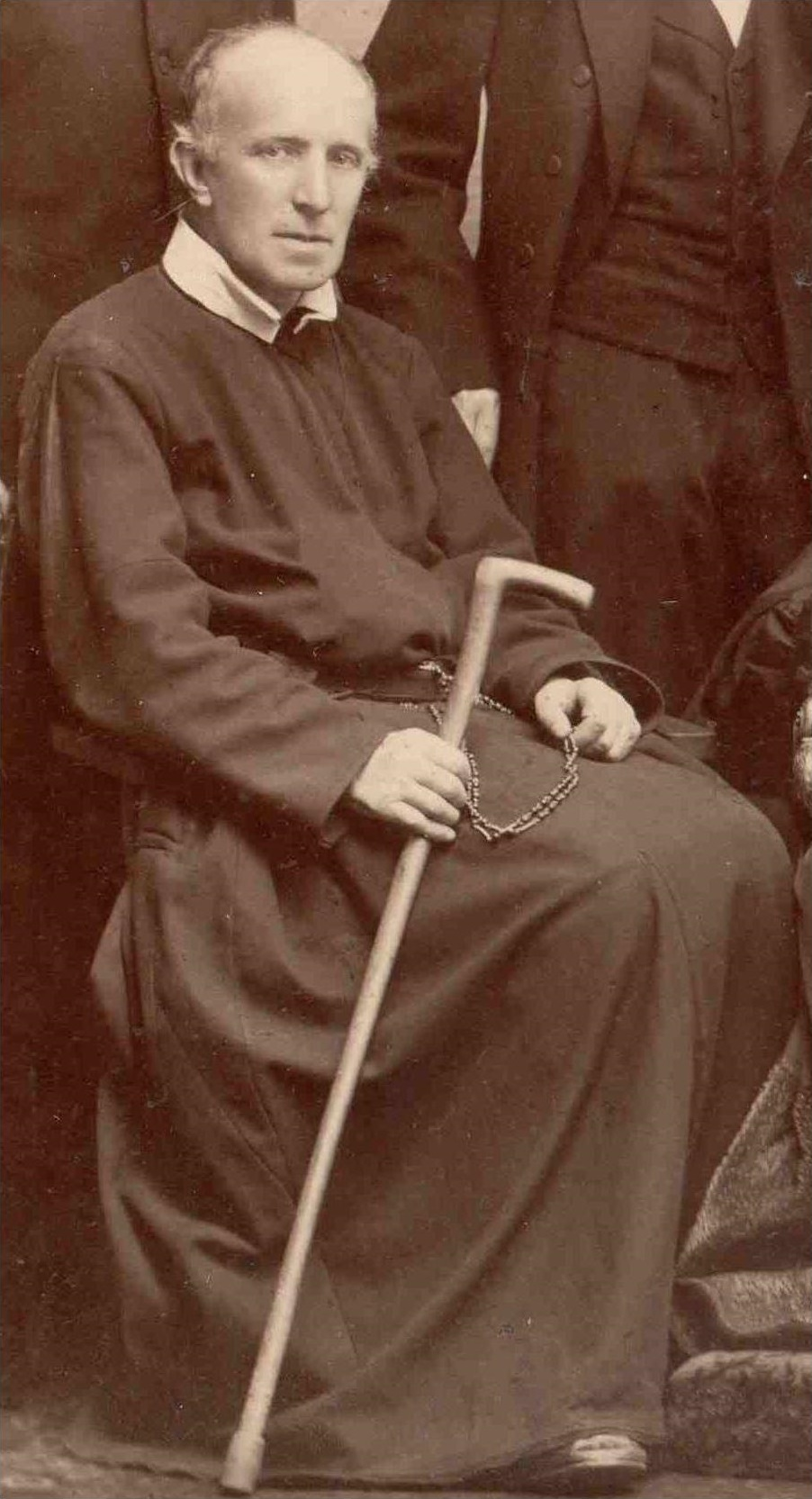
Bernard Lubienski.

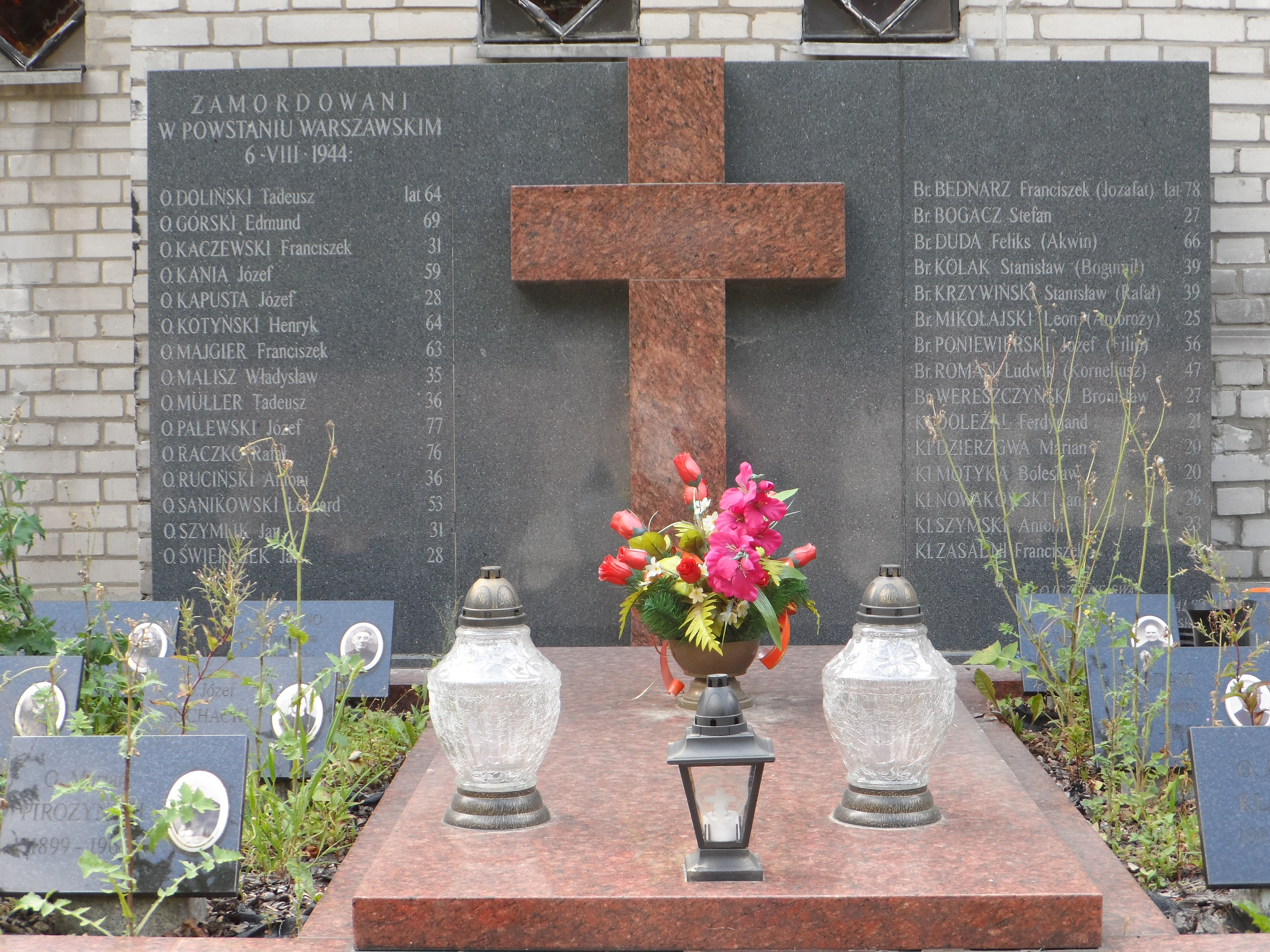
Tombe des Rédemptoristes victimes du massacre de Wola.

Après la dispersion de la communauté de Saint-Bennon de Varsovie, Jan Podgorski tente de rassembler les membres de l'ordre à Piotrkowice en 1824, mais cette maison est interdite et dispersée en 1834. La réintroduction de l'ordre en Pologne est due à Bernard Lubienski, polonais élevé en Angleterre, où il prononce ses vœux dans l'ordre Rédemptoriste en 1866. Après quelques années en Angleterre, il est transféré dans la province d'Autriche, et, avec l'aide de son frère le comte Roger Lubienski, ouvre une maison à Mosciska, en Galicie en 1883. Sous l'impulsion du cardinal Puzyna, archevêque de Varsovie, une maison est ouverte dans le quartier de Wola de cette ville, en 1903. La province de Pologne est érigée en 1909.
Lors du massacre de Wola, perpétré par les troupes allemandes lors du soulèvement de Varsovie, 30 membres de l'ordre, résidant au couvent de Wola, sont assassinés.
Après la chute de l'URSS, la province polonaise fonde entre 1992 et 1993 des maisons en Biélorussie (Hrodna), en Russie (Prokopievsk, Novokouznetsk, Orenbourg, Kemerovo, Kaliningrad), et au Kazakhstan (Petropavl),.

#### Les Rédemptoristes de rite oriental

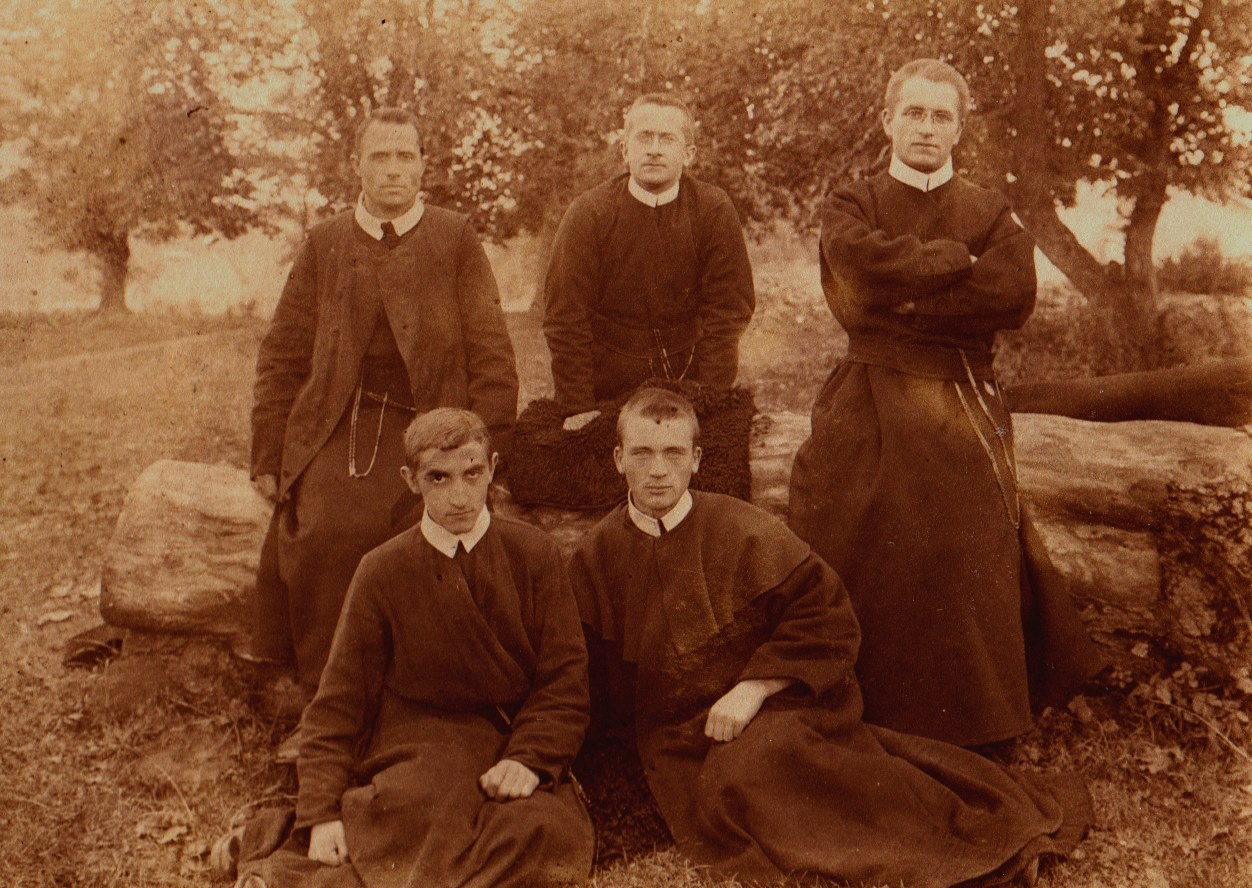
Rédemptoristes ukrainiens à Zboïska, en 1919.

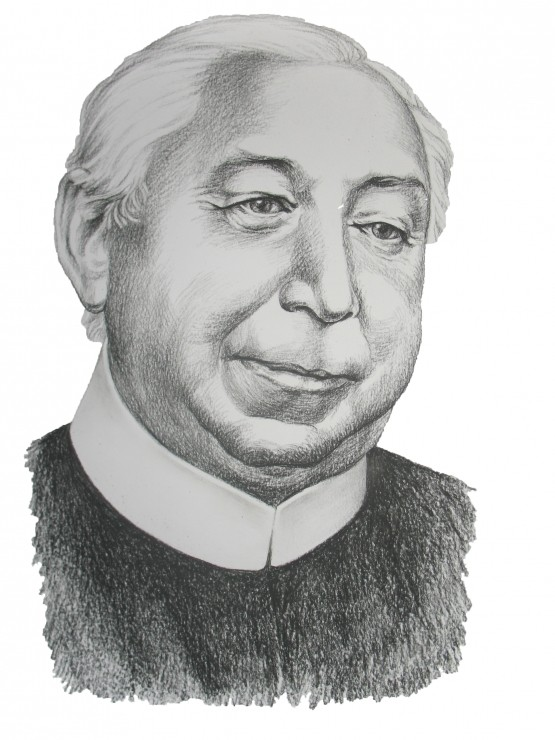
Joseph Schrijvers.

La naissance de la branche orientale de l'institut est entièrement redevable à Achille Delaere, prêtre belge envoyé en 1899 auprès des immigrants ukrainiens au Canada. En 1907, il obtient l'autorisation de célébrer les sacrements dans le rite byzantin, et en 1913 persuade ses supérieurs belges de la nécessité d'établir une communauté rédemptoriste de rite byzantin ukrainien à Yorkton. Son travail pastoral, réalisé dans un contexte de pénurie de clergé byzantin, conduit à l'examen de la condition religieuse des immigrants ukrainiens au concile plénier de l'épiscopat canadien tenu à Québec en 1909. Ce concile demande au pape la nomination d'un évêque de rite byzantin au Canada, effective en 1912 en la personne de Nicétas Budka. Delaere devient en 1921 le premier supérieur de la vice-province de Yorkton avant de mourir en 1938.

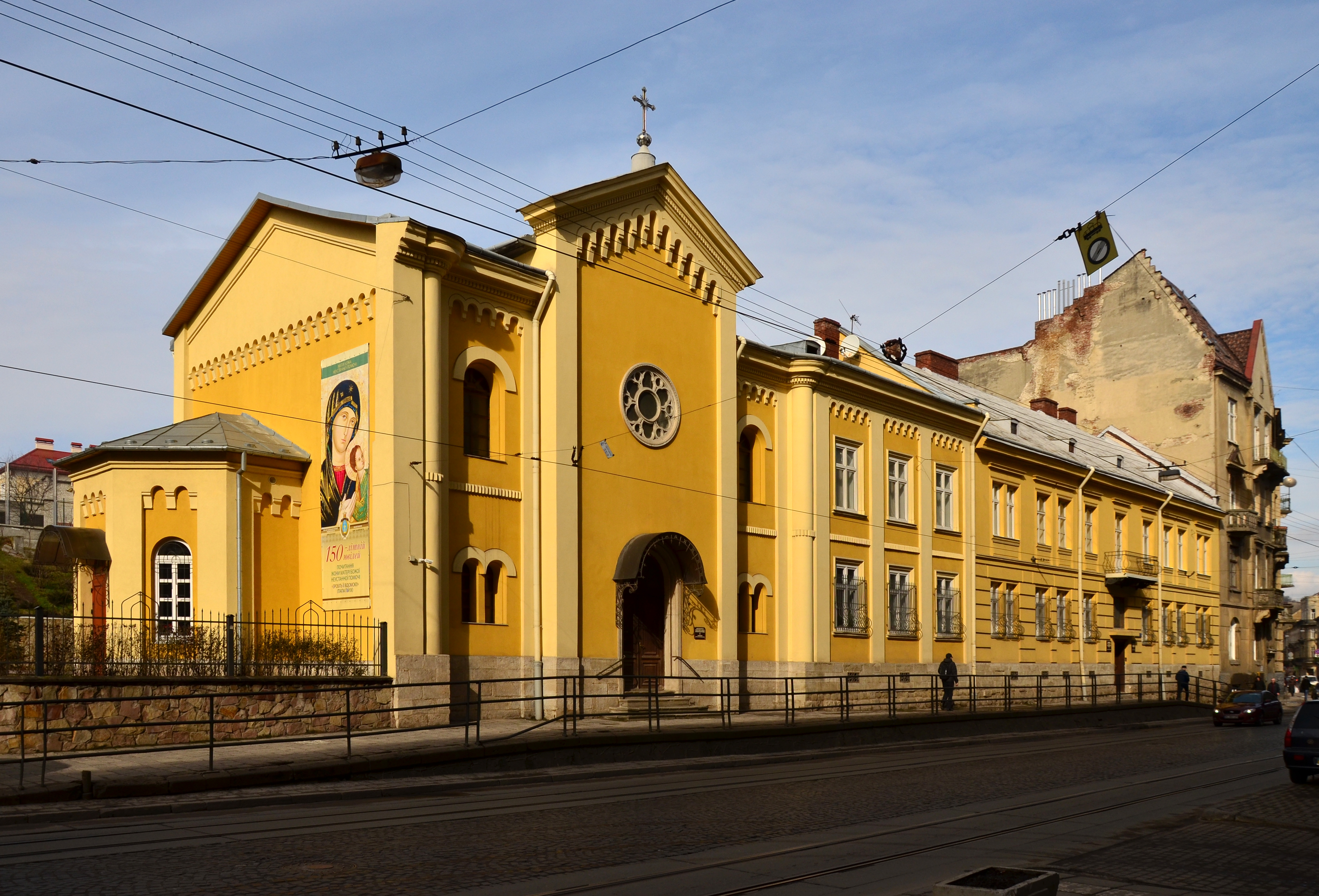
Maison de Lviv.

Ces entreprises apostoliques auprès des ukrainiens du Canada convainquent la province de Belgique de se consacrer à la mission dans les terres d'origines de ces immigrants. Les premiers Rédemptoristes arrivent ainsi en Galicie en 1913, à la demande du métropolite André Cheptytsky et sous la direction de Joseph Schrijvers. L'ordre se répand parmi les populations catholiques de rite byzantin, et en 1939 la vice-province de Galicie compte huit maisons (Zboïska, Golosk, Stanislaviv, Kovel, Lviv, Ternopil) et celle de Transcarpathie deux (Mykhalivitsi et Khoust), incluant un studentat de trente séminaristes. L'annexion de la région à l'URSS cause l'expulsion des religieux belges, et l'intégration forcée de l'Église grecque-catholique ukrainienne à l'Église orthodoxe russe. L'un des religieux ukrainiens victimes de la persécution est Nikola Carneckyj, qui fait profession dans l'ordre en 1920 à Zboïska, avant d'être ordonné évêque et visiteur apostolique pour les fidèles de rite byzantin en Pologne en 1931. Arrêté en 1945, il est condamné à 25 ans de travaux forcés. Il meurt à Lviv peu après sa libération en 1959. Une autre victime est Vasyl Velychkovsky, qui meurt en exil en 1973. Ils font partie des martyrs d'Ukraine. Michel Hrynchyshyn, évêque des ukrainiens catholiques de France entre 1982 et 2012, est membre de l'ordre Rédemptoriste.

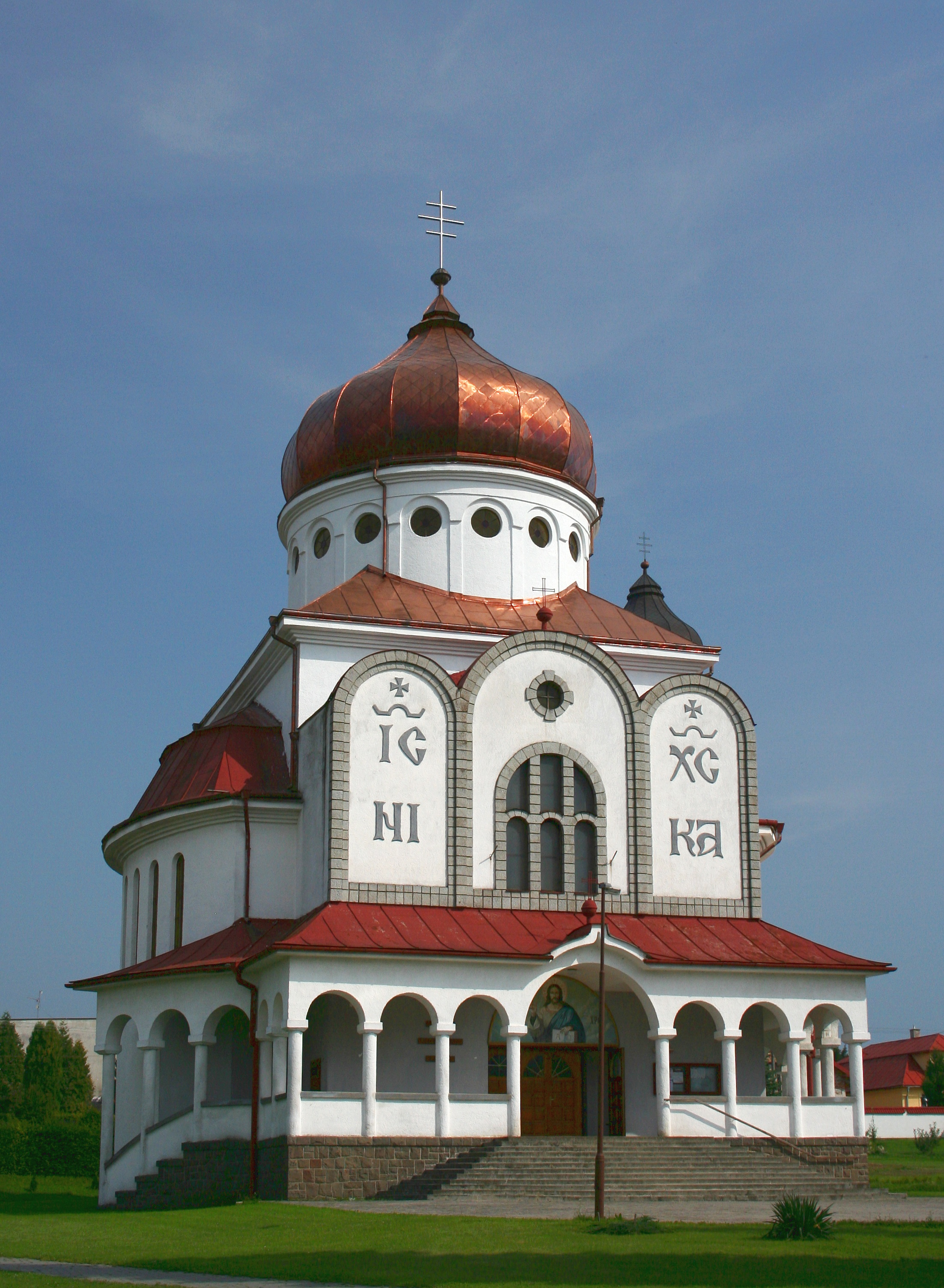
Église des Rédemptoristes orientaux de Stropkov.

L'ordre se met au service des catholiques de rite byzantin de Slovaquie en fondant une maison à Stropkov en 1921. La vice-province de Michalovce est érigée à leur intention en 1935, avec pour premier supérieur Méthode-Dominique Trčka, martyrisé en 1959. Les religieux peuvent se réorganiser à la suite du Printemps de Prague, pour ensuite retourner dans la clandestinité lors de la normalisation. La chute du Rideau de Fer permet aux provinces d'Europe de l'Est de se reconstituer à partir de 1991.
À la demande de la Sacrée Congrégation pour l'Église Orientale, la province de Belgique envoie deux religieux à Beyrouth, au Liban, en 1954, afin d'ouvrir une maison à Jdeïdé, ce qui est fait en 1956. À partir de celle-ci, une autre est ouverte à Bagdad, en Irak, en 1961. En fondant au Levant, les Rédemptoristes du Liban et d'Irak adoptent le rite syriaque oriental, et leurs maisons font partie de l'Église catholique chaldéenne. Cela permet l'accueil de vocations locales, ainsi l'évêque chaldéen d'Erbil, Bashar Warda, est membre de l'ordre Rédemptoriste.
En Inde, un nombre important de religieux rédemptoristes appartiennent à l'Église catholique syro-malabare, dont un archevêque majeur de cette Église, le cardinal Varkey Vithayathil. Une province particulière pour les religieux appartenant à cette Église est érigée en 2008.

### L'aventure missionnaire hors d'Europe

#### Les États-Unis

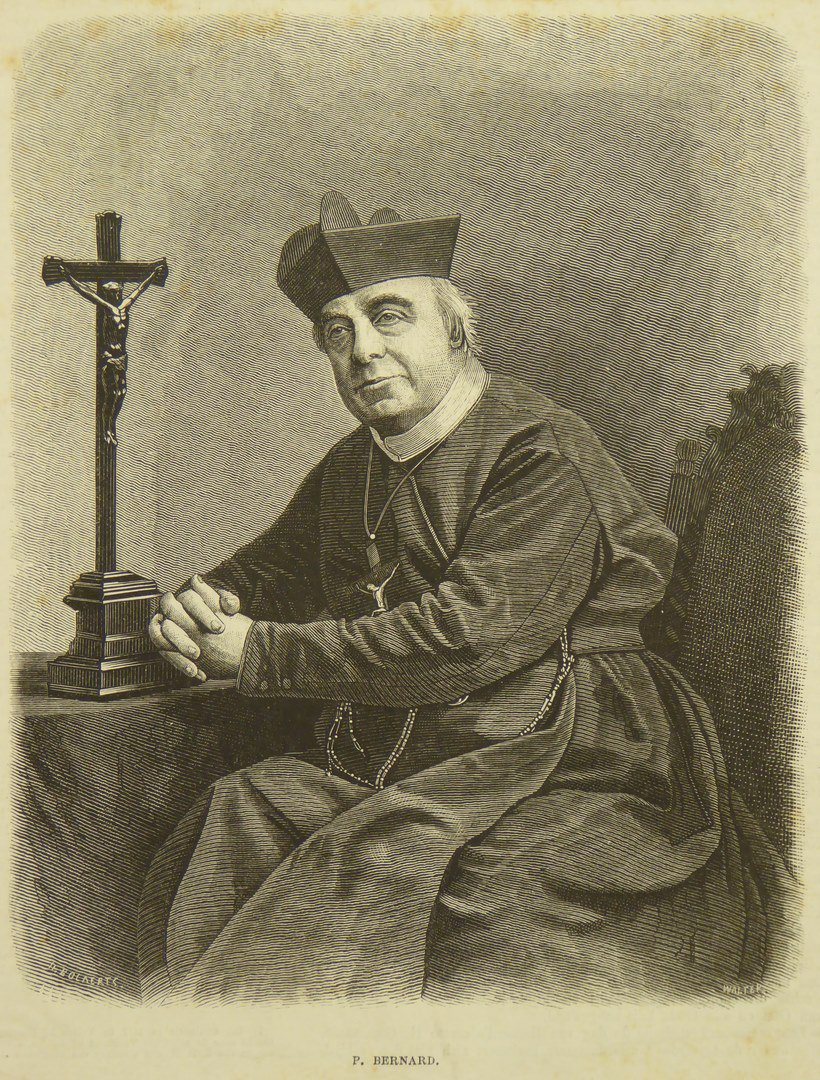
Bernard Hafkenscheid, premier provincial des États-Unis.

En 1828, Frederick Rese, alors vicaire général du diocèse de Cincinnati, se rend en Europe pour y chercher des missionnaires. Passant par Vienne, il obtient du père Passerat trois prêtres et trois frères, qui arrivent à New-York en 1832, puis deux autres prêtres en 1835. Des missions sont alors menées auprès des immigrants européens comme auprès Amérindiens, dans le nord du Michigan et de l'Ohio, à partir d'une maison située à Détroit. En 1839, les religieux prennent en charge une paroisse à Pittsburgh, et se distinguent par la bonne tenue de leurs écoles paroissiales. Des fondations sont faites à Baltimore en 1840, Rochester en 1841, New-York en 1842, Philadelphie en 1843, Buffalo en 1845, Détroit et La Nouvelle-Orléans in 1847, Cumberland en 1849, Chicago en 1861. C'est dans la paroisse Saint-Jacques de Baltimore que Jean Népomucène Neumann fait profession religieuse en 1842. L'arrivée des Rédemptoristes en Amérique y introduit leur propre style de mission, auquel ils forment d'autres missionnaires, comme Isaac Hecker, Francis Baker, et Augustine Hewitt, qui fondent par la suite la société missionnaire des Paulistes.

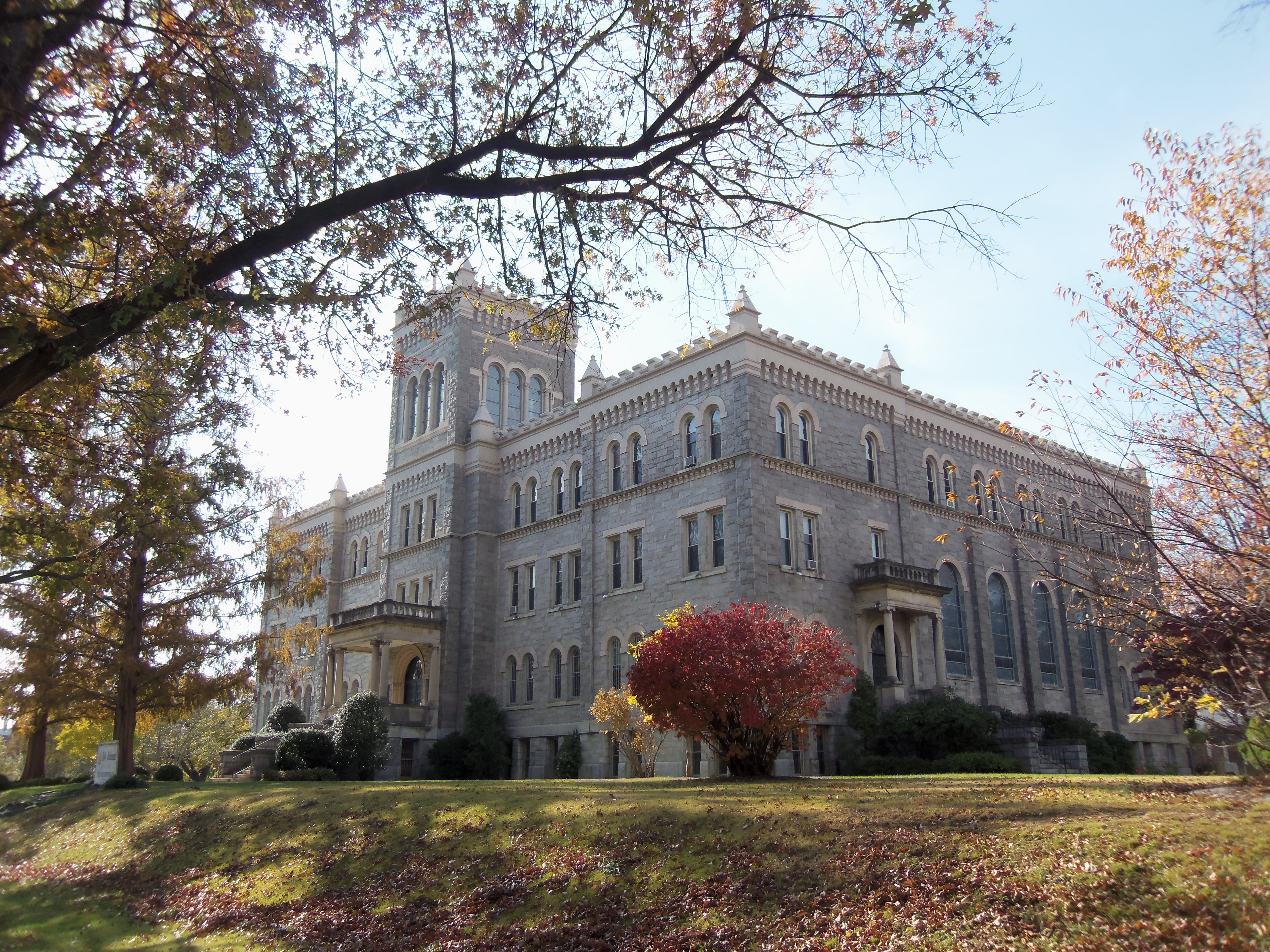
Couvent de Washington.

Jean Neumann devient supérieur des maisons d'Amérique du Nord en 1847, et une nouvelle province américaine est érigée en 1850, avec pour premier provincial le hollandais Bernard Hafkenscheid. La province reçoit en don le domaine à Annapolis de Charles Carroll pour en faire un noviciat, qui ouvre en 1853. Une particularité des Rédemptoristes aux États-Unis est de participer à l'animation de paroisses ethniques, à l'intention des immigrants germanophones et tchèques. En 1852, Jean Neumann est nommé évêque de Philadelphie, devenant le 18e évêque de l'ordre après Alphonse de Liguori, et le premier hors d'Italie. Il s'illustre sur ce siège dans le soin pastoral apporté aux immigrants de toute nationalité et est canonisé en 1977. François-Xavier Seelos est nommé supérieur de la maison de La Nouvelle-Orléans en 1866, et y meurt un an plus tard de la fièvre jaune. Il est béatifié en 2000.
En 1875, la province est divisée en deux, Baltimore d'une part, Saint-Louis de l'autre. Une troisième province, celle d'Oakland, est érigée en 1952.

#### Canada

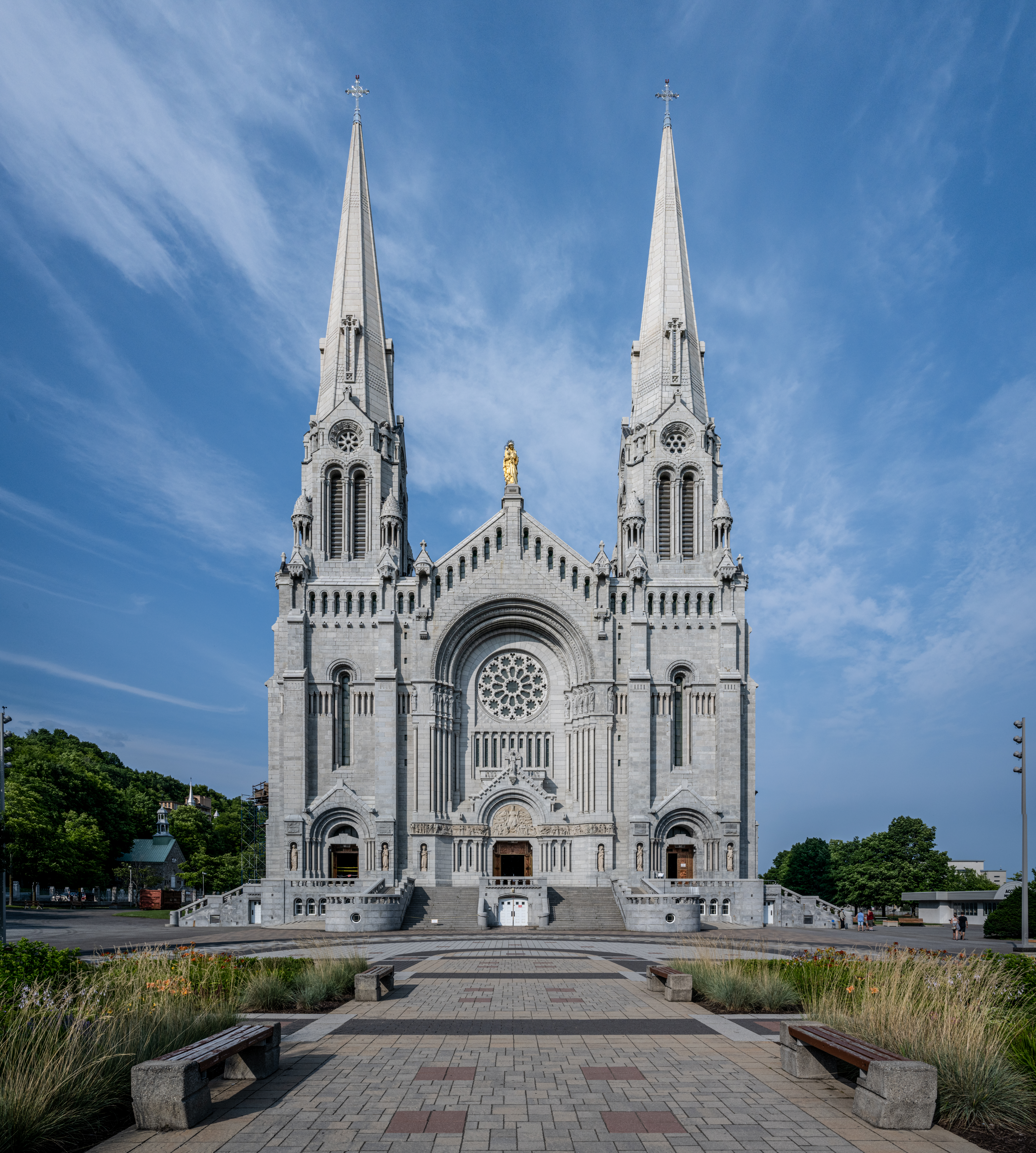
Sainte-Anne-de-Beaupré.

La première fondation canadienne de l'ordre Rédemptoriste est faite en 1874, lorsque des religieux de la province d'Amérique prennent en charge la paroisse Saint-Patrick de Québec, seule paroisse catholique anglophone de la ville. En 1878, des religieux de la province belge prennent en charge le sanctuaire Sainte-Anne-de-Beaupré. D'autres fondations suivent, Sainte-Anne de Montréal, paroisse destinée aux catholiques irlandais dans un quartier populaire, Saint-Patrick de Toronto, et Saint-Pierre à Saint-Jean (au Nouveau-Brunswick). Les provinces de Sainte-Anne-de-Beaupré (francophone), et de Toronto (anglophone) sont érigées en 1911 et 1918, puis celle d'Edmonton, et celle de Yorkton à l'intention des catholiques de rite byzantin, en 1961. À partir du Canada, des missionnaires rédemptoristes fondent la province de Saïgon, la vice-province des Antilles, et la vice-province de Tokyo.

#### Amérique du Sud
L'activité missionnaire des Rédemptoristes en Amérique du Sud commence en 1858 aux Antilles danoises, la congrégation prenant en charge la paroisse de la Sainte-Croix de Christiansted.

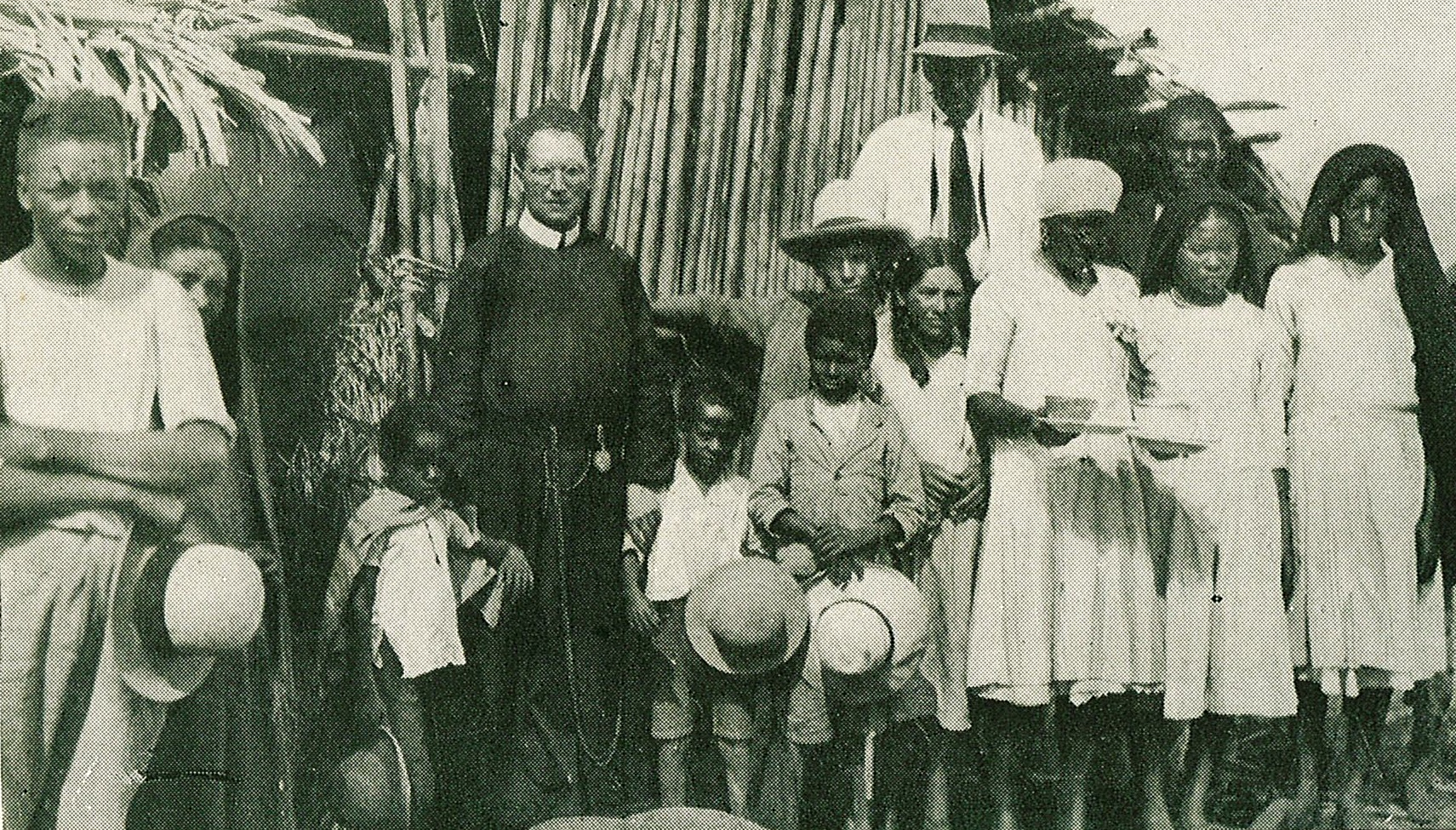
Le Père Florès et des fidèles, descendants d'esclaves africains, en Colombie, entre deux-guerres.

La région de Casanare, en Colombie, a été évangélisée par les Jésuites et les Augustins, avant que la guerre d'indépendance n'entraîne l'expulsion des missionnaires espagnols. Ces missions nombreuses et florissantes ayant été réduites à néant, la Sacrée Congrégation pour la Propagation de la Foi les confie aux Rédemptoristes du royaume des Deux-Siciles en 1859. Enrico Tirino est nommé préfet apostolique, et se rend dans sa préfecture accompagné des pères Gioachino d'Elia et Vittorio Lojodice. Mais un an plus tard, Tirino meurt noyé en traversant une rivière à dos de cheval et Elia de fièvre jaune. Lojodice, seul survivant, est expulsé en 1861 par un gouvernement anticlérical, en même temps que le nonce apostolique Mieczysław Ledóchowski, soutient des Rédemptoristes de Casanare. En 1884, la province de France et de Suisse fonde une première maison en Colombie depuis le désastre de Casanare, dans la localité de Buga. D'autres fondations suivent, faites par la province de France et celle d'Espagne, donnant naissance en 1945 à la province de Bogota, et en 1947 à celle de Buga-Quito. Toutes ces maisons sont réunies dans la province de Colombie en 1960.

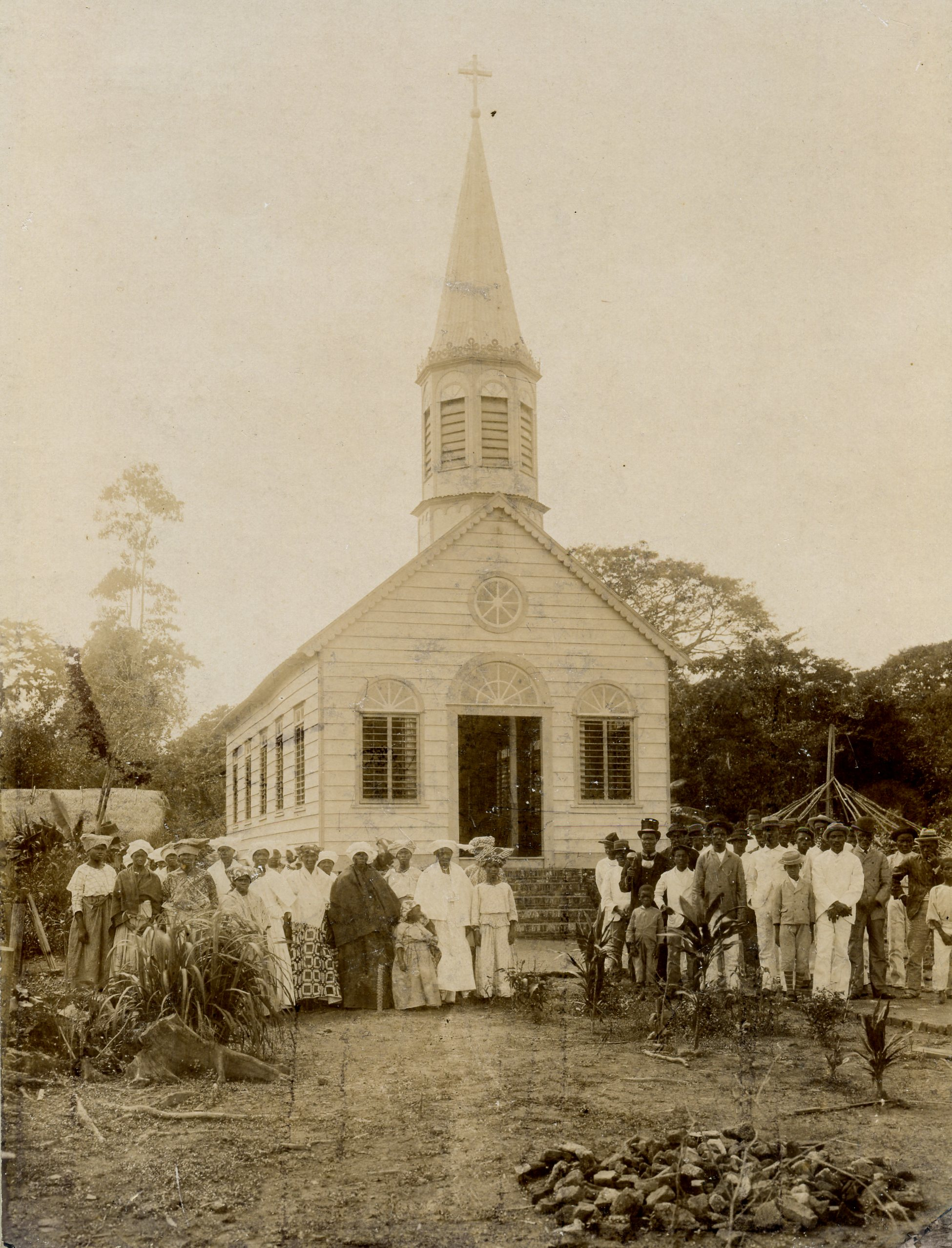
Mission des Rédemptoristes au Suriname.

L'ordre du Très Saint Rédempteur s'établit avec succès pour la première fois sur le continent même en 1865 lorsque pape Pie IX lui assigne la mission de Guyane néerlandaise en remplacement du clergé diocésain hollandais insuffisant en nombre. La première communauté, dirigée par Johan Baptist Swinkels, religieux de l'ordre nommé vicaire apostolique, prend possession de l'église Saint-Pierre-et-Saint-Paul de Paramaribo en 1866. Parmi les Rédemptoristes du Suriname, le plus connu est Pierre Donders, qui accomplit son ministère auprès des esclaves des plantations, à la léproserie de Batavia sur la rivière Coppename, et auprès des immigrants originaires du sous-continent indien. Mort en 1887, il est béatifié en 1982. Willem Ahlbrinck (nl), né aux Pays-Bas en 1885, se dévoue à la mission au Suriname, et y réalise un large travail d'anthropologue et de linguiste, contribuant à la connaissance et à l'étude des langues caribes. En 1958, le vicariat apostolique est élevé en diocèse à part entière, avec le rédemptoriste Stephanus Kuijpers pour évêque.

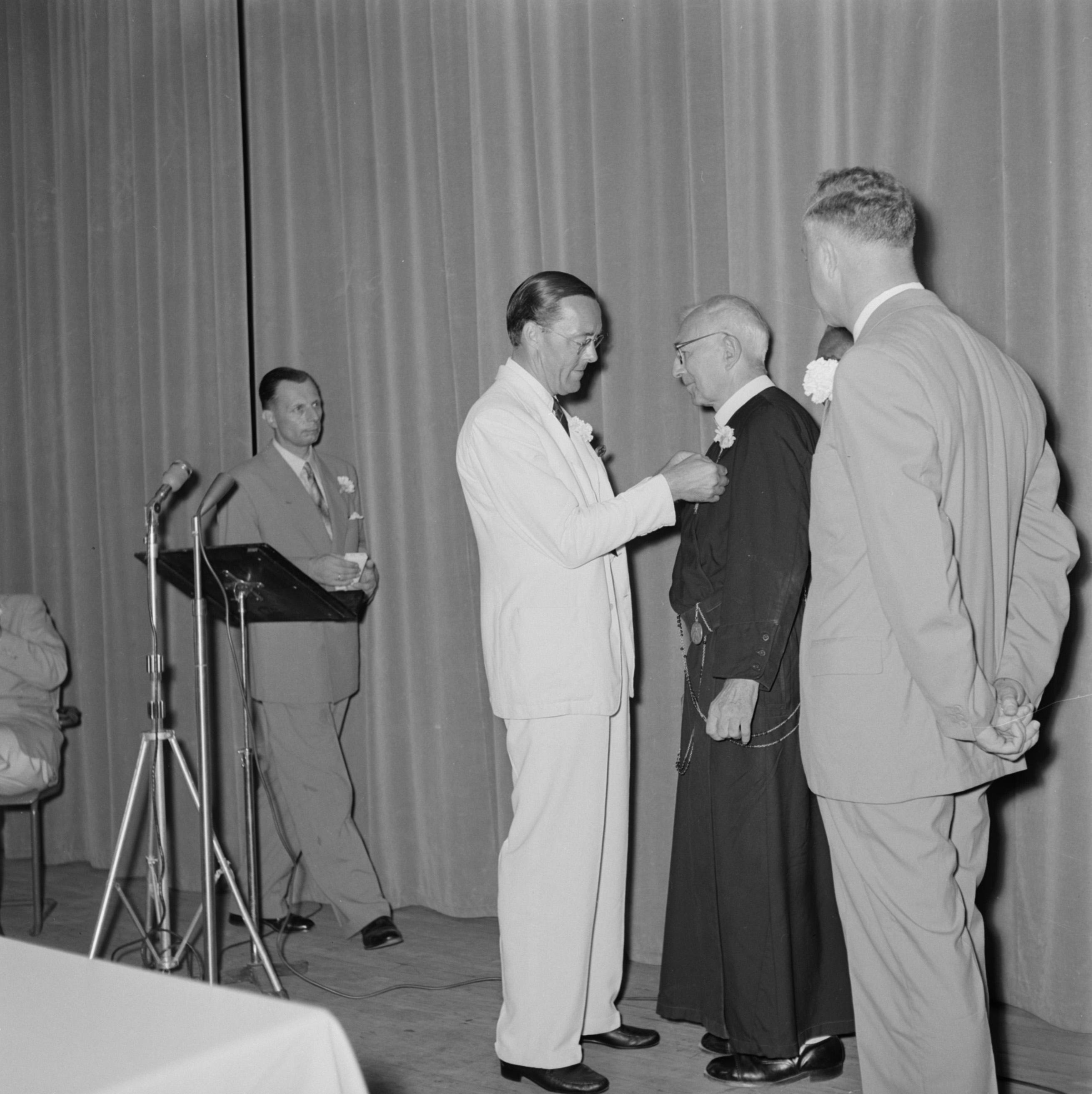
Willem Ahlbrinck recevant du Prince Bernhard une distinction reconnaissant son travail d'anthropologue.

La fondation des maisons de Cuenca et Riobamba, en Équateur est due à la rencontre entre les évêques de ces lieux et le supérieur général de l'ordre lors du Concile Vatican I, ainsi qu'au désir du président Gabriel Garcia Moreno de disposer de missionnaires catholiques. Les deux maisons ouvrent en 1870, avec pour supérieurs Félix Grisar et Jean-Pierre Didier, qui est aussi visiteur apostolique des maisons en Amérique du Sud. La province de Buga-Quito est érigée en 1947, comprenant les maisons de fondation française en Colombie et en Équateur, et une province de Quito restreinte au seul Équateur est érigée en 1960.

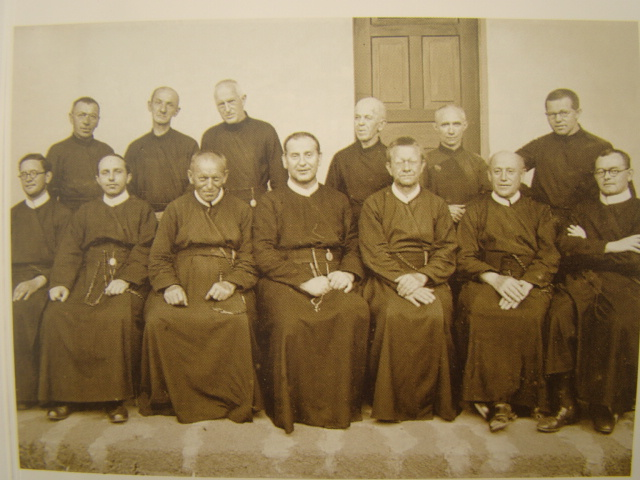
Communauté de Trindade (Brésil), en 1886.

La première fondation permanente au Chili est accomplie à l'initiative du religieux luxembourgeois Jean-Pierre Didier, alors visiteur des maisons d'Équateur, qui craint une expulsion de la congrégation de ce pays après l'assassinat du président Garcia Moreno, et souhaite bénéficier d'un lieu de repli. Une première tenative de fondation au Chili faite à Rengo en 1860 par la province belge est abandonnée après seulement huit mois de présence. Pierre Mergès, de la province de France, ouvre la maison de Santiago en 1876. La basilique Notre-Dame-du-Perpétuel-Secours y est édifiée sur les plans du frère architecte Gérard Knockaert. La province du Chili est érigée en 1971. Privés de missions par le Kulturkampf, les religieux des provinces allemande opèrent une fondation à Buenos Aires, capitale de l'Argentine, sous l'impulsion de Jean-Pierre Didier, religieux de la province de France et bon connaisseur de l'Amérique Latine. Otto Jörissen ouvre cette maison en 1883. Le projet original d'une colonie de peuplement luxembourgeoise prend forme entre 1889 et 1892 grâce à Didier dans le village de San Antonio de Iraola. La province d'Argentine est érigée en 1943. L'immigration polonaise dans la région du Chaco nécessite l'érection de la vice-province de Resistencia en 1955.

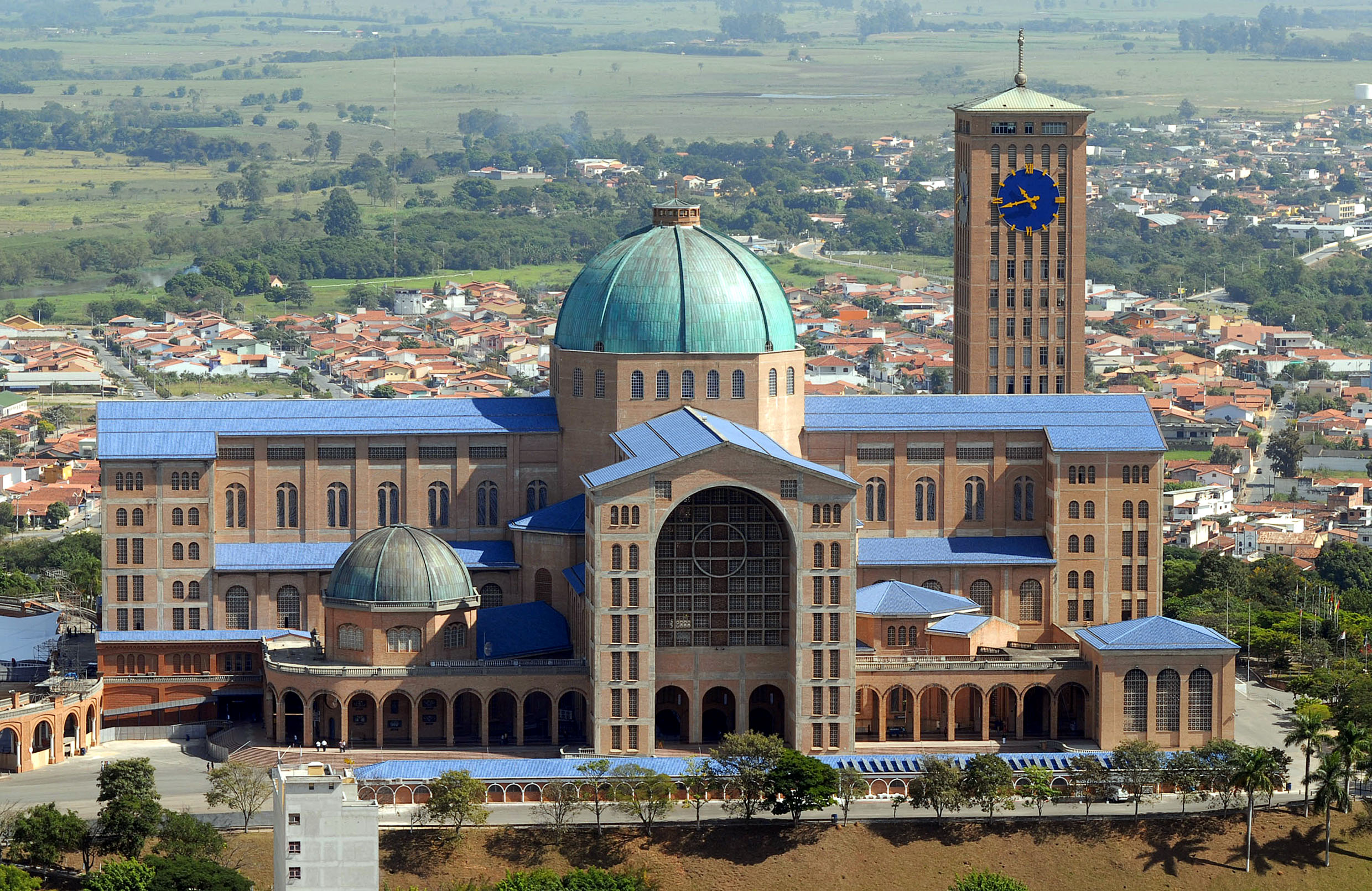
Basilique d'Aparecida.

C'est la province hollandaise qui accomplit en 1894 la première fondation au Brésil, dans la ville de Juiz de Fora, à la demande des évêques du pays. Gerard Schrauwen est le premier supérieur. La même année, les Rédemptoristes prennent en charge le sanctuaire marial d'Aparecida, qui devient sous leur garde l'un des plus importants d'Amérique du Sud, et ouvrent une maison à Goias. La province américaine fonde à Miranda en 1930. La province de São Paulo est érigée en 1944, et donne naissance à celle de Porto Alegre en 1969 ainsi qu'à la vice-province de Brasilia en 1964.

Une maison est fondée à Arequipa, au Pérou, en 1882, par les pères Félix Grisar et Jean-Pierre Didier, mais doit être abandonnée l'année suivante. La province de Lyon établit avec succès une maison à Lima en 1884. La vice-province de Lima est érigée en 1924.

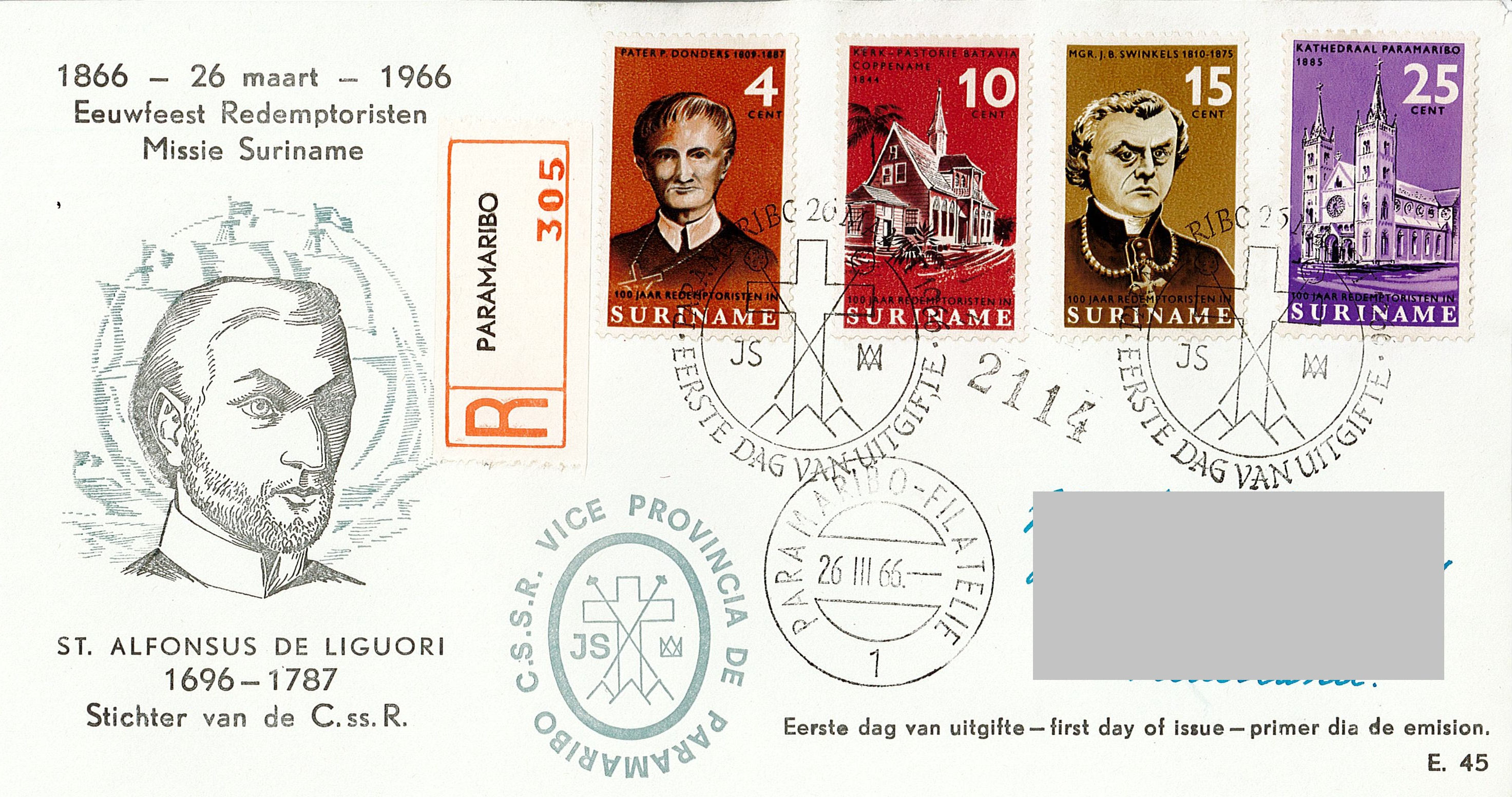
Timbres commémorant la mission des Rédemptoriste au Suriname.

Le même Jean-Pierre Didier passe par l'île de Porto Rico en chemin vers l'Argentine en 1886, et y organise une fondation de la vice-province d'Espagne, effective la même année dans la ville de San German. La maison est transférée à San Juan en 1900 mais doit être abandonnée lors de la guerre hispano-américaine, les religieux espagnols étant expulsés. En 1902, la province américaine s'implante à Mayagüez. La province de San Juan est érigée en 1984, s'étendant aussi à la République dominicaine et aux Îles Vierges américaines (anciennes Antilles danoises).
L'infatigable Jean-Pierre Didier fonde également la première maison en Uruguay, à Montevideo, lors de sa visite des maisons allemandes d'Argentine. Jakob Barth ouvre cette maison en 1889. Après avoir porté la paternité des maisons rédemptoristes du cône Sud, Didier meurt à Buenos Aires le 4 décembre 1896. La province de Sainte-Anne-de-Beaupré assume la présence en Uruguay à partir de 1968.
Des Rédemptoristes de la vice-province d'Espagne gagnent le Mexique à la demande d'un pieux laïque, Joaquin Araoz. Il permet l'établissement des religieux à Veracruz en 1908. La persécution du gouvernement Calles perturbe les fondations mexicaines, et de nombreux prêtres et frères sont expulsés dans les pays voisins. Au retour de la paix civile, les fondations continuent de se développer, jusqu'à l'érection d'une province de Mexico en 1966.

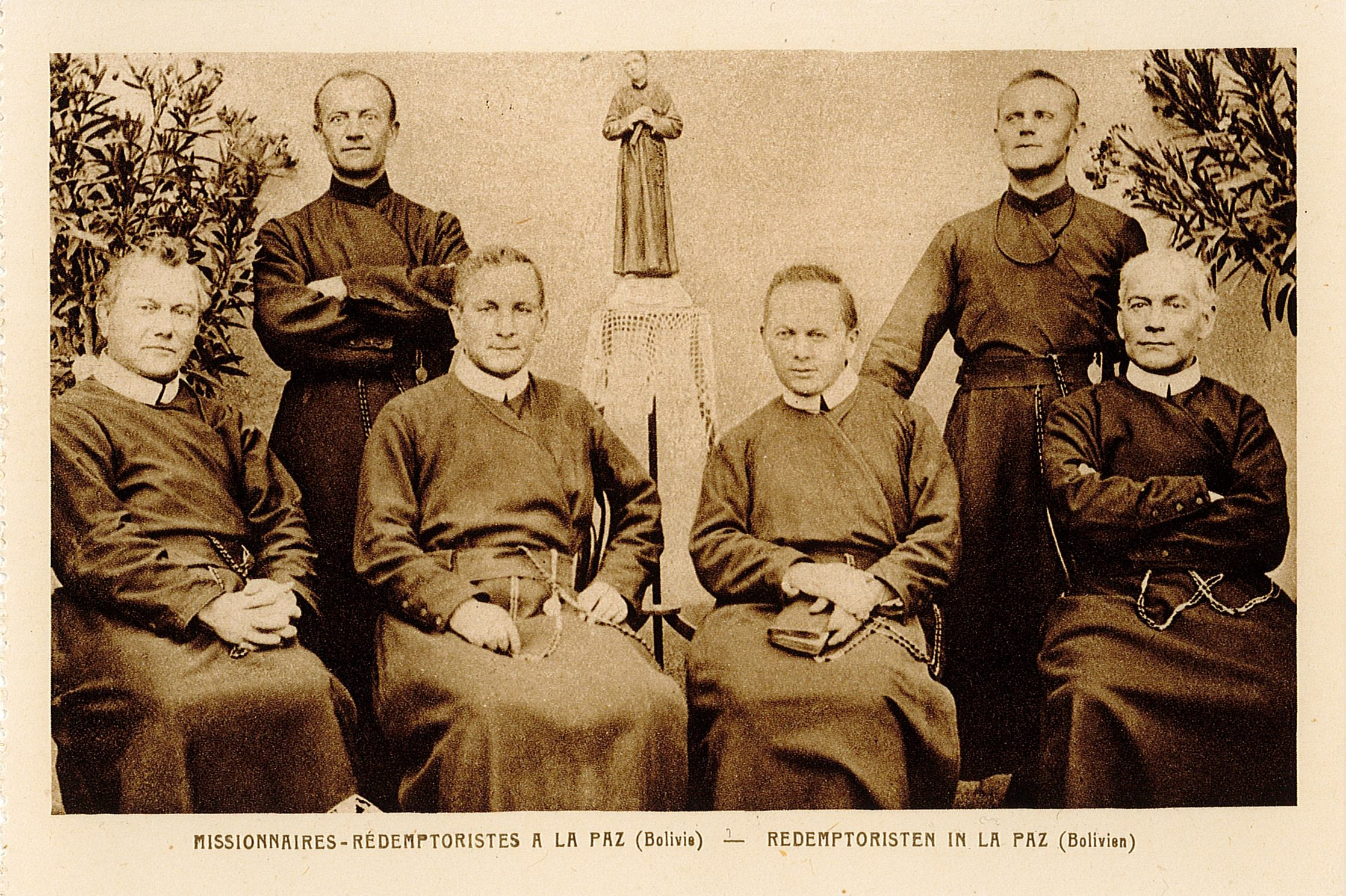
Pères et frères Rédemptoristes à La Paz, années 1910.

La congrégation apparaît en Bolivie en 1910, avec l'ouverture d'une maison à Tupiza, dans le diocèse de Sucre. Le premier supérieur est Louis Lorber, prêtre de la province de Strasbourg. En 1921 la vice-province de La Paz est érigée, en dépendance de la province de Strasbourg. Le premier provincial, Auguste Sieffert, est nommé évêque de La Paz en 1924.
En 1925, l'évêque de Barquisimeto, au Venezuela, confie aux Rédemptoristes la paroisse Saint-Joseph dans sa ville épiscopale. Une deuxième fondation est réalisée en 1926 à Mérida. Des prêtres expulsés du Mexique grossissant les rangs de l'ordre dans le pays, en 1926 une vice-province est formée avec Gregorio Arbeloa comme visiteur, et divisée en deux en 1950.

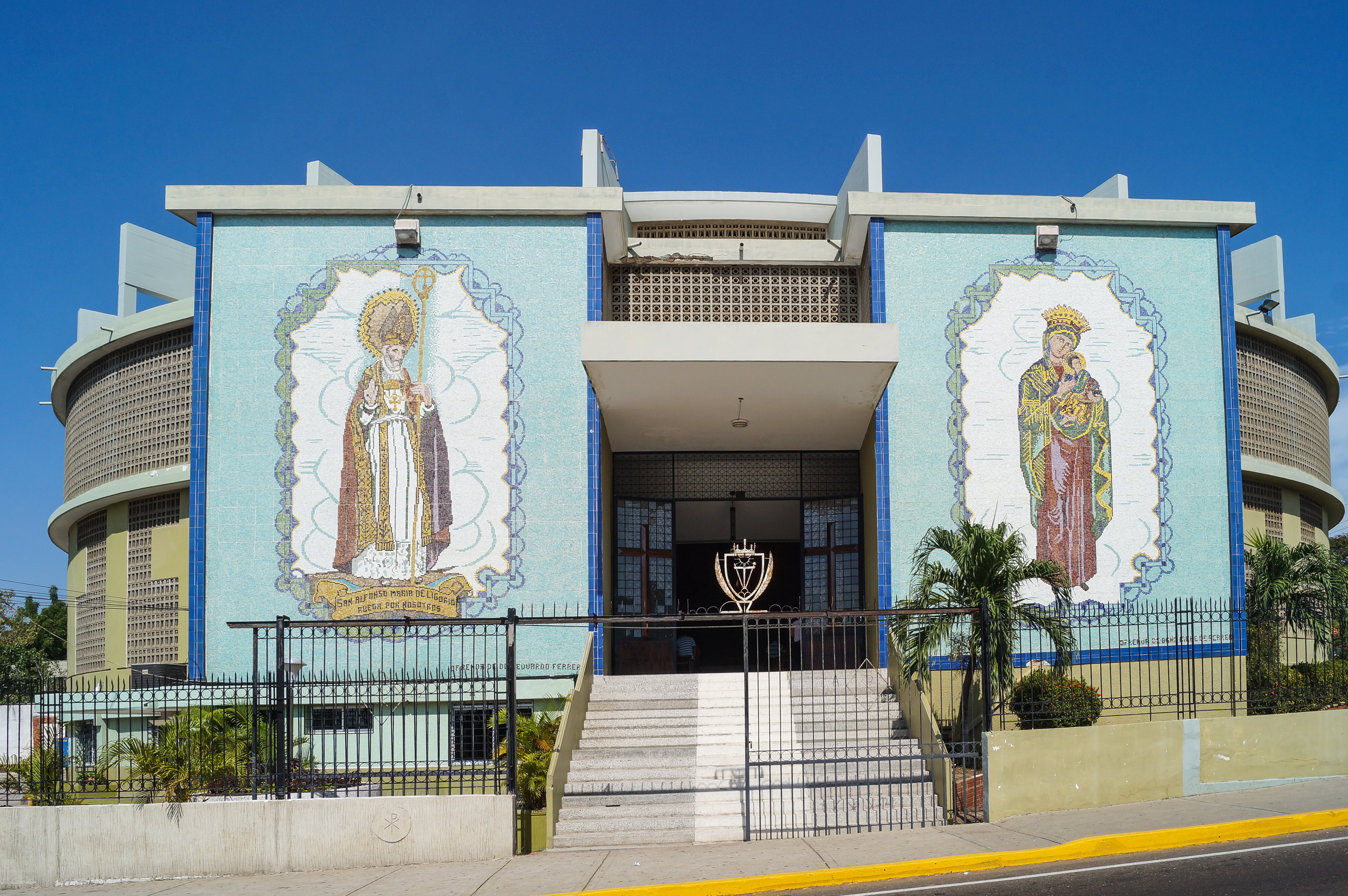
Église Saint-Alphonse, Maracaibo, Venezuela.

Les Rédemptoristes espagnols expulsés du Mexique prennent en charge la paroisse de la Sainte-Famille de Santiago de Cuba en 1927, et établissent une autre maison à La Havane en 1931, jusqu'à ce que la révolution castriste les chasse de l'île. L'ordre établit de nouveau une présence à Cuba à partir de 2001, étant présents à Juventud et La Havane.
En 1927, Pedro del Palacio et Felix de Sameniego, expulsés du Mexique eux aussi, fondent une mission au Costa Rica, dans la ville d' Alajuela. Les Rédemptoristes arrivent au Honduras la même année pour les mêmes raisons, et au San Salvador en 1928. Une fondation en Haïti est réalisée par la province belge en 1928 également, et les religieux du Brésil fondent une première maison au Paraguay en 1934.
En 1946, l'archevêque de Saint-Domingue, capitale de la République dominicaine, confie les paroisses de San Juan de la Maguana et de Las Matas de Farfan à l'ordre, les supérieurs des deux communauté étant Hugh Gildea et Edward Harper. Sous l'impulsion des religieux, la région devient le diocèse de San Juan de la Maguana en 1969, le rédemptoriste Thomas Reilly devenant le premier évêque.
Dans la deuxième moitié du XXe siècle, l'ordre s'établit au Guatemala en 1954, au Nicaragua l'année suivante, et au Panama en 1964.

#### Afrique

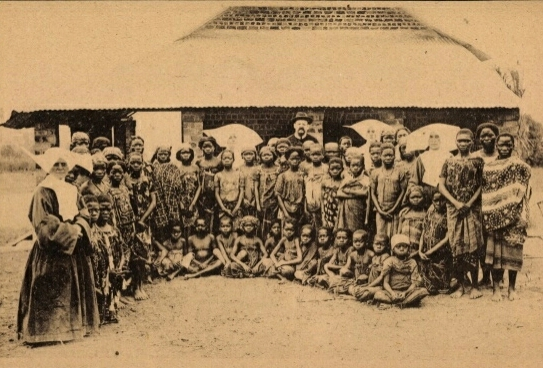
Religieux rédemptoriste et Filles de la Charité, localité de Nsona-Mbata au Congo, années 1910.

En 1854, la Sacrée Congrégation pour la Propagation de la Foi demande à la congrégation du Saint Rédempteur de prendre en charge un nouveau vicariat apostolique dans les deux-Guinées, mais celle-ci n'est pas en mesure d'accepter. En 1899, la province de Belgique fonde une mission à Matadi, au Congo belge à la demande du roi Léopold II. Il s'agit de succéder au clergé du diocèse de Gand chargé du soin pastoral de la population d'origine européenne construisant la ligne de chemin de fer entre Matadi et Thysville. Les Rédemptoristes se tournent également vers la population autochtone, avec de résultats tels qu'un plus grand nombre de religieux est nécessaire. Lorsque la région devient une préfecture apostolique en 1911, le rédemptoriste Joseph Heintz est nommé préfet, et lorsque la préfecture est élevé au rang de vicariat apostolique en 1930, c'est le rédemptoriste Jean-Baptiste Cuvelier qui est nommé premier vicaire apostolique. Les premiers novices autochtones entrent dans l'ordre en 1980, et en 2010 la province compte 50 religieux d'origine locale répartis en 11 communautés.

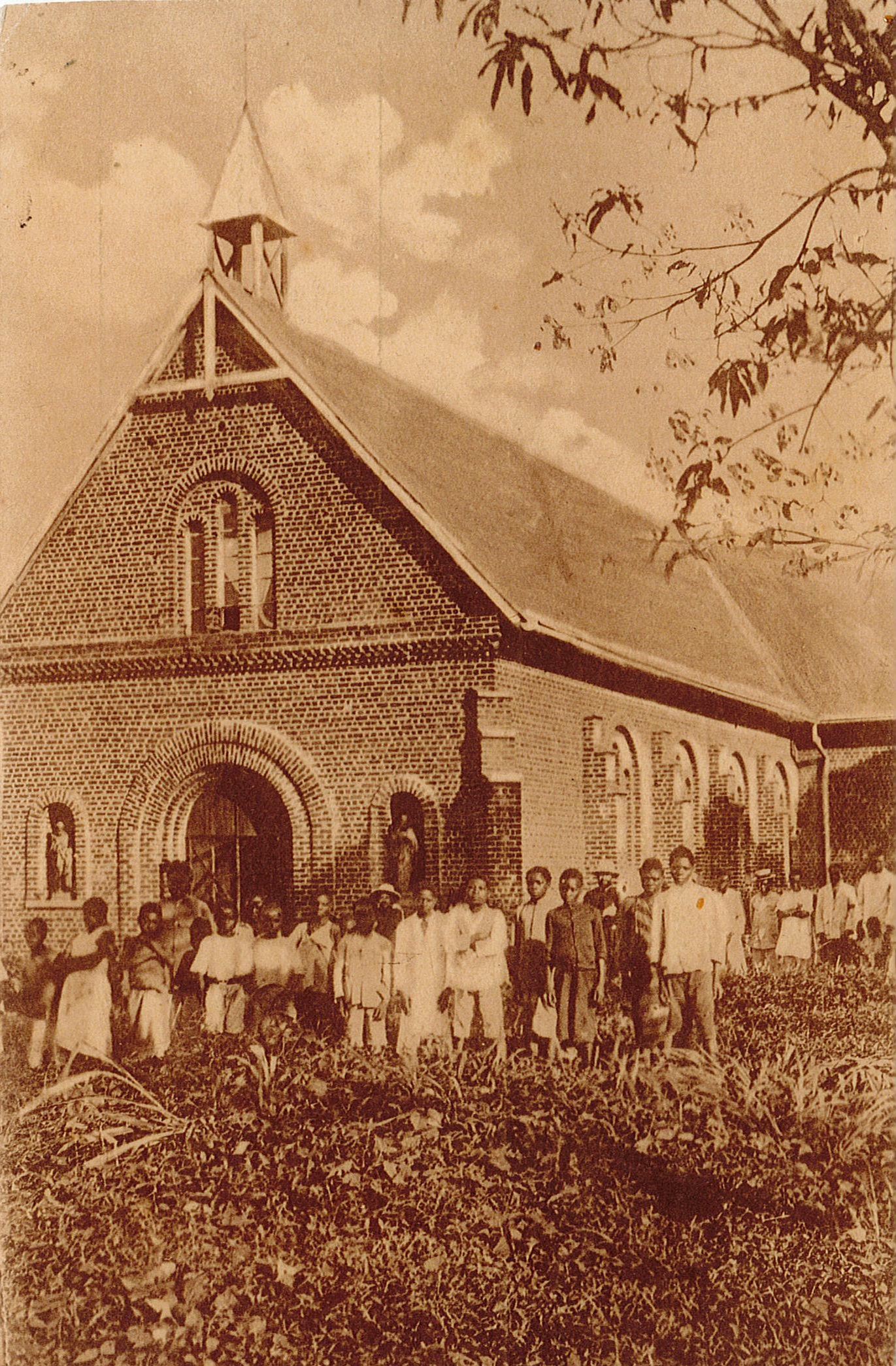
Mission des Rédemptoristes: église de Kionzo (Seke-Banza) et fidèles.

La provice anglaise fonde une maison à Pretoria, en Afrique du Sud, en 1912. Cette fondation donne naissance à la vice-province d'Afrique du Sud en 1946, qui comprend aussi des maisons au Zimbabwe depuis 1960.
La mission au Niger est entreprise par les provinces de Paris et de Lyon à partir de 1946, avec l'établissement d'une station missionnaire à Niamey, dirigée par Henri Lecomte. La même année, les mêmes provinces fondent une maison à Fada N'Gourma, alors en Haute-Volta, sous la responsabilité de Jean Jégu. En 1948, tout le Niger est confié aux Rédemptoristes, et le premier évêque du pays, Hippolyte Berlier, consacré en 1961, est membre de l'ordre. En Haute-Volta, la préfecture de Fada N'Gourma est érigée en 1959 avec à sa tête Alphonse Chantoux, rédemptoriste. Lorsque la préfecture est érigée en diocèse en 1964, c'est le rédemptoriste Marcel Chauvin qui est nommé premier évêque.

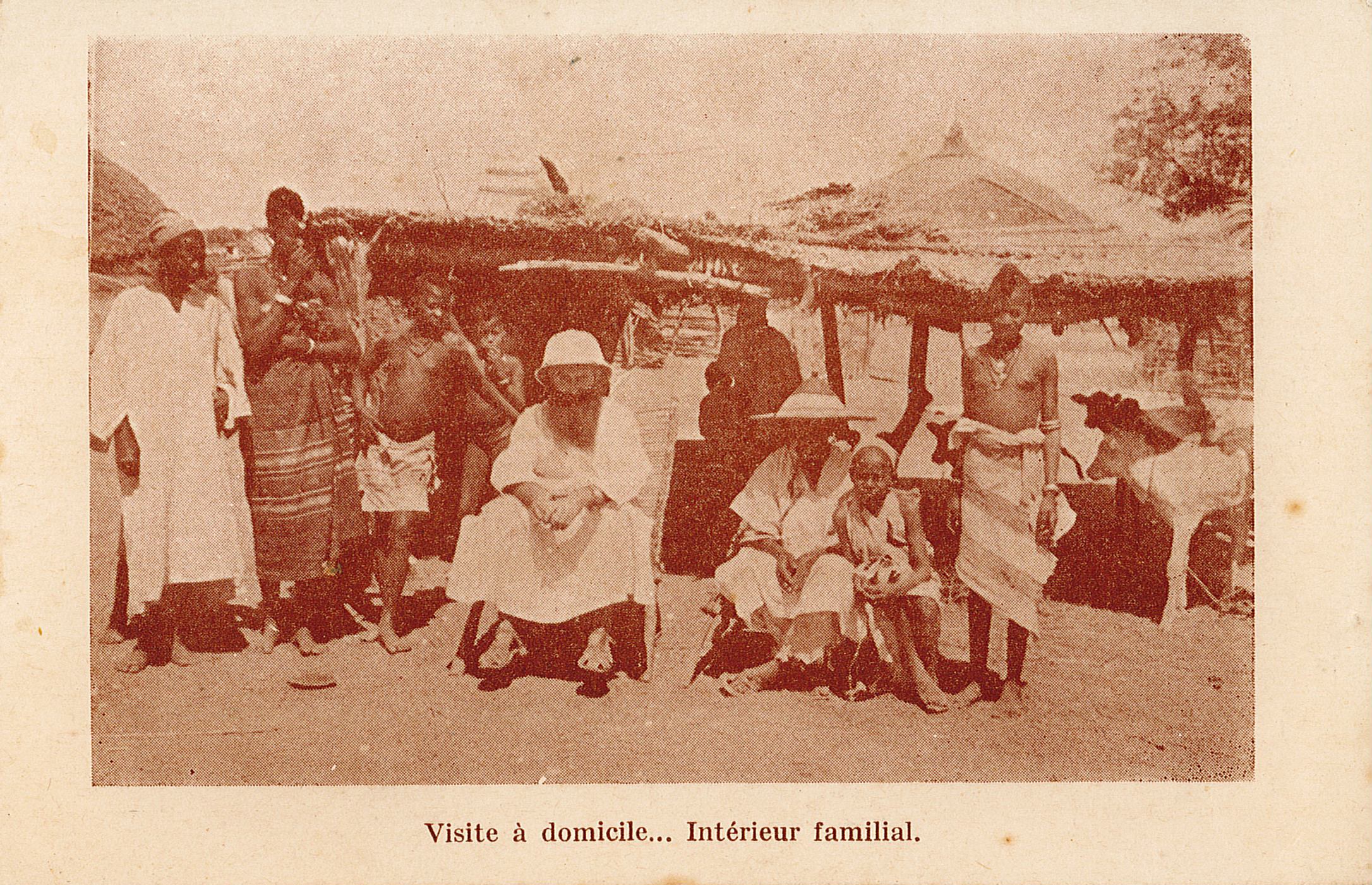
Un père rédemptoriste de la mission de Fada N'Gourma en visite chez des fidèles, années 50.

En 1930, la paroisse Sainte-Anne d'Alger est confiée aux religieux de la province de Lyon par l'évêque d'Alger, Auguste-Fernand Leynaud. Elle le reste jusqu'à l'indépendance de l'Algérie.
En 1954, une maison est fondée en Angola, dans la ville de Cuchi, par la vice-province de Lisbonne. Avec les trois autres missions d'Angola, elle forme une vice-province en 1966.
Les Rédemptoristes de la province de Naples introduisent l'ordre à Madagascar en fondant dans le diocèse de Diégo-Suarez une maison à Vohémar en 1971, puis une autre à Ampanefena en 1974. La province de Baltimore implante l'ordre au Nigeria en 1987.
En 1990, la province indienne de Bangalore effectue une fondation au Kenya. L'ordre est présent en Côte d'Ivoire depuis 1993, ayant des maisons à Bouaké et Tiébissou; et au Ghana depuis 1994.

#### Asie

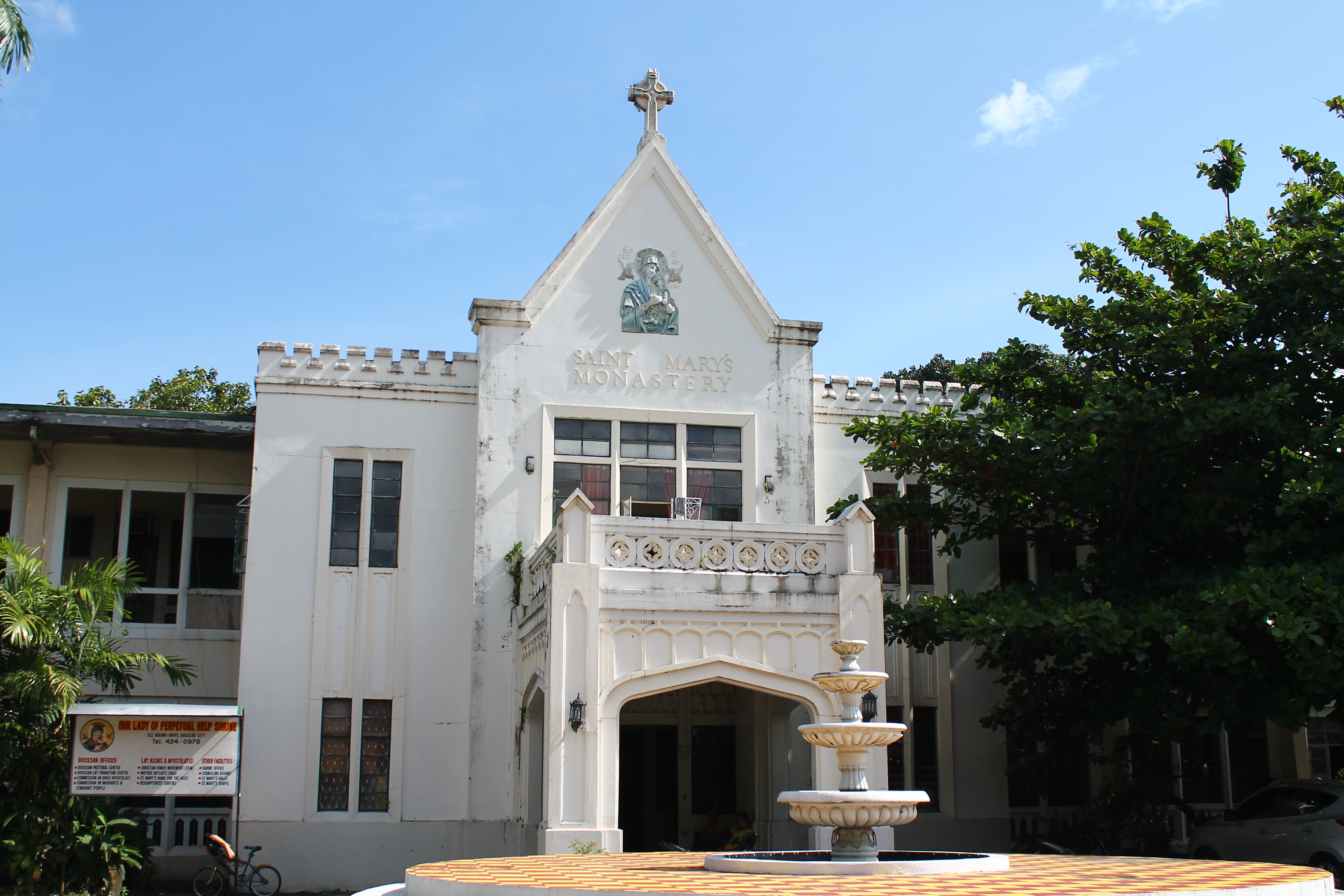
Couvent des Rédemptoristes, Bacolod, Philippines.

L'expansion de la congrégation du Saint Rédempteur en Asie commence avec l'entrée d'un candidat indo-portugais originaire de Goa, Francisco de Menezes, dans la communauté à travers la maison de Lisbonne en 1830. À la suppression de cette maison en 1833, il se rend à Modène, et est envoyé en mission en 1843 dans le vicariat apostolique de Bombay, passant le restant de ses jours en Inde et à Ceylan, sans jamais perdre contact avec les supérieurs de l'ordre jusqu'à sa mort en 1863.
La première maison fondée sur le sol asiatique l'est cependant aux Philippines, lorsque la paroisse de Nuestra Senora de la Regia de la ville d'Opon, diocèse de Cebu, est confiée aux Rédemptoristes de la province d'Irlande en 1906. En 1932, c'est au tour de la province d'Australie d'établir une maison à Baclaran, en banlieue de Manille. Ces deux implantations donnent naissance aux vice-provinces de Cebu en 1924 et de Manille en 1947.

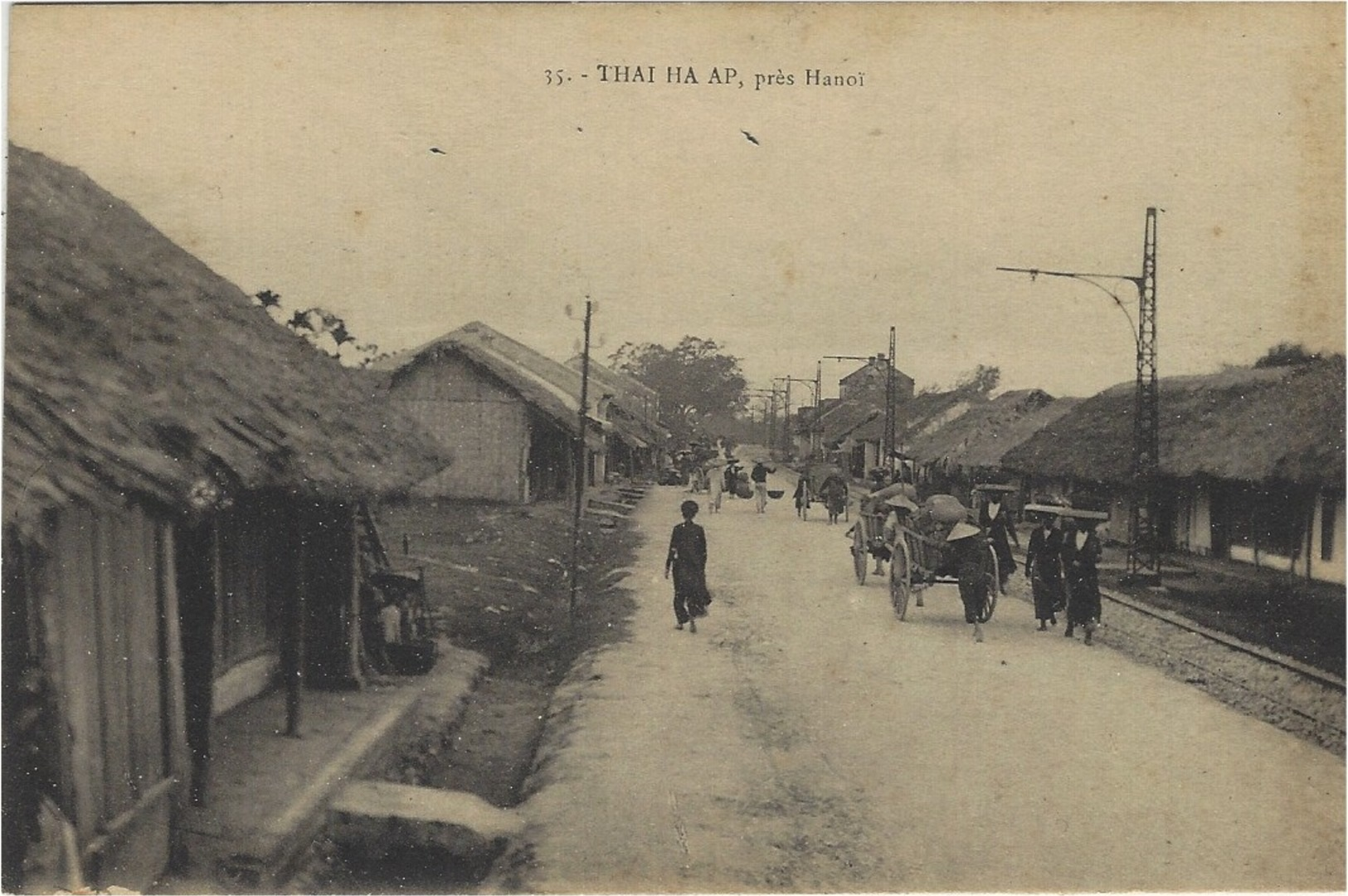
Thái Hà Ấp.

L'arrivée de l'ordre Rédemptoriste au Viêt Nam est due au cardinal Van Rossum, lui-même rédemptoriste, et préfet de la Sacrée Congrégation pour la Propagation de la Foi, qui demande au supérieur général l'envoi de religieux dans le pays. Rome est en effet à cette époque favorable à la diversification de l'origine des missionnaires présents au Viêt Nam, craignant une trop grande collusion entre missionnaires français et pouvoir colonial. L'évêque de Hué en Annam, Eugène Allys, demandant que les missionnaires soient francophones, c'est la province québécoise de Sainte-Anne-de-Beaupré qui est désignée pour y effectuer une fondation en 1925. Un terrain est trouvé près de Hué grâce au ministre Nguyễn Hữu Bài (en), favorable aux missionnaires. Dès 1929, un juvénat y accueille une cinquantaine d'aspirants autochtones à la vie religieuse. En 1928, les religieux s'étendent vers le Tonkin en établissant une deuxième fondation à Thái Hà Ấp, près de Hanoï, où un studentat, c'est-à-dire un grand séminaire, est fondé en 1934. En 1933, une fondation est réalisée à Saïgon en Cochinchine dans le but de la prédication de missions. Afin de se rapprocher des populations locales et de permettre la nécessaire inculturation de la foi catholique aux mentalités vietnamiennes, les Rédemptoristes multiplient les initiatives, comme la création de la première fédération de scoutisme vietnamienne, la fondation d'un foyer étudiant à Hué, et la tenue de causeries permettant aux chrétiens et non-chrétiens de discuter et débattre ensemble.

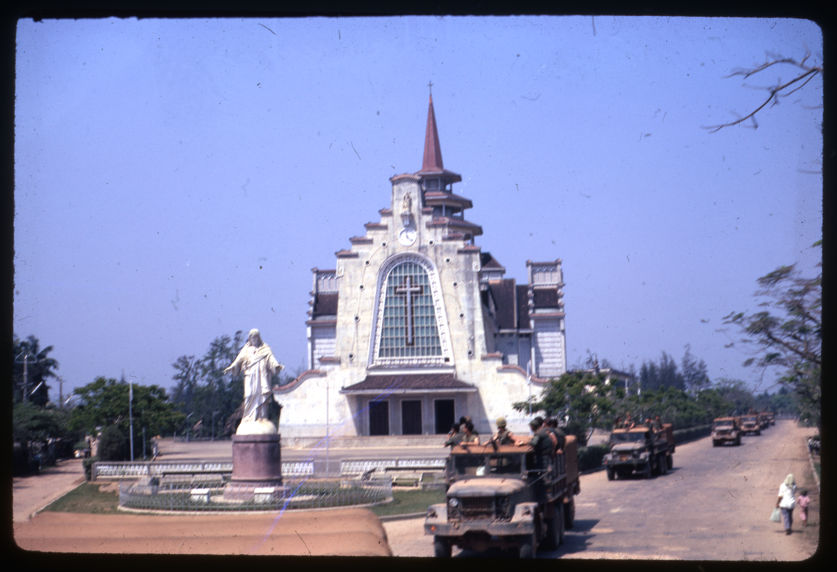
Convoi de soldats américains passant devant l'église des Rédemptoristes de Hué en 1967.

L'invasion japonaise de l'Indochine ne porte dans un premier temps pas préjudice aux missionnaires rédemptoristes, considérés comme français par l'administration d'occupation bien qu'étant ressortissants de l'Empire britannique. Ils doivent cependant déléguer bien des tâches aux membres vietnamiens de la congrégation, avant d'être internés en février 1944. Les vocations prospèrent cependant, et en 1946, le nombre des religieux vietnamiens dépasse celui des canadiens dans la vice-province. La guerre d'Indochine met un coup d'arrêt à l'expansion territoriale de l'ordre, les religieux étant fréquemment objet de la violence du Việt Minh, ainsi, le 20 décembre 1946, au lendemain de la déclaration de guerre, sept religieux résidant à Nam Định sont faits prisonniers et séquestrés à Thái Bình jusqu'au 20 juin 1947. Face au conflit, les Rédemptoristes canadiens exploitent leur neutralité pour continuer leur ministère, allant jusqu'à hisser le drapeau britannique sur leurs résidences.

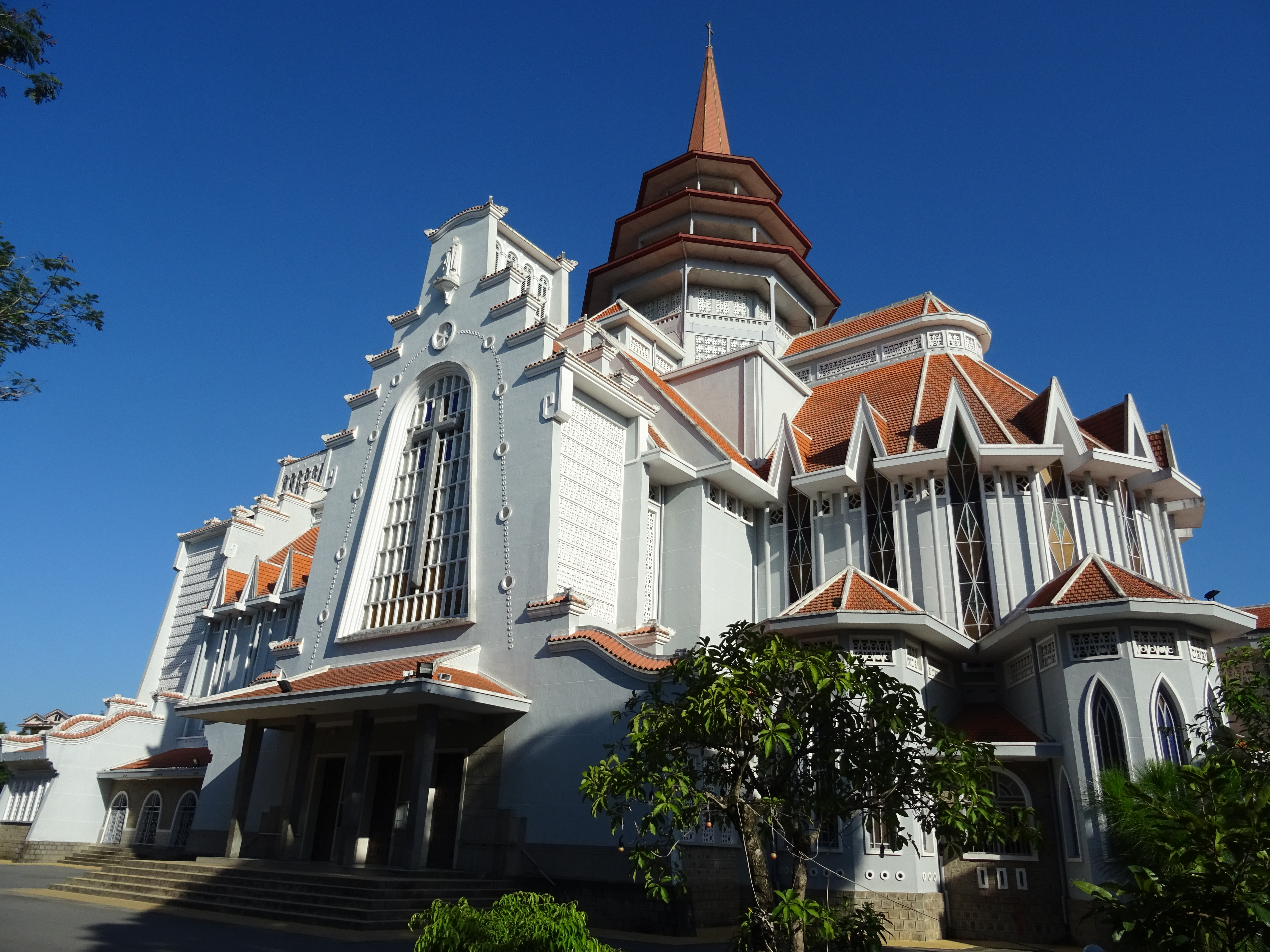
Église des Rédemptoristes, Hué, à l'époque contemporaine.

Le 8 décembre 1949, les religieux rédemptoristes évacuent la région de Hanoï, tombée aux mains du Việt Minh. En comptant les religieux et leurs élèves, ce sont plus de 600 personnes qui se réfugient à Saïgon et Đà Lạt. Ils se consacrent ensuite à aider plus de 30 000 paroissiens fuyant le Viêt Nam du Nord à se relocaliser en Cochinchine. Ceux qui décident de demeurer au Nord sont l'objet de persécutions. Les novices Clément et Marcel Van sont arrêtés en 1955 et meurent dans un camp de travaux forcés en 1959. La même année, les quelques pères canadiens ayant décidé de rester au Nord sont expulsés du pays. Ces événements font sentir le besoin de promouvoir des religieux vietnamiens aux postes à responsabilités, ce qui est achevé en 1961, tous les recteurs de couvent étant alors vietnamiens. Les derniers missionnaires québécois se consacrent alors en particulier à la minorité ethnique Cơ Ho des hauts-plateaux, où ils fondent des écoles, des dispensaires, et des paroisses. La province de Saïgon est érigée en 1964 avec François Nhan pour supérieur, comprenant 155 religieux autochtones et 17 canadiens, répartis en six couvents tous situés au Viêt Nam du Sud. 5 nouvelles maisons sont fondées entre 1964 et 1975. Après le succès de l'offensive du Têt, un régime athée est établi au Viêt Nam réunifié. Les derniers prêtres canadiens présents sont expulsés, les propriétés de l'ordre confisquées, et la liberté religieuse disparaît. La province perd ainsi tout lien avec l'extérieur du pays jusqu'en 1993. La libéralisation du régime à partir des années 90 permet un regain de la vie religieuse, à tel point que le Viêt Nam compte en 2020 26 communautés rédemptoristes comprenant 360 religieux dont 239 prêtres.

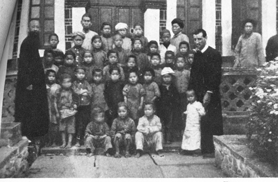
La mission des Rédemptoristes espagnols au Sichuan.

Le 9 avril 1928, un groupe de Rédemptoristes espagnols composé arrive à Pékin en Chine, à la demande du délégué apostolique Celso Costantini. D'abord consacrés à la fondation d'un institut religieux local appelé Disciples du Seigneur (es), ils commencent ensuite un travail missionnaire propre. Après deux tentatives infructueuses au Henan et à Canton, la première maison est ouverte à Chengdu, dans le Sichuan, le 24 avril 1934. Dans la seule année 1934, la communauté prêche vingt-quatre missions populaires, et treize retraites au clergé. Le volume de travail s'accroît après la fondation d'une deuxième maison missionnaire en 1938 à Xichang, au sud-ouest du Sichuan. La communauté souffre de la seconde guerre sino-japonaise, puis de la guerre civile chinoise. L'armée communiste conquiert le Sichuan en 1950, et l'année suivante, les religieux sont expulsés de Chine après avoir passé cinq mois en prison.

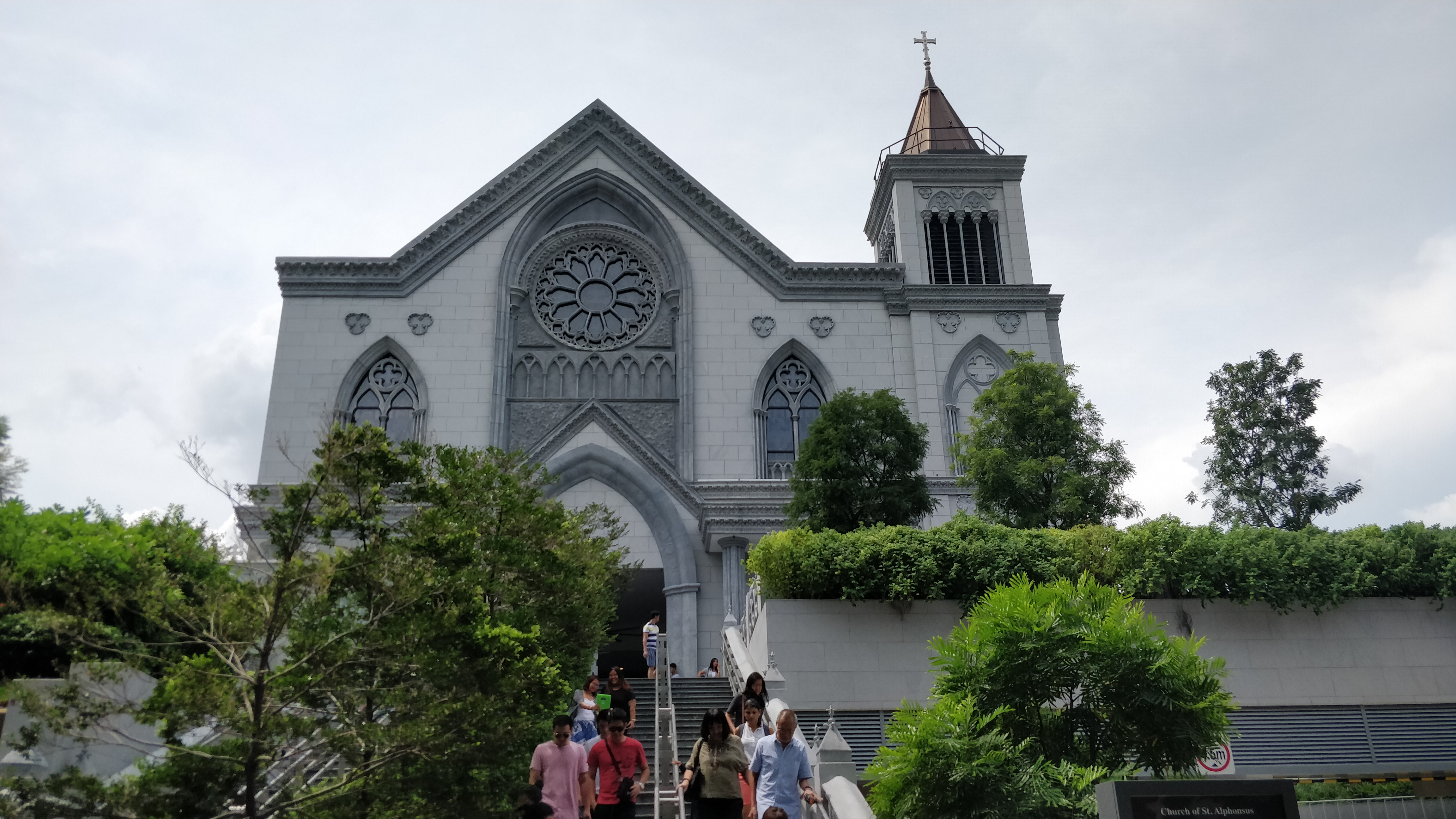
Église des Rédemptoristes de Singapour.

Une fondation est effectuée à Singapour en 1935, prenant le relais de fréquentes visites faites entre 1921 et 1934 dans la péninsule malaise par des religieux de la province de Manille. La vice-province d'Ipoh est érigée en 1967, couvrant Singapour et la Malaisie. Ce sont les Rédemptoristes d'Irlande qui établissent finalement la congrégation dans le sous-continent indien en ouvrant des maisons à Kandy, sur l'île de Ceylan, en 1939, et à Bangalore, en Inde, en 1940. Les vocations affluant, la province d'Inde est érigée en 1972.
La Sacrée Congrégation pour la Propagation de la Foi demande en 1948 à l'ordre Rédemptoriste de s'implanter au Japon. La province de Toronto fonde la mission de Maizuru en 1948, et la province de Sainte-Anne-de-Beaupré celle de Kamakura la même année. La province de Munich fait de même à Sendai en 1954, et une vice-province de Tokyo réunissant toutes ces maisons est érigée en 1982.
La province américaine de Saint-Louis ouvre une maison à Xang Ming, en Thaïlande, en 1948, à la demande du vicaire apostolique d'Udon Thani. Une autre maison est ouverte à Bangkok en 1949, et la vice-province éponyme est érigée en 1956.
L'ordre est introduit en Indonésie par la province de Cologne, à la demande de la Sacrée Congrégation pour la Propagation de la foi. Une communauté sous la direction de Joseph Luckas est établie à Weetebula en 1956. La zone devient en 1959 une préfecture apostolique avec le rédemptoriste Gerard Legeland pour préfet, et est érigée en diocèse de Weetebula en 1969.
Une fondation commune des provinces de Campo Grande (Brésil) de Cebu (Philippines) et de Bangkok introduit l'ordre Rédemptoriste en Corée du Sud en 1991, avec une première maison ouverte à Séoul, suivie de deux autres dans le pays. 

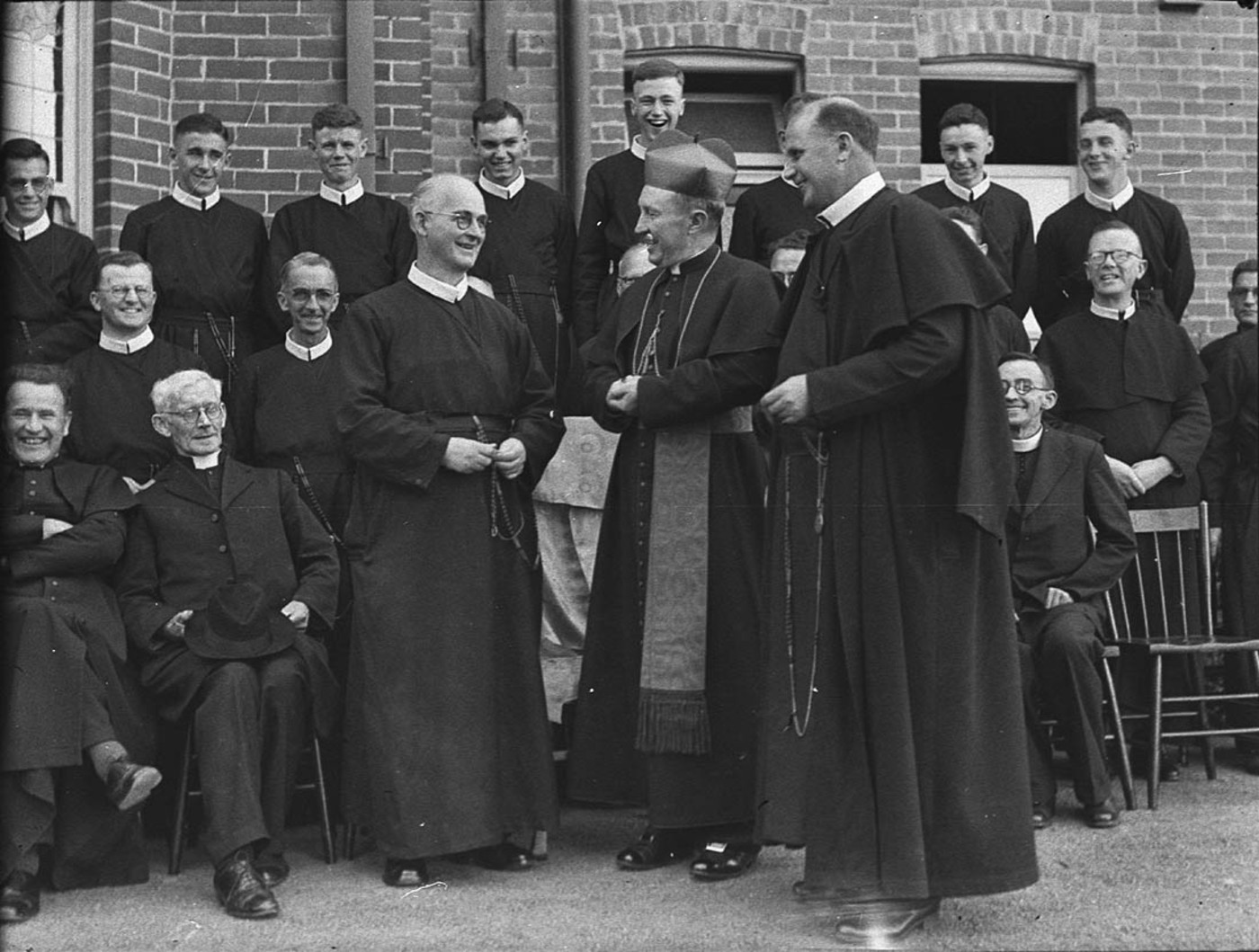
Visite du cardinal Gilroy aux Rédemptoristes australiens, 1946.

#### Océanie
La première fondation en Australie est réalisée par la province d'Angleterre en 1888 à Singleton, dans le diocèse de Maitland. Une maison est ouverte à Ballarat en 1888, puis une autre à Perth en 1903. Les religieux d'Australie fondent à leur tour en Nouvelle-Zélande, en 1905, à Wellington. La province d'Australie et de Nouvelle-Zélande est érigée en 1927, et celle de Wellington s'en détache en 1970.

### L'ordre Rédemptoriste auXXIesiècle
En 1997, l'ordre compte 5 664 membres, en 2013, 5 338 membres dont 4 047 prêtres. En 2021, l'ordre compte 694 maisons, 4 685 membres dont 3564 prêtres. En 2024, l'ordre a donné à l'Église durant toute son histoire 6 cardinaux, 32 archevêques, et 141 évêques.
Le 1er août 2005, la province de Cologne fusionne avec les provinces de Suisse, des Pays-Bas et de Flandres pour former la province de Saint-Clément. Depuis janvier 2015, les deux provinces de Munich et de Vienne forment une seule province. En 2023, la congrégation est structurée en 38 provinces. En 2024, les provinces de France, d'Espagne, du Portugal, de Naples et de Rome fusionnent pour former la nouvelle province d'Europe du Sud.
L'ordre poursuit son expansion au service de la mission au second millénaire, établissant des maisons au Mozambique en 2002, au Laos en 2008, aux îles Samoa en 2013, en Albanie en 2014 (dans la ville de Kamza), aux îles Saint-Vincent-et-les-Grenadines en 2020.

## Charisme et spiritualité

### Spiritualité liguorienne
La congrégation du Très Saint Rédempteur est marquée par le christocentrisme de son fondateur, Alphonse de Liguori. Ainsi, les constitutions primitives de 1747 disposent que « cet institut a pour fin la plus parfaite imitation possible de la vie très sainte et des vertus sublimes de Notre Seigneur Jésus-Christ, dont l'image doit se refléter si bien dans la vie de tous les membres, qu'ils réalisent en leur personne le vœu de notre divin Sauveur venant en ce monde, sous le vêtement de notre chair, pour servir de modèle à notre imitation ». Le fondateur de l'ordre insiste sur la compassion du Christ, sauveur universel. La rédemption est pour lui avant tout un don gratuit et immérité, purification, justification, satisfaction et médiation, dans la personne de Jésus-Christ venue dans le monde. La seule réponse à ce don est un amour donné en retour, ce qui rend la sainteté accessible à tous.

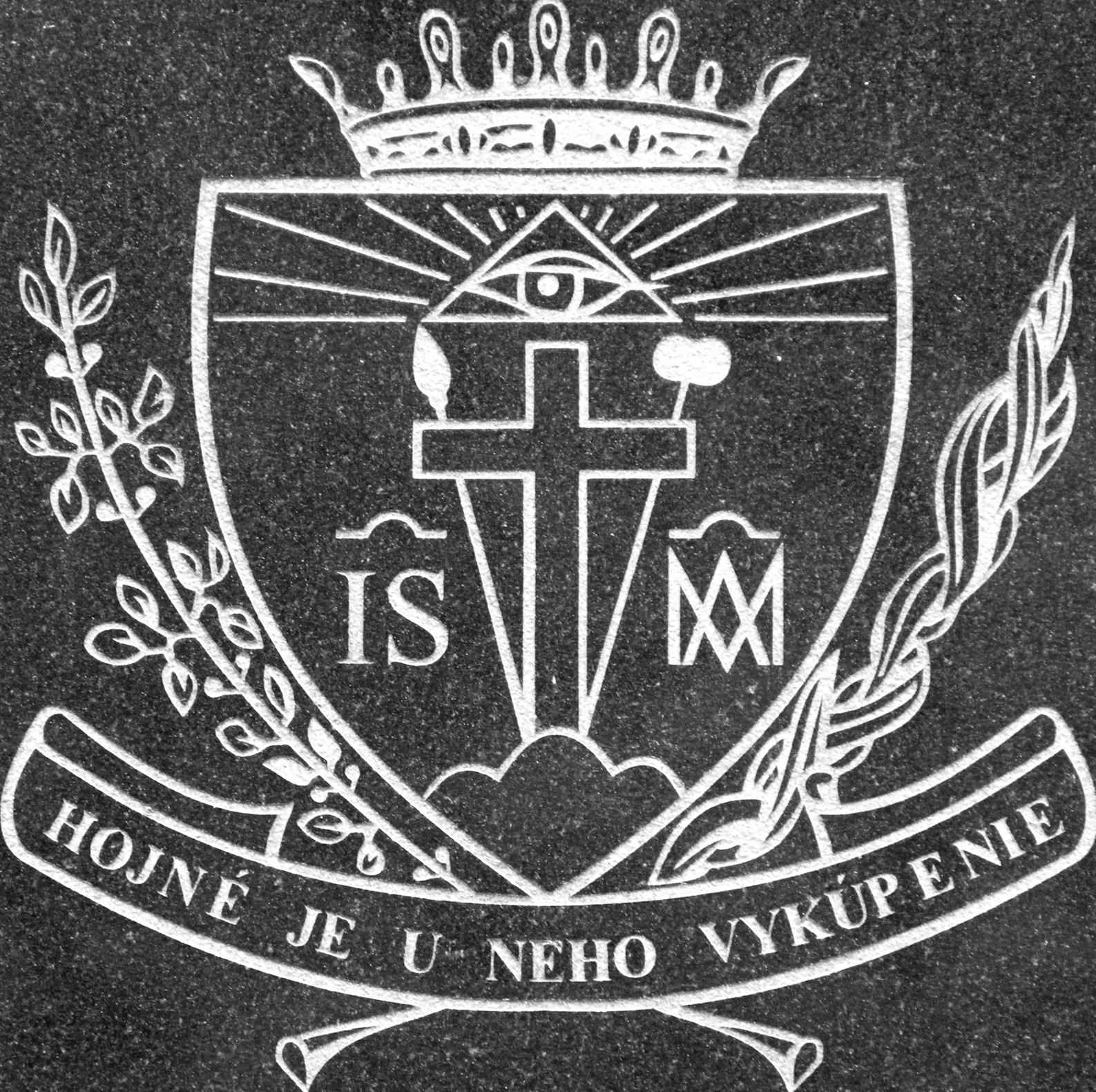
Armoiries de l'ordre sur la tombe commune des religieux rédemptoristes à Staré Hory, Slovaquie.

Les armoiries et la devise de la congrégation expriment ce désir particulier de conformité à la croix du Christ: « D'azur à la croix latine alésée, accompagnée de la lance et de l'éponge, posée sur une montagne à trois coupeaux, accostée à dextre du monigramme de Jésus (IS) et à senestre du monogramme de Marie (MA). En chef un œil rayonnant, le tout en or. Timbré d'une couronne de marquis avec la devise Copiosa apud eum redemptio ». La devise signifiant « près de lui, abonde le rachat », tirée du psaume 130 (129), exprime le désir de l'ordre de répandre partout la Rédemption, acte d'amour gratuit de Dieu envers l'humanité.
Cette spiritualité christocentrique s'exprime par la profession des trois vœux religieux correspondant aux conseils évangéliques, la vie commune fraternelle, et un souci particulier à l'égard des pauvres.
Un moyen particulier de conformation à Jésus-Christ et de témoignage silencieux est la vie commune fraternelle, qui rejaillit aussi sur les travaux apostoliques menés en équipe. Les statuts précisent la visée de cette vie commune: « Pour répondre à notre mission dans l'Église, nous formons une communauté. Ainsi vivaient les Apôtres. Vivre et travailler en communauté est une loi vitale pour nous ». La communauté est le lieu de vie, de travail, et de développement humain. Chaque membres participe aux décisions, comme le prévoit le No 35 des statuts: « Dans nos communauté, nous sommes tous égaux: tous, nous participons, chacun à sa manière, dans une réelle coresponsabilité, à ce qui fait notre vie et notre mission. »

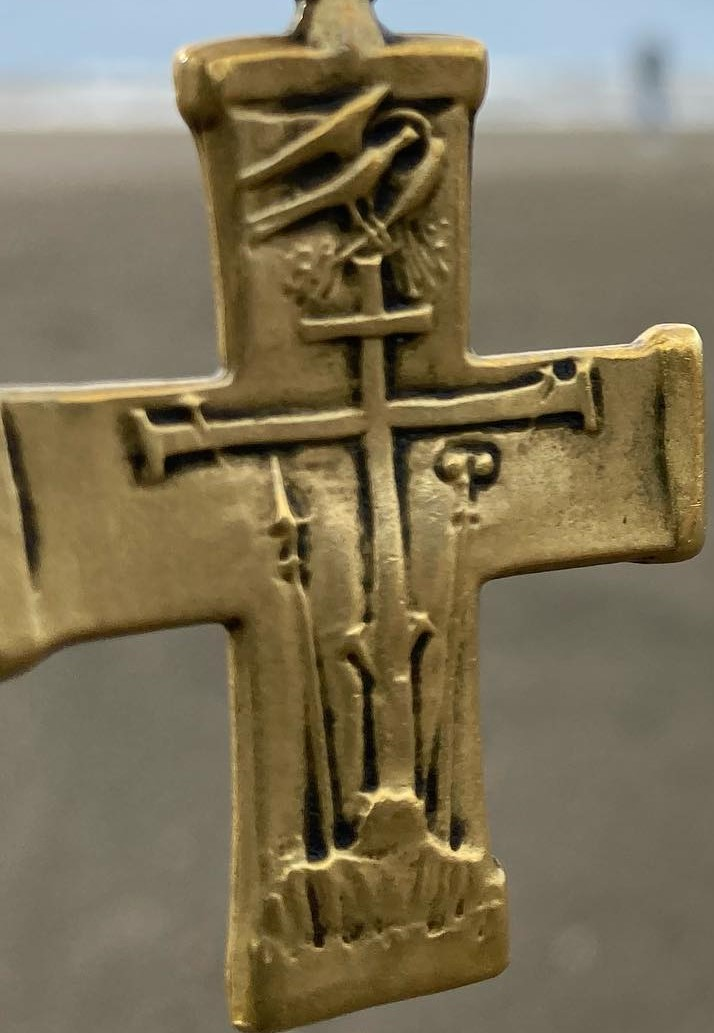
Croix de profession d'un religieux rédemptoriste.

La priorité envers les plus démunis est déjà inscrite dans le projet fondateur d'Alphonse de Liguori, qui écrit à ses frères: « S'il se présentait deux missions, une pour Naples et une pour les bouviers de Salerne, et qu'on ne soit pas assez nombreux pour les prêcher en même temps, c'est chez les bouviers qu'il faudrait aller d'abord, et remettre Naples à plus tard, parce que tel est le but de l'institut ». Les constitutions actuelles formalisent cette option préférentielle au No 4: « Parmi les hommes les plus démunis de secours spirituels, nous avons une préférence: les pauvres, les petits, les opprimés; leur évangélisation est donnée comme le signe de la venue du Messie qui a voulu, d'une certaine façon, s'identifier à eux. » À cette option correspond un style de vie: « Le zèle missionnaire exige cela des Rédemptoristes: qu'ils mènent vraiment une vie pauvre qui correspond à la situation des pauvres à qui ils sont destinés. C'est de cette façon que les membres de la congrégation montreront leur solidarité avec les pauvres et qu'ils seront pour eux un signe d'espérance. »
Des prêtres et laïques non-membres de la congrégation peuvent participer à sa spiritualité par l'affiliation en tant qu'oblat. Cette pratique, commencée à l'époque de saint Alphonse, est érigée en tiers-ordre par un décret de la Congrégation pour la Propagation de la Foi en date du 29 juillet 1804, à la demande de Clément Hofbauer.

### La mission et les missions

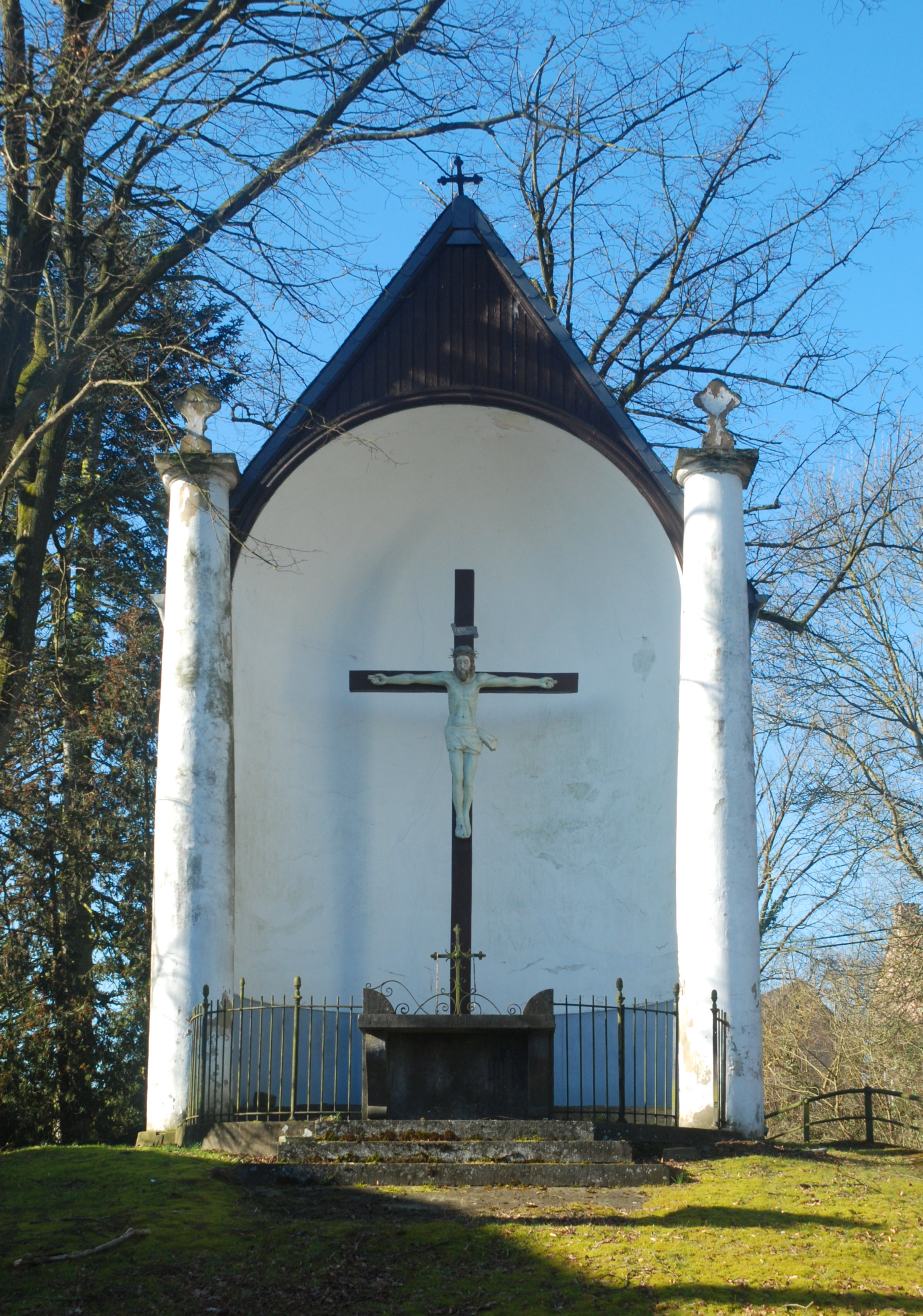
Le calvaire de la Mission des Rédemptoristes, à Court-Saint-Étienne, Belgique.

« Tout sujet de la congrégation doit être animé du plus grand zèle et affamé du salut des âmes. C'est vers ce but qu'il tournera tous ses efforts. Et quand ses supérieurs le destineront à cet apostolat, il devra s'y consacrer corps et âme. Jamais il ne pourrait se dire vrai enfant de la congrégation s'il n'acceptait de tout son cœur le labeur apostolique. » Saint Alphonse a forgé pour les Rédemptoristes la formule d'homo apostolicus, homme apostolique, c'est-à-dire apôtre de Jésus-Christ dans toute sa vie. À cette résolution correspond le vœu particulier de prédication aux infidèles des constitutions primitives, omis des statuts promulgués par Benoît XIV à la demande du cardinal Spinelli, mais dont l'esprit est maintenu dans l'ordre, présent dans plus de 100 pays du monde au XXe siècle.

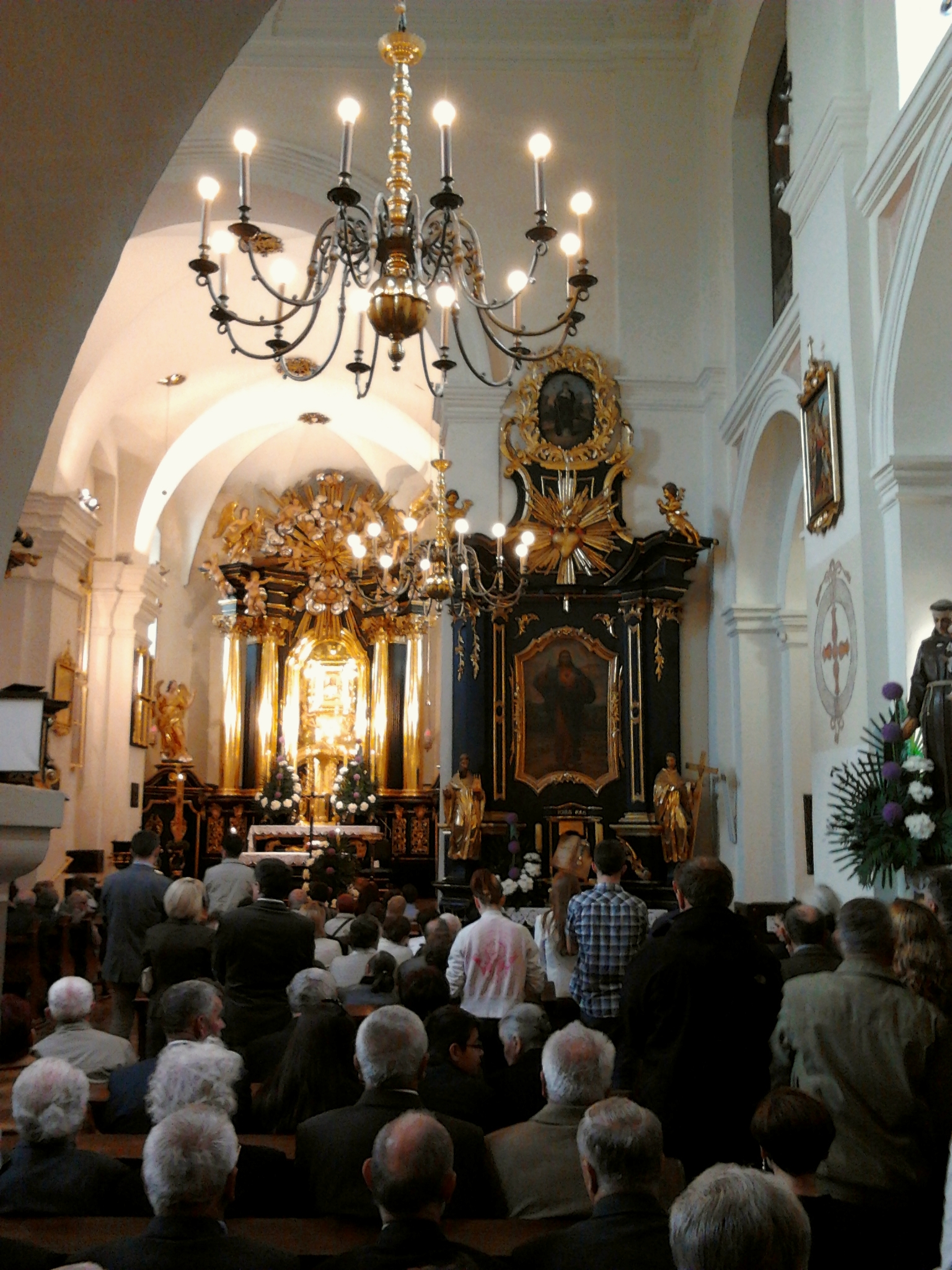
Exercices de piété au monastère de Tuchów, Pologne.

Le religieux rédemptoriste veut imiter le Christ en tant qu'il est missionnaire de l'amour de Dieu. « Le principe d'unité de toute notre vie, c'est la charité missionnaire du Rédempteur. Elle nous identifie en quelque sorte à Lui pour continuer d'accomplir la volonté du Père: le salut des hommes. » L'objet missionnaire de l'institut se concrétise par un apostolat dédié principalement à la prédication, en particulier lors de temps forts intensifs et limités dans le temps comme les missions populaires, retraites spirituelles, neuvaines pieuses. Le pape Jean-Paul II rappelle cet objet lors de son allocution au conseil général des Rédemptoristes en 1979: « Je voudrais attirer votre attention particulièrement sur la stimulation qu'apportent les missions populaires traditionnelles. Quand elles tiennent compte de la mentalité d'aujourd'hui, elles sont un moyen sans égal pour la rénovation périodique et vigoureuse de la vie chrétienne. »

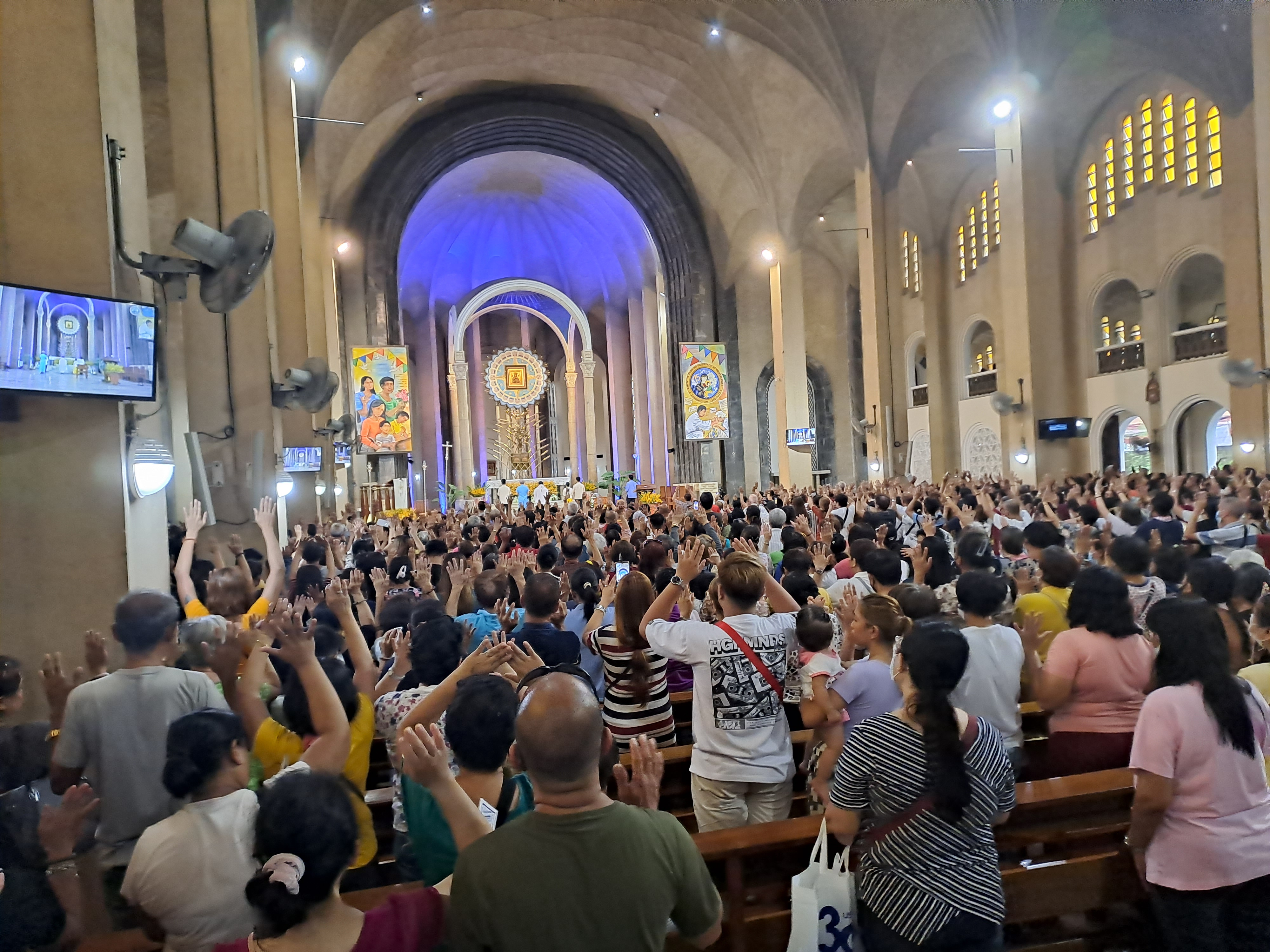
Neuvaine du mercredi au sanctuaire Notre-Dame-du-Perpétuel-Secours de Manille.

Dans certaines parties du monde, des structures missionnaires comme des préfectures apostoliques ou vicariats apostoliques sont confiés entièrement aux rédemptoristes. À la fin du XXe siècle, ils représentent l'essentiel du clergé au Niger, dans le vicariat apostolique de Reyes (Bolivie), et dans le diocèse de Propriá (Brésil).
Déjà au temps de Saint Alphonse, l'institut ouvre ses maisons aux clercs et laïques désireux de faire une retraite spirituelle, ainsi que le fondateur l'exprime dans la supplique de 1748 au pape Benoît XIV: « Ces maisons ont été des centres d'où les suppliants sont continuellement sortis en mission, mais aussi où les campagnards ont eu la facilité de venir, de leurs villages où ils avaient eu la mission, renouveler leurs confessions et se raffermir par les saintes prédications. De plus, dans ces mêmes maisons se sont données, plusieurs fois l'an, des retraites fermées, aux ordinands, aux curés, et aussi à des laïcs. » Cet apostolat se continue dans des centres spirituels comme celui de Trois-Épis en Alsace.

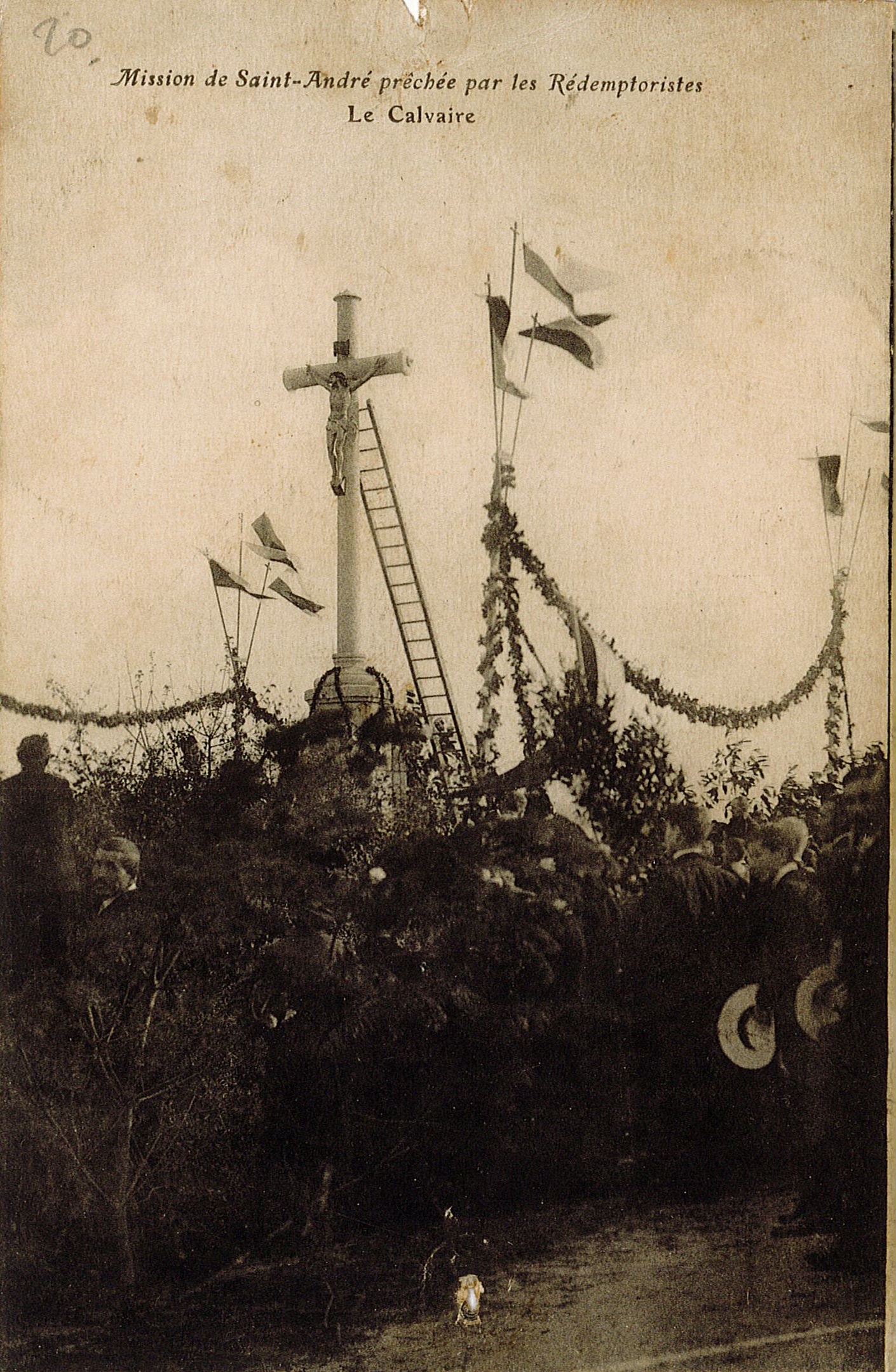
Croix de mission fleurie en France, années 1900.

L'ordre a la charge de nombreux sanctuaires, bien adaptés à la réalisation d'un ministère d'accueil de pèlerins. Il est présent à Aparecida, où se trouve la plus vaste église au monde, à Sainte-Anne-de-Beaupré, sanctuaire national du Québec, au sanctuaire Notre-Dame-du-Perpétuel-Secours de Manille (en) où des milliers de fidèles assistent à la neuvaine du mercredi et du vendredi.

La prise en charge de paroisses est interdite au temps de Saint Alphonse, qui la considérait comme incompatible avec les missions populaires, objet principal de l'institut. C'est avec Joseph Passerat que la partie transalpine de la congrégation accepte la charge de paroisses en Suisse, Autriche et Pologne. Aux États-Unis, l'ordre reçoit la charge de paroisses dès les débuts de son implantation outre-Atlantique. Le chapitre de 1855 formalise cette possibilité, et celui de 1963 précise que ces paroisses doivent être administrées modo missionario, c'est-à-dire à la manière missionnaire.

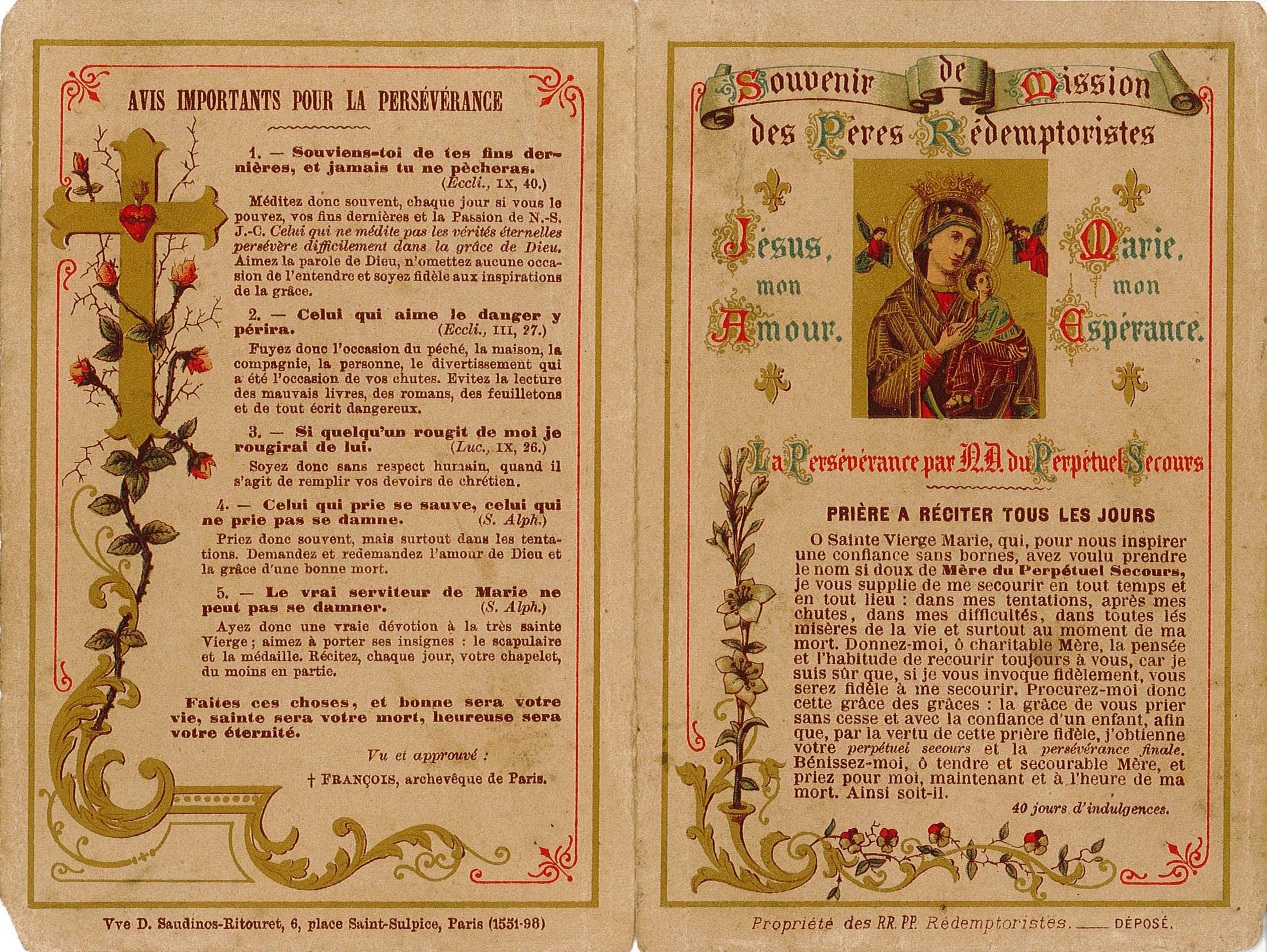
Souvenir de mission, années 1900.

Ce que les Rédemptoristes font lors de missions et dans les paroisses, il l'accomplissent aussi par les médias de masse. Ainsi, Liguorian Publications est l'une des maisons d'édition catholiques les plus importantes aux États-Unis, et le magazine Liguorian le plus vendu dans sa catégorie. En France, ils éditent la revue Mission chrétienne et au Canada le magazine Sainte-Anne de Beaupré. Ils sont également actifs dans le domaine de la radiodiffusion et de la télédiffusion, avec Radio Aparecida (pt) et TV Aparecida (pt) au Brésil, Radio Maryja en Pologne, et d'autres stations au Philippines et au Niger.
Les Rédemptoristes animent encore de nombreuses confréries pieuses, comme celle du Cœur Eucharistique de Jésus, érigée le 16 février 1903 par le pape Léon XIII.

### Enseignement
Dès les commencements de l'ordre, les communautés de Scala et Villa degli Schiavi ouvrent des écoles à l'intention des enfants défavorisés. Le chapitre tenu à Scifelli de 1785 dispose que les maisons peuvent ouvrir un école, mais le chapitre général de 1793 restreint cette possibilité à l'ouverture de juvénats, petits séminaires à l'intention d'adolescents se destinant à la vie religieuse.

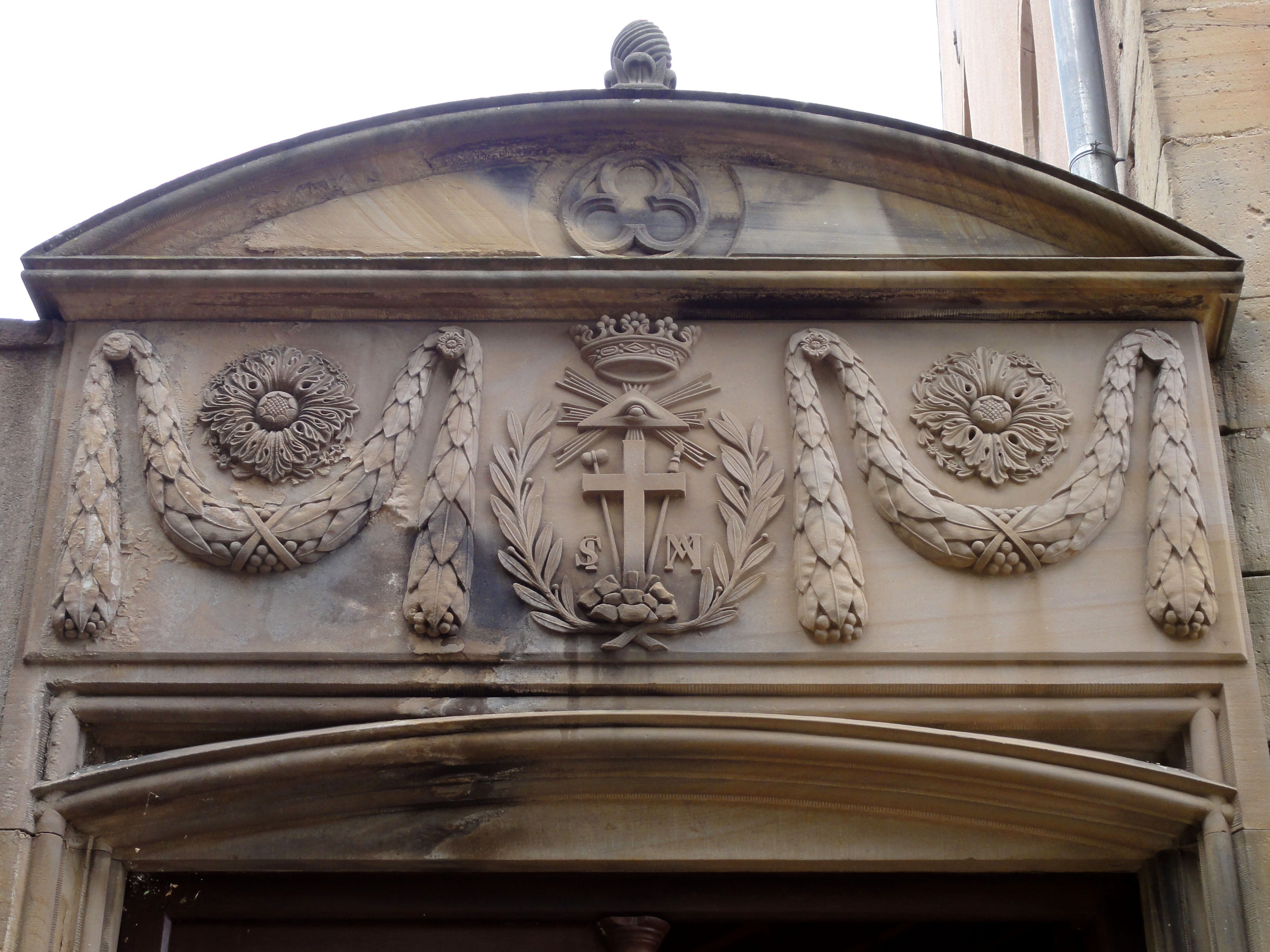
Armes de l'ordre au couvent du Bischoffsheim.

Au XIXe siècle, les communautés de Varsovie et de la Valsainte tiennent des orphelinats et des écoles professionnelles. Au XXe siècle, l'œuvre éducative de l'ordre prend un plus grand essor, avec l'ouverture de nombreux juvénats et de collèges, comme celui d'Ottignies en Belgique, de Port-au-Prince en Haïti, de Katzeldorf en Autriche, ou de Bombay en Inde.
En 1949, l'Académie Alphonsienne est fondée par le supérieur général Léonard Buijs, pour dispenser un enseignement général axé sur la théologie morale. Elle devient l'une des facultés de l'Université Pontificale du Latran en 1960. En l'an 2000, elle compte environ 300 étudiants, représentant 60 nationalités, et avait décerné 539 doctorats. Deux autres instituts similaires fondés par l'ordre existent, l'Instituto superior de Ciencias Morales de Madrid et l'Instituto Alphonsianum de Sao Paulo.
Les théologiens de l'ordre Rédemptoriste, comme Clément Dillenschneider, Bernhard Häring, ou François-Xavier Durrwell, s'illustrent en particulier dans la recherche et l'enseignement de la théologie morale.

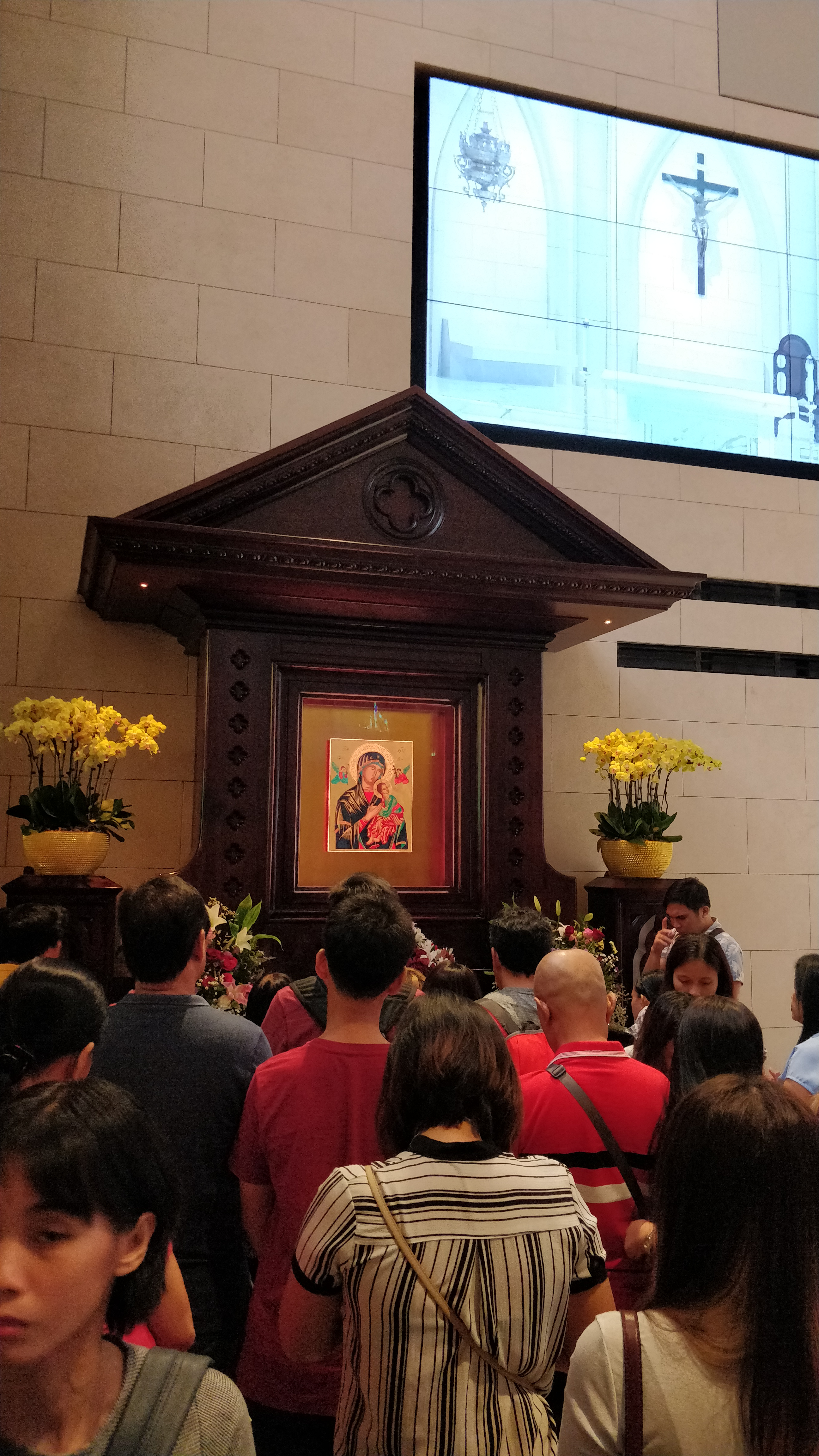
Neuvaine de prière devant une reproduction de l'icône originale, Église Notre-Dame-du-Perpétuel-Secours de Singapour.

### Notre-Dame du Perpétuel Secours
L'icône de Notre-Dame-du Perpétuel Secours est une icône crétoise confiée en 1866 aux Rédemptoristes par le pape Pie IX. L'icône originale se trouve dans l'église Saint-Alphonse de Rome, et de nombreuses reproductions existent de par le monde, dans des églises confiées à l'ordre, ou bien comme souvenir de missions populaires menées par des rédemptoristes. En 1871, le cardinal Costantino Patrizi, vicaire de Rome, érige la confraternité de Notre-Dame du Perpétuel Secours et de Saint-Alphonse, afin de promouvoir la dévotion à cette image. Elle est érigée en archiconfraternité en 1876 par le même pape Pie IX.

### Rédemptoristes notables

#### Saints et bienheureux
- Saint Alphonse de Liguori, fondateur de la congrégation, évêque.
- Bienheureux Janvier-Marie Sarnelli, prêtre.
- Saint Gérard Majella, religieux.
- Bienheureux Clément Hofbauer, prêtre.
- Saint Jean-Népomucène Neumann, évêque.

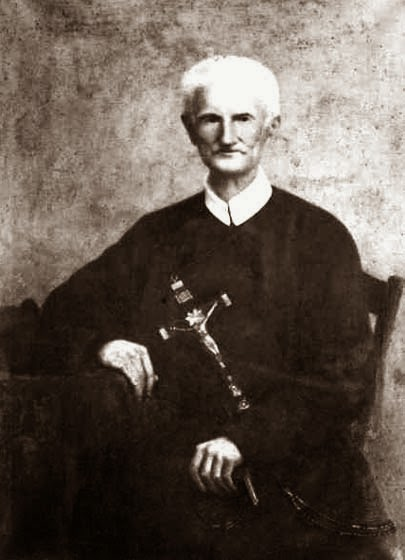
Pierre Donders.

- Pierre Donders.Bienheureux François-Xavier Seelos, prêtre.
- Bienheureux Pierre Donders, prêtre.
- Bienheureux Gaspard Stanggassinger, prêtre.
- Bienheureux Vicente Toribio (es), prêtre, ainsi que ses 11 compagnons, martyrs de la guerre d'Espagne.
- Bienheureux Méthode-Dominique Trčka, prêtre et martyr.
- Bienheureux Zénon Kovalyk, prêtre et martyr.
- Bienheureux Ivan Ziatyk (en), prêtre et martyr.
- Bienheureux Vasyl Velychkovsky, évêque.

#### Supérieurs généraux
Liste des supérieurs généraux successifs depuis la création de la charge :
- Nicolas Mauron (1855–93)
- Matthias Raus (1894–1909)
- Patrick Murray (1909–47)
- Leonardus Buijs (1947–53)
- William Gaudreau (1954–67)
- Tarcísio Amaral (pt) (1967–73)
- Josef Pfab (1973–85)
- Juan Lasso de la Vega (1985–97)
- Joseph Tobin (1997– 2009) puis archevêque de Newark et cardinal.
- Michael Brehl (de) (2009–22)
- Rogério Gomes (depuis 2022)[212]

##### Autres rédemptoristes notables

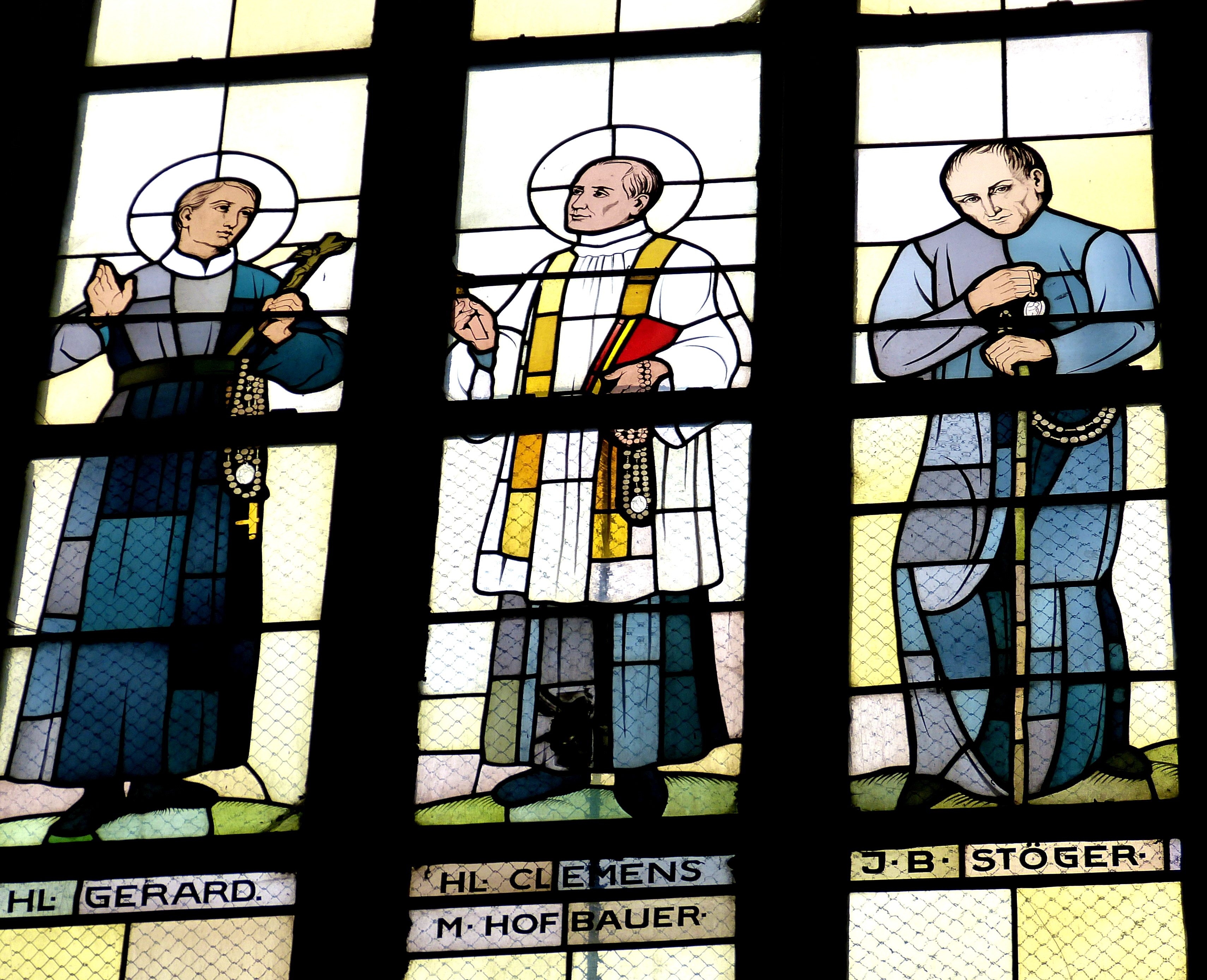
Vitrail de l'église des Rédemptoristes d'Eggenburg représentant Gérard Majella, Clément Hofbauer, et Johann Baptist Stöger.

- Cyril Axelrod, prêtre sud-africain ayant exercé un apostolat auprès des personnes handicapées.
- Augustin Berthe, prêtre français, écrivain et secrétaire du président Gabriel García Moreno.
- Mykola Bytchok, cardinal ukrainien, évêque de l'éparchie Saints-Pierre-et-Paul de Melbourne des Ukrainiens (Australie)
- Victor Coelho (en), prêtre brésilien, fondateur de Radio Aparecida.
- Victor-Auguste Dechamps, cardinal belge et archevêque de Malines.
- Achille Desurmont, prêtre français et provincial.
- François-Xavier Durrwell, théologien moraliste français.
- Bernard Häring, théologien moraliste allemand.
- José Clemente Maurer, cardinal bolivien d'origine allemande, et archevêque de Sucre.
- Stephen Naidoo, archevêque du Cap, militant anti-apartheid.
- Alfred Pampalon, prêtre et vénérable québécois
- Joseph Passerat, prêtre et vénérable français.
- Vladimir Pétchérine, prêtre et philosophe russe.
- Alec Reid, prêtre irlandais et facilitateur du processus de paix en Irlande du Nord.Vitor Coehlo, fondateur de Radio Aparecida.

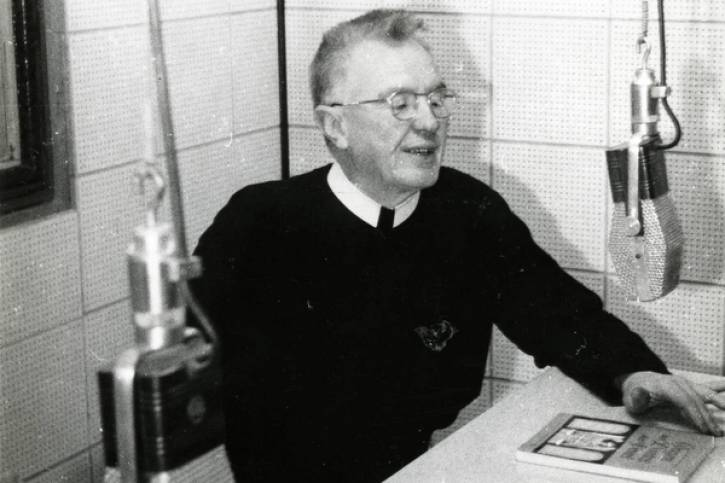
Vitor Coehlo, fondateur de Radio Aparecida.

- Max Schmalzl, religieux allemand et artiste membre du mouvement nazaréen.
- Julio Terrazas Sandoval, cardinal bolivien, archevêque de Santa Cruz de la Sierra.
- Johann Baptist Stöger (en), religieux autrichien objet d'une cause de béatification.
- Marcel Van, religieux vietnamien.
- Willem van Rossum, cardinal hollandais et préfet de la Sacrée Congrégation pour la Propagation de la Foi.
- Varkey Vithayathil, cardinal indien, archevêque majeur de l'Église syro-malabare.
- Johann Emanuel Veith, médecin, prêtre et écrivain autrichien.

## Voir aussi

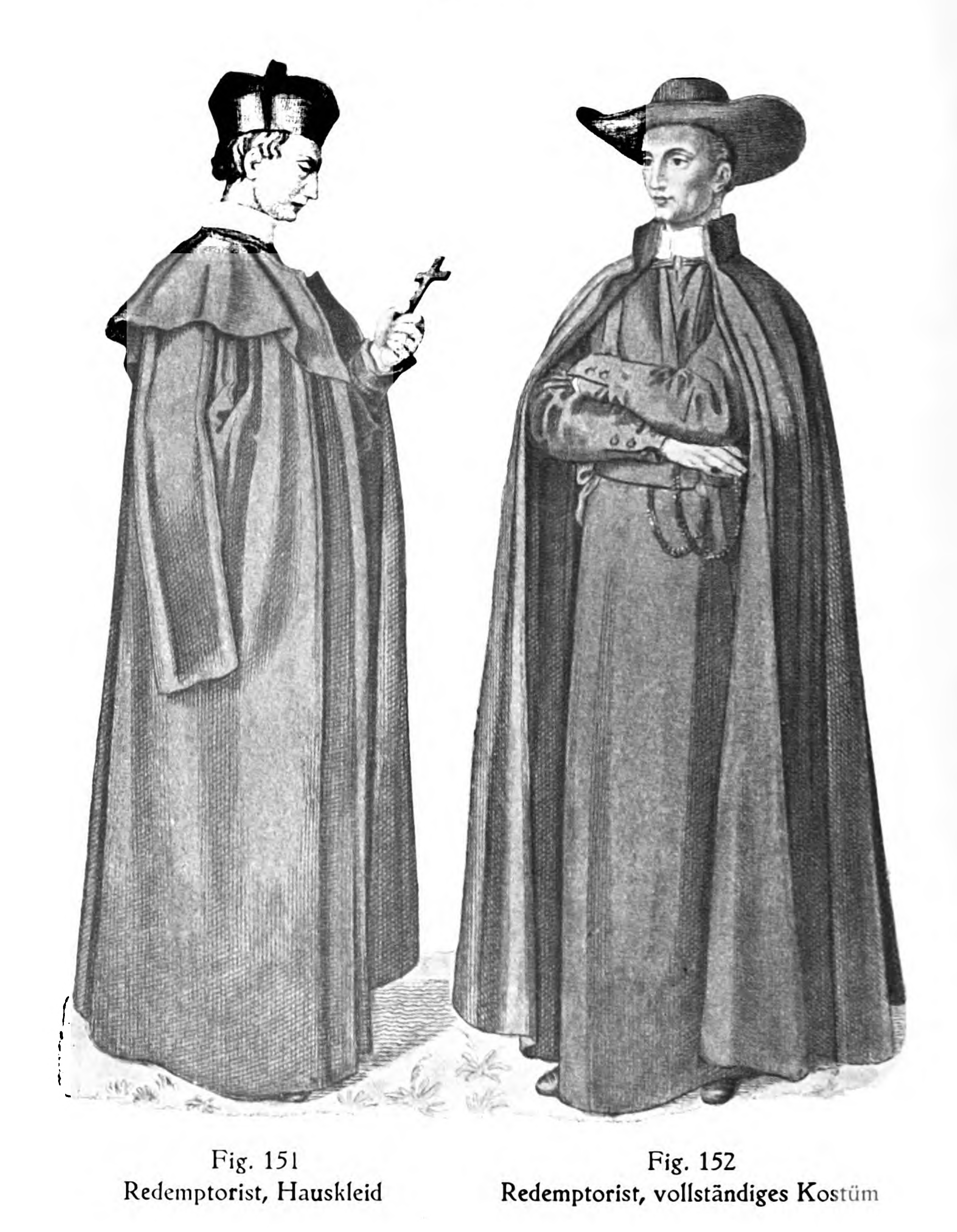
Habit rédemptoriste, XIXe siècle.